# Liste des épisodes de Pokémon
Pokémon, la série est une série d'animation japonaise relatant des aventures distinctes de la plupart des jeux vidéo Pokémon. Elle met en scène Sacha, en tant que personnage principal, et ses compagnons qui voyagent à travers le monde Pokémon en combattant d'autres Dresseurs Pokémon.
La série est divisée en sept cycles, qui correspondent aux générations successives de Pokémon (le premier cycle regroupe les deux premières générations). Elle est subdivisée en arcs narratifs, reconnaissables à leur générique. Elle est parfois également subdivisée en saisons de cinquante-deux épisodes environ, correspondant à une année de diffusion. Saisons et arcs narratifs sont distincts dans le premier cycle de la série avant de coïncider à partir de Advance Génération. Fin 2017, la série a atteint son 1000e épisode. Les épisodes sont classés ici suivant leur ordre de diffusion en France.
Cette page recense tous les épisodes de la série Pokémon ; des articles autonomes listent les épisodes dérivés et les films d'animation associés.

## Cycle 1: Pocket Monsters
Au Japon, le premier cycle est constitué de trois arcs narratifs pour un total de 276 épisodes :
- 82 épisodes pour Pokémon (1997 - 1999)
- 36 épisodes pour Les Îles Orange (1999)
- 158 épisodes pour Or et Argent (1999 - 2002)

En France, le premier cycle est constitué de cinq arcs narratifs pour un total de 272 épisodes :
- 80 épisodes[2] pour Ligue Indigo (1999)[N 1]
- 35 épisodes[3] pour Les Îles Orange (2000 - 2001)
- 41 épisodes[4] pour Voyage à Johto (2001)
- 52 épisodes[5] pour Les Champions de Johto (2001 - 2002)
- 64 épisodes[6] pour La Quête Ultime (2003)[N 1]

### Saison 1: La Ligue Indigo
| No épisodes | No épisodes | Titre français | Titre japonais                                  | Diffusion japonaise                         | Diffusion française                          |
| Japon       | France      | Titre français | Titre japonais                                  | Diffusion japonaise                         | Diffusion française                          |
| ----------- | ----------- | --- | ----------------------------------------------- | ------------------------------------------- | -------------------------------------------- |
| 1           | 1           | Le départ | ポケモン！きみにきめた !                        | 1er avril 1997                              | 3 janvier 2000                               |
| 2           | 2           | Pokémon aux urgences | たいけつ！ポケモンセンター！                    | 8 avril 1997                                | 5 janvier 2000                               |
| 3           | 3           | Capture du premier Pokémon | ポケモン ゲットだぜ！                           | 15 avril 1997                               | 8 janvier 2000                               |
| 4           | 4           | Le défi du samouraï | サムライしょうねんのちょうせん！                | 22 avril 1997                               | 12 janvier 2000                              |
| 5           | 5           | Confrontation à Argenta | ニビジムのたたかい！                            | 29 avril 1997                               | 15 janvier 2000                              |
| 6           | 6           | La Pierre Lune | ピッピとつきのいし                              | 6 mai 1997                                  | 19 janvier 2000                              |
| 7           | 7           | Les fleurs d'eau d'Azuria | ハナダシティのすいちゅうか                      | 13 mai 1997                                 | 22 janvier 2000                              |
| 8           | 8           | Le chemin qui conduit à la Ligue Pokémon | ポケモンリーグへのみち                          | 20 mai 1997                                 | 26 janvier 2000                              |
| 9           | 9           | L'école crève-cœur | ポケモンひっしょうマニュアル                    | 27 mai 1997                                 | 29 janvier 2000                              |
| 10          | 10          | Le village caché | かくれざとのフシギダネ                          | 3 juin 1997                                 | 2 février 2000                               |
| 11          | 11          | Le Pokémon abandonné | はぐれポケモン・ヒトカゲ                        | 10 juin 1997                                | 5 février 2000                               |
| 12          | 12          | Sans maître, ni loi | ゼニガメぐんだんとうじょう！                    | 17 juin 1997                                | 2000                                         |
| 13          | 13          | Le mystère du phare | マサキのとうだい                                | 24 juin 1997                                | 2000                                         |
| 14          | 14          | Confrontation électrique | でんげきたいけつ！クチバジム                    | 1er juillet 1997                            | 2000                                         |
| 15          | 15          | Bataille à bord du Sainte Anne | サントアンヌごうのたたかい！                    | 8 juillet 1997                              | 2000                                         |
| 16          | 16          | Naufrage Pokémon | ポケモンひょうりゅうき！                        | 15 juillet 1997                             | 2000                                         |
| 17          | 17          | L'île des Pokémon géants | きょだいポケモンのしま!?                        | 22 juillet 1997                             | 31 mai 2000                                  |
| 18          | -           | La beauté et la plage | アオプルコのきゅうじつ                          | 29 juillet 1997                             | Supprimé                                     |
| 19          | 18          | Tentacool et Tentacruel | メノクラゲドククラゲ                            | 5 août 1997                                 | 2000                                         |
| 20          | 19          | Le fantôme de la jeune fille | ゆうれいポケモンとなつまつり                    | 12 août 1997                                | 2000                                         |
| 21          | 20          | Un Pokémon amoureux | バイバイバタフリー                              | 19 août 1997                                | 2000                                         |
| 22          | 21          | Quand la télékinésie s'en mêle | ケーシィ！ちょうのうりょくたいけつ！            | 26 août 1997                                | 2000                                         |
| 23          | 22          | La tour de la terreur | ポケモンタワーでゲットだぜ！                    | 2 septembre 1997                            | 2000                                         |
| 24          | 23          | La revanche | ゴーストVSエスパー！                            | 9 septembre 1997                            | 2000                                         |
| 25          | 24          | Une rencontre mouvementée | おこらないでねオコリザル！                      | 16 septembre 1997                           | 2000                                         |
| 26          | 25          | Un parfum de victoire | エリカとクサイハナ                              | 23 septembre 1997                           | 2000                                         |
| 27          | 26          | Sommeil sur la ville | スリーパーとポケモンがえり!?                    | 30 septembre 1997                           | 2000                                         |
| 28          | 27          | Les Pokémon changent de look ! | ロコン！ブリーダーたいけつ！                    | 7 octobre 1997                              | 2000                                         |
| 29          | 28          | Le Pokémon qui a du punch ! | かくとうポケモン！だいバトル！                  | 14 octobre 1997                             | 2000                                         |
| 30          | 29          | Coup de foudre magnétique | コイルはでんきネズミのユメをみるか!?            | 21 octobre 1997                             | 2000                                         |
| 31          | 30          | Barrage contre Pokémon | ディグダがいっぱい！                            | 28 octobre 1997                             | 2000                                         |
| 32          | 31          | Le Ninja Pokémon | セキチクにんじゃたいけつ！                      | 4 novembre 1997                             | 26 février 2000                              |
| 33          | 32          | Le Poké-marathon | ほのおのポケモンだいレース！                    | 11 novembre 1997                            | 28 février 2000                              |
| 34          | 33          | L'enfant sauvage | ガルーラのこもりうた                            | 18 novembre 1997                            | 28 février 2000                              |
| 35          | -           | La légende de Minidraco | ミニリュウのでんせつ                            | 25 novembre 1997                            | Supprimé                                     |
| 36          | 34          | La bande des bicyclettes | あらしのサイクリングロード                      | 2 décembre 1997                             | 29 février 2000                              |
| 37          | 35          | Le manoir mystérieux | メタモンとものまねむすめ                        | 9 décembre 1997                             | 29 février 2000                              |
| 38          | -           | Le Soldat virtuel Porygon | でんのうせんしポリゴン                          | 16 décembre 1997                            | Supprimé                                     |
| 39          | 36          | Au revoir, Pikachu | ピカチュウのもり                                | 16 avril 1998                               | 1er mars 2000                                |
| 40          | 37          | La montagne de l'Évolution | イーブイ４きょうだい                            | 16 avril 1998                               | 1er mars 2000                                |
| 41          | 38          | Sommeil sans faim | おきろ！カビゴン！                              | 23 avril 1998                               | 2 mars 2000                                  |
| 42          | 39          | Sombreville | たいけつ！ポケモンジム！                        | 30 avril 1998                               | 2 mars 2000                                  |
| 43          | 40          | Un Pokémon tout n'œuf | ナッシーぐんだんだいこうしん！                  | 7 mai 1998                                  | 3 mars 2000                                  |
| 44          | 41          | La potion miracle | パラスとパラセクト！                            | 14 mai 1998                                 | 3 mars 2000                                  |
| 45          | 42          | Une jolie berceuse | うたって！プリン！                              | 21 mai 1998                                 | 4 mars 2000                                  |
| 46          | 43          | L'attaque du Pokémon préhistorique | ふっかつ!? かせきポケモン！                     | 28 mai 1998                                 | 8 mars 2000                                  |
| 47          | 44          | Urgence à l'hôpital | ラッキーのカルテ                                | 4 juin 1998                                 | 8 mars 2000                                  |
| 48          | 45          | Un sacré mariage | ガーディとコジロウ                              | 11 juin 1998                                | 2000                                         |
| 49          | 46          | Recette aux poireaux | カモネギのカモ                                  | 18 juin 1998                                | 11 mars 2000                                 |
| 50          | 47          | Œuf surprise | トゲピーはだれのもの!?                          | 25 juin 1998                                | 15 mars 2000                                 |
| 51          | 48          | Le jardin mystérieux | フシギダネのふしぎのはなぞの                    | 2 juillet 1998                              | 15 mars 2000                                 |
| 52          | 49          | L'unité d'élite K 9 | けいさつけんガーディ                            | 16 juillet 1998                             | 18 mars 2000                                 |
| 53          | 50          | Le chasseur d'image | シャッターチャンスはピカチュウ                  | 23 juillet 1998                             | 22 mars 2000                                 |
| 54          | 51          | Ultime épreuve | ポケモンけんていしけん !?                       | 30 juillet 1998                             | 22 mars 2000                                 |
| 55          | 52          | Le secret du centre d'élevage | そだてやのひみつ！                              | 6 août 1998                                 | 22 mars 2000                                 |
| 56          | 53          | La guerre des princesses | げきとう！ポケモンひなまつり                    | 9 juillet 1998                              | 25 mars 2000                                 |
| 57          | 54          | Un héros au poil | こどものひだよ！ぜんいんしゅうごう！            | 9 juillet 1998                              | 29 mars 2000                                 |
| 58          | 55          | Le champion des devinettes | もえろ！グレンジム！                            | 13 août 1998                                | 29 mars 2000                                 |
| 59          | 56          | Panique volcanique | けっせん！グレンジム！                          | 20 août 1998                                | 2000                                         |
| 60          | 57          | L'île des Pokémon Tortues | カメックスのしま                                | 27 août 1998                                | 2000                                         |
| 61          | 58          | La sirène magique | ハナダジム！すいちゅうのたたかい！              | 3 septembre 1998                            | 2000                                         |
| 62          | 59          | Les envahisseurs | ピッピVSプリン                                  | 10 septembre 1998                           | 10 avril 2000                                |
| 63          | 60          | L'arène Team Rocket | トキワジム！さいごのバッジ！                    | 17 septembre 1998                           | 10 avril 2000                                |
| 64          | 61          | Quel cirque ! | ポケモンサーカスのバリヤード                    | 24 septembre 1998                           | 11 avril 2000                                |
| 65          | 62          | Des joujoux par milliers, | ルージュラのクリスマス                          | 5 octobre 1998                              | 2000                                         |
| 66          | 63          | Tempête de neige | イワークでビバーク                              | 5 octobre 1998                              | 8 avril 2000                                 |
| 67          | 64          | Règlement de compte à Poké Corrall | ライバルたいけつ！オーキドけんきゅうじょ        | 8 octobre 1998                              | 11 avril 2000                                |
| 1er film    | 1er film    | Pokémon : Le film (Mewtwo contre-attaque) | 劇場版ポケットモンスター ミュウツーの逆襲       | 18 juillet 1998 (cinéma) 23 juin 2000 (DVD) | 5 avril 2000 (cinéma) 14 novembre 2000 (DVD) |
| 1er film    | 1er film    | Ce film se déroule durant la saison 1 du dessin animé. Les légendaires qui y apparaissent sont Mew et Mewtwo. Même si l'on retrouve des scènes de la saison telles que le combat de Régis contre Giovanni (épisode L'arène Team Rocket) ou le moment où Mewtwo s'échappe de la base de la Team Rocket (épisode Règlement de compte à Poké Corrall), la chronologie de ce film reste inconnue. Ainsi, il se déroule aux environs de l'épisode 63 à 67. |                                                 |                                             |                                              |
| 68          | 65          | Le mystère de l'évolution | ヤドンがヤドランになるとき                      | 15 octobre 1998                             | 11 avril 2000                                |
| 69          | 66          | Le Pi-Kahuna | なみのりピカチュウのでんせつ                    | 22 octobre 1998                             | 12 avril 2000                                |
| 70          | 67          | Talents cachés | しょくぶつえんのクサイハナ                      | 29 octobre 1998                             | 12 avril 2000                                |
| 71          | 68          | Lumière ! Moteur ! Action ! | ポケモン・ザ・ムービー！                        | 5 novembre 1998                             | 13 avril 2000                                |
| 72          | 69          | Hollywood, me voilà ! | ニャースのあいうえお                            | 12 novembre 1998                            | 13 avril 2000                                |
| 73          | 70          | Le secret | してんのう・シバ・とうじょう！                  | 19 novembre 1998                            | 13 avril 2000                                |
| 74          | 71          | Le mystère enfoui de Pokémonpolis | げきとつ！ちょうこだいポケモン                  | 26 novembre 1998                            | 14 avril 2000                                |
| 75          | 72          | Tombés sur un os ! | ガラガラのホネこんぼう                          | 3 décembre 1998                             | 14 avril 2000                                |
| 76          | 73          | La Team Rocket met le feu | ファイヤー！ポケモンリーグかいかいしき！        | 10 décembre 1998                            | 14 avril 2000                                |
| 77          | 74          | Ligue Pokémon Premier tour | ポケモンリーグかいまく！みずのフィールド        | 17 décembre 1998                            | 15 avril 2000                                |
| 78          | 75          | Le feu et la glace | こおりのフィールド！ほのおのたたかい！          | 24 décembre 1998                            | 17 avril 2000                                |
| Spécial     | -           | Les Pokémon à la veille de Nouvel An ! | おおみそうかだよ！ ポケットモンスターアンコール | 1er janvier 1999                            | Supprimé                                     |
| 79          | 76          | Quatrième tour décisif | くさのフィールド！いがいなきょうてき！          | 1er janvier 1999                            | 17 avril 2000                                |
| 80          | 77          | Un nouvel ami | ライバルとうじょう!                             | 7 janvier 1999                              | 17 avril 2000                                |
| 81          | 78          | Amis ou ennemis ? | セキエイスタジアム！VSヒロシ！                  | 14 janvier 1999                             | 18 avril 2000                                |
| 82          | 79          | Amis malgré tout | ポケモンリーグ！さいごのたたかい！              | 21 janvier 1999                             | 18 avril 2000                                |
| 83          | 80          | Alerte au Bourg Palette | マサラタウン！あらたなるたびだち                | 28 janvier 1999                             | 18 avril 2000                                |

### Saison 2: Les Îles Orange
| No épisodes | No épisodes | Titre français | Titre japonais                           | Diffusion japonaise                             | Diffusion française                          |
| Japon       | France      | Titre français | Titre japonais                           | Diffusion japonaise                             | Diffusion française                          |
| ----------- | ----------- | --- | ---------------------------------------- | ----------------------------------------------- | -------------------------------------------- |
| 84          | 81          | Y a-t-il un pilote dans le dirigeable ? | ひこうせんはふこうせん!?                 | 4 février 1999                                  | 2000                                         |
| 85          | 82          | Le danger Poké Ball | なんごくポケモンとＧＳボール             | 11 février 1999                                 | 2000                                         |
| 86          | 83          | Pokémon en détresse | ラプラスをたすけろ！                     | 18 février 1999                                 | 2000                                         |
| 87          | 84          | Un match très serré | オレンジリーグ！ナツカンジム！           | 25 février 1999                                 | 2000                                         |
| 88          | 85          | Pikachu se ré-volt | きえたポケモンたちのナゾ                 | 4 mars 1999                                     | 2000                                         |
| 89          | 86          | L'Onyx de cristal | クリスタルのイワーク                     | 11 mars 1999                                    | 2000                                         |
| 90          | 87          | La vie en rose | ピンクのポケモンじま                     | 18 mars 1999                                    | 2000                                         |
| 91          | 88          | Pas si fossile que ça | カブトのかせきのひみつ！                 | 25 mars 1999                                    | 2000                                         |
| 92          | 89          | Un combat théâtral | おどる！ポケモンショーボート！           | 1er avril 1999                                  | 2000                                         |
| 93          | 90          | Rien que de la frime | さよならコダック！またきてゴルダック?    | 8 avril 1999                                    | 2000                                         |
| 94          | 91          | La bonne âme des Îles Oranges | セイリングジョーイ！あらなみをこえて！   | 15 avril 1999                                   | 2000                                         |
| 95          | 92          | De la montagne à la mer | ネーブルジム！ゆきやまのたたかい！       | 22 avril 1999                                   | 2000                                         |
| 96          | 93          | Aventure vitaminée | おおぐいカビゴン！だいパニック！         | 29 avril 1999                                   | 2000                                         |
| 97          | 94          | Le bateau fantôme | ゆうれいせんとゆうれいポケモン！         | 6 mai 1999                                      | 2000                                         |
| 98          | 95          | Le jour de paye | おニャースさまのしま!?                   | 13 mai 1999                                     | 2000                                         |
| 99          | 96          | Histoire de Bé-bêtes | ストライクせんしのほこり                 | 20 mai 1999                                     | 2000                                         |
| 100         | 97          | Des vacances de rêve | みなみのしまだよ！ぜんいんしゅうごう！   | 27 mai 1999                                     | 2000                                         |
| 101         | 98          | Sirena sur l'Île Mandarine | してんのうカンナ！こおりのたたかい!!     | 3 juin 1999                                     | 2000                                         |
| 102         | 99          | Amour rime avec toujours | ニドランのこいものがたり                 | 10 juin 1999                                    | 2000                                         |
| 103         | 100         | Les bons, les brutes et les Pokémon | だいへいげんのコイルたち！               | 17 juin 1999                                    | 2000                                         |
| 104         | 101         | La menace mystérieuse | ちかどうのかいぶつ!?                     | 24 juin 1999                                    | 2000                                         |
| 105         | 102         | Coup de foudre sous le soleil | ユズジム！タイプバトル３VS３!!           | 1er juillet 1999                                | 2000                                         |
| 106         | 103         | Unis à la vie à la mort ! | ピカチュウVSニャース!?                   | 15 juillet 1999                                 | 2000                                         |
| 107         | 104         | Tout feu tout flamme | リザードン！きみにきめた!!               | 22 juillet 1999                                 | 2000                                         |
| 2e film     | 2e film     | Pokémon 2 : Le pouvoir est en toi | 幻のポケモン ルギア爆誕                  | 17 juillet 1999 (cinéma) 22 novembre 2000 (DVD) | 20 décembre 2000 (cinéma) 10 août 2001 (DVD) |
| 2e film     | 2e film     | Le film se base sur la saison 2 de l'animé, mais on ne sait pas précisément à quel moment. Sacha est vu en possession de son Ronflex, dont il fait l'acquisition dans l'épisode 93 et qu'il renvoie au professeur Chen durant la ligue Orange dans l'épisode 110. Lokhlass est également présent et est relâché par Sacha dans l'épisode 112. On aperçoit également Dracaufeu, et celui-ci se montre obéissant, comme dans la série à partir de l'épisode 104. De plus, Ondine ne possède pas encore Ptitard qu'elle capture dans l'épisode 109. Le film se situe donc après l'épisode 104 et avant l'épisode 109. |                                          |                                                 |                                              |
| 108         | 105         | La guerre aquatique Pokémon | ひけしたいけつ！ゼニガメVSカメール       | 29 juillet 1999                                 | 2001                                         |
| 109         | 106         | Repas si facile | もえよ！カビゴン!!                       | 5 août 1999                                     | 2001                                         |
| 110         | 107         | Double match Pokémon | タッグバトル！さいごのジム!!             | 12 août 1999                                    | 2001                                         |
| 111         | 108         | Drôle d'observateur | コイキング！しんかのひみつ!!             | 19 août 1999                                    | 2001                                         |
| 112         | 109         | Les algues salsifiques | ニョロモとカスミ                         | 26 août 1999                                    | 2001                                         |
| 113         | 110         | Bienvenue à Pomelo | ウィナーズカップ！フルバトル６VS６!!     | 2 septembre 1999                                | 2001                                         |
| 114         | 111         | Le trophée du vainqueur | ファイナルバトル！カイリューとうじょう!! | 9 septembre 1999                                | 2001                                         |
| 115         | 112         | Une famille en or | さよならラプラス！                       | 16 septembre 1999                               | 2001                                         |
| 116         | 113         | Rassemblement souterrain | マルマインだいばくは!?                   | 23 septembre 1999                               | 2001                                         |
| 117         | 114         | Le plus lamentable chapiteau du monde | かえってきたマサラタウン！               | 30 septembre 1999                               | 2001                                         |
| 118         | 115         | Retour à la rivalité | ライバルたいけつ！サトシVSシゲル!!       | 7 octobre 1999                                  | 2001                                         |

### Saison 3: Voyage à Johto
| No épisodes | No épisodes | Titre français                                                                 | Titre japonais                                     | Diffusion japonaise                          | Diffusion française                          |
| Japon       | France      | Titre français                                                                 | Titre japonais                                     | Diffusion japonaise                          | Diffusion française                          |
| ----------- | ----------- | ------------------------------------------------------------------------------ | -------------------------------------------------- | -------------------------------------------- | -------------------------------------------- |
| 119         | 116         | Le crime ne paie pas                                                           | ワカバタウン！はじまりをつげるかぜのふくまち！     | 14 octobre 1999                              | 2001                                         |
| 120         | 117         | Leçon de baseball                                                              | ルーキーのチコリータ                               | 21 octobre 1999                              | 2001                                         |
| 121         | 118         | Une fin juteuse                                                                | げきとつ！へラクロスVSカイロス!!                   | 28 octobre 1999                              | 2001                                         |
| 122         | 119         | Un gisement très convoité                                                      | ドンファンのたに！                                 | 4 novembre 1999                              | 2001                                         |
| 123         | 120         | Des illusions et des confusions                                                | ホーホーとあやしいもり！                           | 11 novembre 1999                             | 2001                                         |
| 124         | 121         | Le pouvoir des fleurs                                                          | キレイハナのバトルダンシング！                     | 18 novembre 1999                             | 2001                                         |
| 125         | 122         | Les filets de la justice                                                       | イトマル！だいそうさせん!!                         | 25 novembre 1999                             | 2001                                         |
| 126         | 123         | L'argent ne fait pas le bonheur                                                | ブルーのかれいなせいかつ!?                         | 2 décembre 1999                              | 2001                                         |
| 127         | 124         | Le tout petit des grands bois                                                  | オドシシ！まぼろしのもり!?                         | 9 décembre 1999                              | 2001                                         |
| 128         | 125         | Une nouvelle amitié                                                            | いじっぱりのチコリータ!!                           | 16 décembre 1999                             | 2001                                         |
| 129         | 126         | Rituel annuel                                                                  | ヌオーとＧＳボール!?                               | 23 décembre 1999                             | 2001                                         |
| 130         | 127         | Le coup de sifflet                                                             | レディバのふえ                                     | 1er janvier 2000                             | 2001                                         |
| 131         | 128         | Une amitié indestructible                                                      | ハピナスのハッピーナース！                         | 6 janvier 2000                               | 2001                                         |
| 132         | 129         | Une jeune pousse à la rescousse                                                | だいピンチ！マダツボミのとう！                     | 13 janvier 2000                              | 2001                                         |
| 133         | 130         | L'air contre le feu                                                            | キキョウジム！おおぞらのたたかい!!                 | 20 janvier 2000                              | 2001                                         |
| 134         | 131         | Mélodrame à chaudes larmes                                                     | なきむしマリル！                                   | 27 janvier 2000                              | 2001                                         |
| 135         | 132         | Destruction en tout genre                                                      | ばくそう！オタチ＆トゲピー!!                       | 3 février 2000                               | 2001                                         |
| 136         | 133         | La séparation                                                                  | リザードンのたに！またあうひまで!!                 | 10 février 2000                              | 2001                                         |
| 137         | 134         | Sourira bien qui sourira le dernier                                            | だいパニック！キマワリコンテスト!!                 | 17 février 2000                              | 2001                                         |
| 138         | 135         | Le Pokémon blues                                                               | チコリータはごきげんななめ!?                       | 24 février 2000                              | 2001                                         |
| 139         | 136         | Vivre de l'air du temps                                                        | ハネッコはねた！だいそうげんのたたかい!!           | 2 mars 2000                                  | 2001                                         |
| 140         | 137         | Un super héros super secret                                                    | なぞのスーパーヒーロー！グライガーマンとうじょう!! | 9 mars 2000                                  | 2001                                         |
| 141         | 138         | De l'électricité dans l'air                                                    | メリープとまきばのしょうじょ                       | 16 mars 2000                                 | 2001                                         |
| 142         | 139         | Engagé pour combattre                                                          | バトルしようぜ！ハッサムVSへラクロス!!             | 23 mars 2000                                 | 2001                                         |
| 143         | 140         | Tout feu tout flamme                                                           | ヒノアラシ！ゲットだぜ                             | 30 mars 2000                                 | 2001                                         |
| 144         | 141         | État de sécheresse                                                             | ヒワダタウン！ヤドンのいど!!                       | 6 avril 2000                                 | 2001                                         |
| 145         | 142         | Suspense en suspens                                                            | クヌギダマとボングリのみ！うらやまのたたかい!!     | 13 avril 2000                                | 2001                                         |
| 146         | 143         | Dans le feu de l'action                                                        | ヒワダジム！もりのバトルフィールド!!               | 20 avril 2000                                | 2001                                         |
| 147         | 144         | Apprentissage du dressage                                                      | ウバメのもり！カモネギをさがせ!!                   | 27 avril 2000                                | 2001                                         |
| 148         | 145         | Échanges et mélanges                                                           | ソーナンスとポケモンこうかんかい!!                 | 4 mai 2000                                   | 2001                                         |
| 149         | 146         | Une escouade qui a le feu sacré                                                | もえろゼニガメだん！ほのおのように!!               | 11 mai 2000                                  | 2001                                         |
| 150         | 147         | Fugueur à faire peur                                                           | ウパーがいっぱい！                                 | 18 mai 2000                                  | 2001                                         |
| 151         | 148         | Le bout du tunnel                                                              | プリンVSブルー！                                   | 25 mai 2000                                  | 2001                                         |
| 152         | 149         | Le voleur mystérieux                                                           | ダークポケモン・デルビル                           | 1er juin 2000                                | 2001                                         |
| 153         | 150         | Duel pour un Pokémon                                                           | ワニノコはだれのもの!?サトシVSカスミ！             | 8 juin 2000                                  | 2001                                         |
| 154         | 151         | Chaud devant !                                                                 | エアームドVSヒノアラシ！はがねのつばさ!!           | 15 juin 2000                                 | 2001                                         |
| 155         | 152         | Un amour débordant                                                             | おどれワニノコ！あいのステップを!!                 | 22 juin 2000                                 | 2001                                         |
| 156         | 153         | Prise de bec                                                                   | いろちがいのヨルノズク！ゲットだぜ!!               | 29 juin 2000                                 | 2001                                         |
| 157         | 154         | Meilleurs ennemis                                                              | リングマでドッキリ!!                               | 6 juillet 2000                               | 2001                                         |
| 158         | 155         | Psychiquement vôtre                                                            | キリンリキ！エスパーポケモンのむら！               | 13 juillet 2000                              | 2001                                         |
| 3e film     | 3e film     | Pokémon 3 : Le sort des Zarbi                                                  | 結晶塔の帝王 ＥＮＴＥＩ                            | 8 juillet 2000 (cinéma) 7 juillet 2001 (DVD) | 13 juin 2001 (cinéma) 13 décembre 2001 (DVD) |
| 3e film     | 3e film     | Sacha possède Noarfang, ce film se déroule donc entre les épisodes 153 et 157. |                                                    |                                              |                                              |
| 159         | 156         | La chasse au trésor                                                            | ポケモンうらない !? だいらんせん！                 | 27 juillet 2000                              | 2001                                         |

### Saison 4: Les Champions de Johto
| No épisodes         | No épisodes         | Titre français | Titre japonais                                               | Diffusion japonaise                          | Diffusion française |
| Japon               | France              | Titre français | Titre japonais                                               | Diffusion japonaise                          | Diffusion française |
| ------------------- | ------------------- | --- | ------------------------------------------------------------ | -------------------------------------------- | ------------------- |
| 160                 | 157                 | Bienvenue à Doublonville | コガネジム！スピード＆パワー!?                               | 3 août 2000                                  | 29 septembre 2001   |
| 161                 | 158                 | Des Pokémon très "lait" | ミルタンク！リベンジバトル!!                                 | 10 août 2000                                 | 2001                |
| 162                 | 159                 | L'émission | ラジオとうのたたかい！じくうをこえて!!                       | 17 août 2000                                 | 2001                |
| 163                 | 160                 | Le concours | むしとりたいかい！しぜんこうえんでゲットだぜ!!               | 24 août 2000                                 | 2001                |
| 164                 | 161                 | Un imitateur hors pair | ウソッキーはどこにいる!?                                     | 31 août 2000                                 | 2001                |
| 165                 | 162                 | Voyage dans la préhistoire | こだいポケモンパーク！アルフのいせき!!                       | 7 septembre 2000                             | 2001                |
| 166                 | 163                 | Courrier express | ポッポやのでんしょポッポ                                     | 14 septembre 2000                            | 2001                |
| 167                 | 164                 | Mélo au château | ズバットのやかた！きけんなめいろ!!                           | 21 septembre 2000                            | 2002                |
| 168                 | 165                 | Combat pour un dojo | カポエラーVSフシギダネ！かくとうたいけつ!!                   | 28 septembre 2000                            | 2002                |
| 169                 | 166                 | La réconciliation | ジャングルのさんびき！おんせんバトル!!                       | 5 octobre 2000                               | 2002                |
| 170                 | 167                 | Appâts et hameçons | アズマオウ！フィッシングバトル!!                             | 12 octobre 2000                              | 2002                |
| 171                 | 168                 | Le concours de beauté | さよならロコン！ポケモンビューティーコンテスト!!             | 19 octobre 2000                              | 2002                |
| 172                 | 169                 | Le remède miracle | ツボツボVSマダツボミ                                         | 26 octobre 2000                              | 2002                |
| 173                 | 170                 | Il y a de l'électricité dans l'air | ブラッキー！やみよのたたかい!!                               | 2 novembre 2000                              | 2002                |
| 174                 | 171                 | Séjour à la montagne | レディアン！かぜのたにをこえて!!                             | 9 novembre 2000                              | 2002                |
| 175                 | 172                 | L'emblème du festival | ソーナンスのむら!?                                           | 16 novembre 2000                             | 2002                |
| 176                 | 173                 | Imitation, confrontation | めざせメタモンマスター！イミテふたたび!!                     | 23 novembre 2000                             | 2002                |
| 177                 | 174                 | Les ennuis de l'évolution | ニャースとブルーとグランブル!?                               | 30 novembre 2000                             | 2002                |
| 178                 | 175                 | L'école | アリアドス！にんぽうバトル!!                                 | 7 décembre 2000                              | 2002                |
| 179                 | 176                 | Onde de choc | はばたけヤンヤンマ！あしたのそらへ!!                         | 14 décembre 2000                             | 2002                |
| 180                 | 177                 | Dernière escale | ポポッコ！くさポケモンバトル!!                               | 21 décembre 2000                             | 2002                |
| 1er film hors-série | 1er film hors-série | Pokémon : Le Retour de Mewtwo | ミュウツー! 我ハココニ在リ                                   | 30 décembre 2000                             | 2002                |
| 1er film hors-série | 1er film hors-série | Téléfilm se déroulant quelque temps après les événements de Pokémon : Le Film. Ce film se situe entre les épisodes 169 et 196 puisque Pierre n'a plus son Goupix et son Nosferalto n'a pas encore évolué.                                                                                                   |                                                              |                                              |                     |
| 181                 | 178                 | La compagnie des pommes | ピカチュウとピチュー！                                       | 4 janvier 2001                               | 2002                |
| 182                 | 179                 | Livraison à domicile | ヘルガーとトゲピー！                                         | 11 janvier 2001                              | 2002                |
| 183                 | 180                 | La tour aux spectres | やけたとう！マツバとうじょう!!                               | 18 janvier 2001                              | 2002                |
| 184                 | 181                 | Rencontre au sommet | エンジュジム！ゴーストバトル!!                               | 25 janvier 2001                              | 2002                |
| 185                 | 182                 | Cérémonie du thé | イーブイ５しまい！おちゃかいでバトル!!                       | 1er février 2001                             | 2002                |
| 186                 | 183                 | Tout ce qui brille ! | ヤミカラス！うばわれたバッジ!!                               | 8 février 2001                               | 2002                |
| 187                 | 184                 | L'arc-en-ciel | テッポウオのそら！                                           | 15 février 2001                              | 2002                |
| 188                 | 185                 | Le petit voleur | ヒメグマのひみつ！                                           | 22 février 2001                              | 2002                |
| 189                 | 186                 | La photo de mariage | こおったヒマナッツのなぞ!!                                   | 1er mars 2001                                | 2002                |
| 190                 | 187                 | La fièvre des sources | ここほれウリムー！おんせんをさがせ!!                         | 8 mars 2001                                  | 2002                |
| 191                 | 188                 | Vive le vent d'hiver | フリーザーVSプリン！ふぶきのなかで!!                         | 15 mars 2001                                 | 2002                |
| 192                 | 189                 | La Team Rocket se déchaîne | ウインディとほのおのいし！                                   | 22 mars 2001                                 | 2002                |
| 193                 | 190                 | Un Pokémon nommé Désir | ノコッチはのこっちない!?                                     | 29 mars 2001                                 | 2002                |
| 194                 | 191                 | La poursuite infernale | ソーナンス！そうなんす?                                      | 5 avril 2001                                 | 2002                |
| 195                 | 192                 | Un repos bien mérité | タケシたおれる！あぶないキャンプ!!                           | 12 avril 2001                                | 2002                |
| 196                 | 193                 | Un tournoi poids lourd | オーダイルVSカメックス！すもうバトル!!                       | 19 avril 2001                                | 2002                |
| 197                 | 194                 | Le Poké Interprète | ポケモンとはなせます!?ポケモンのことばポケモンのきもち！     | 26 avril 2001                                | 2002                |
| 198                 | 195                 | La reine des Pokémon ! | ゴルバットVSかめんのじょおうムサシ！いせきのたたかい!!       | 3 mai 2001                                   | 2002                |
| 199                 | 196                 | Le peintre ! | ドーブルのきせき!!あさひのなかでかがやいて！                 | 10 mai 2001                                  | 2002                |
| 200                 | 197                 | Chagrin d'amour | ニドリーノニドリーナ！タケシのバラいろのひび!?               | 17 mai 2001                                  | 2002                |
| 201                 | 198                 | Courants alternatifs | さよならチコリータ!? でんきのラビリンス！                    | 24 mai 2001                                  | 2002                |
| 202                 | 199                 | La dispute | ベイリーフはどこへいった!?ハーブばたけでつかまえて！         | 31 mai 2001                                  | 16 septembre 2002   |
| 203                 | 200                 | Le petit timide | ネイティうらない！みらいよちのしんぴ!!                       | 7 juin 2001                                  | 17 septembre 2002   |
| 204                 | 201                 | Ballon vole ! | ポケモンききゅうだいレース！あらしをこえて!!                 | 14 juin 2001                                 | 18 septembre 2002   |
| 205                 | 202                 | Sacrés acteurs | ムチュールにもうむちゅう!!スーパースターはポケモンがおすき？ | 21 juin 2001                                 | 19 septembre 2002   |
| 206                 | 203                 | Le Pokémon qui aimait les pommes | なみのりサイドンをおえ!?みずうみのたたかい！                 | 28 juin 2001                                 | 20 septembre 2002   |
| 207                 | 204                 | Kecleon kleptomane | カクレオンはどこにいる!?みえないポケモンにだいこんらん！     | 5 juillet 2001                               | 21 septembre 2002   |
| 4e film             | 4e film             | Pokémon 4Ever (Celebi la voix de la forêt) | セレビィ時を超えた遭遇                                       | 7 juillet 2001 (cinéma) 8 février 2002 (DVD) | 16 mai 2007 (DVD)   |
| 4e film             | 4e film             | Initialement, la GS Ball du dessin animé devait contenir un Celebi, mais à la suite de ce film qui met en scène ce Pokémon, l'idée a été écartée de l'histoire et la GS ball s'est retrouvée oubliée chez Fargas. Macronium ayant évolué, ce film se passe vraisemblablement entre les épisodes 198 et 207. |                                                              |                                              |                     |
| 208                 | 205                 | Une peur incontrôlable | みずポケモンぎらいのジョーイさん!?カスミのいかり！           | 12 juillet 2001                              | 2002                |
| 209                 | 206                 | L'oasis | せいぼミルタンク！さばくのひみつ！                           | 19 juillet 2001                              | 2002                |
| 210                 | 207                 | Que la lumière soit | かがやきのとうだい！アサギシティのたたかい!!                 | 26 juillet 2001                              | 2002                |
| 211                 | 208                 | Un Champion fort, fort, fort | タンバジム！まっこうしょうぶかくとうたいけつ!!               | 2 août 2001                                  | 2002                |

### Saison 5: La Quête Ultime
| No épisodes | No épisodes | Titre français                                                                                   | Titre japonais                                       | Diffusion japonaise                             | Diffusion française   |
| Japon       | France      | Titre français                                                                                   | Titre japonais                                       | Diffusion japonaise                             | Diffusion française   |
| ----------- | ----------- | ------------------------------------------------------------------------------------------------ | ---------------------------------------------------- | ----------------------------------------------- | --------------------- |
| 212         | 209         | Autour du tourbillon                                                                             | うずまきれっとう！あらたなるちょうせん!!             | 9 août 2001                                     | 3 février 2003        |
| 213         | 210         | Jusqu'à la lune                                                                                  | ポッポとデカポッポ！まだみぬそらへ!!                 | 16 août 2001                                    | 4 février 2003        |
| 214         | 211         | La parade                                                                                        | たびだてうみへ！チョンチーぎょうれつ!!               | 23 août 2001                                    | 5 février 2003        |
| 215         | 212         | La vie en rose                                                                                   | サニーゴでアミーゴ！おうがんとうのたいけつ!!         | 30 août 2001                                    | 6 février 2003        |
| 216         | 213         | Le mystérieux trésor                                                                             | マンタインとちんぼつせん!!なぞのポケモンのひみつ！   | 6 septembre 2001                                | 7 février 2003        |
| 217         | 214         | Le vilain petit canard                                                                           | オクタンとテッポウオ！うずまきカップよせん!!         | 13 septembre 2001                               | 8 février 2003        |
| 218         | 215         | Héros de duel                                                                                    | うずまきカップ！みずのコロシアムでだいバトル!!       | 20 septembre 2001                               | 9 février 2003        |
| 219         | 216         | Que le meilleur gagne !                                                                          | サトシVSカスミ！うずまきカップさいごのたたかい!!     | 27 septembre 2001                               | 10 février 2003       |
| 220         | 217         | Les cinq mercenaires                                                                             | ディグダのむらをまもれ！おとしあなだいさくせん!?     | 4 octobre 2001                                  | 11 février 2003       |
| 221         | 218         | L'Île de la Pierre d'Argent                                                                      | ぎんいろのはねのでんせつ！ぎんがんとうのたたかい!!   | 11 octobre 2001                                 | 12 février 2003       |
| 222         | 219         | Double jeu                                                                                       | なぞのポケモンX !!                                   | 18 octobre 2001                                 | 13 février 2003       |
| 223         | 220         | Pris au piège                                                                                    | とらわれのルギア！                                   | 25 octobre 2001                                 | 14 février 2003       |
| 224         | 221         | Chose promise, chose due                                                                         | ルギアとのやくそく！                                 | 1er novembre 2001                               | 15 février 2003       |
| 225         | 222         | Retour à Oliville                                                                                | とべホーホーごう！アサギをめざし!!                   | 8 novembre 2001                                 | 16 février 2003       |
| 226         | 223         | Rencontre pour un Badge                                                                          | アサギジム！VSハガネール!!                           | 15 novembre 2001                                | 17 février 2003       |
| 227         | 224         | Le négociateur                                                                                   | さよならフシギダネ！オーキドていのぼうけん !!        | 22 novembre 2001                                | 18 février 2003       |
| 228         | 225         | Quatre sur cinq                                                                                  | エーフィとサクラ！エンジュシティふたたび!!           | 29 novembre 2001                                | 19 février 2003       |
| 229         | 226         | Les cloches sacrées !                                                                            | スイクンとミナキ！ホウオウのでんせつ!!               | 6 décembre 2001                                 | 20 février 2003       |
| 230         | 227         | La course de l'extrême                                                                           | ポケモンライドでつっぱしれ!!                         | 13 décembre 2001                                | 21 février 2003       |
| 231         | 228         | L'inspecteur mène l'enquête                                                                      | めいたんていジュンサー！きえたタマゴのなぞ!!         | 20 décembre 2001                                | 22 février 2003       |
| 232         | 229         | Une éclosion trompeuse                                                                           | タマゴ、かえる                                       | 27 décembre 2001                                | 23 février 2003       |
| 233         | 230         | Les bons comptes font les bons amis                                                              | ロケットだんとデリバード！                           | 10 janvier 2002                                 | 24 février 2003       |
| 234         | 231         | Un seul être vous manque…                                                                        | きりのなかのキュウコン！                             | 17 janvier 2002                                 | 25 février 2003       |
| 235         | 232         | Le trouble-fête                                                                                  | バルキーとからておうノブヒコ！                       | 24 janvier 2002                                 | 26 février 2003       |
| 236         | 233         | Une terrible prédiction                                                                          | ネイティオのだいよげん！                             | 31 janvier 2002                                 | 27 février 2003       |
| 237         | 234         | Une question d'évolution                                                                         | ワタルとあかいギャラドス！                           | 7 février 2002                                  | 28 février 2003       |
| 238         | 235         | La rage au ventre                                                                                | あかいギャラドスのいかり！                           | 14 février 2002                                 | 5 octobre 2003        |
| 239         | 236         | Fredo cœur de glace                                                                              | イノムーとふゆのヤナギ！                             | 21 février 2002                                 | 2003                  |
| 240         | 237         | Vague de froid                                                                                   | チョウジジム！こおりのバトル！                       | 28 février 2002                                 | 2003                  |
| 241         | 238         | Le vent de la discorde                                                                           | キレイハナとラフレシア！そうげんのへいわ！           | 7 mars 2002                                     | 2003                  |
| 242         | 239         | Certains l'aiment chaud !                                                                        | マグカルゴ！あついこころでゲットだぜ!!               | 14 mars 2002                                    | 2003                  |
| 243         | 240         | Hocus Pokémon                                                                                    | ポケモンまほうでだいへんしん!?                       | 21 mars 2002                                    | 2003                  |
| 244         | 241         | Le lac magique                                                                                   | サンダーとクリスタル！みずうみのひみつ！             | 28 mars 2002                                    | 2003                  |
| 245         | 242         | Pokémon superstar                                                                                | ふたごのププリンVSプリン！うたうポケモンコンサート！ | 11 avril 2002                                   | 2003                  |
| 246         | 243         | Éveillez-vous                                                                                    | ヤドンのさとり！サトシのさとり！                     | 18 avril 2002                                   | 2003                  |
| 247         | 244         | Y a-t-il un professeur Chen dans l'assistance ?                                                  | にせオーキド!? ポケモンせんりゅうたいけつ!!          | 25 avril 2002                                   | 2003                  |
| 248         | 245         | Mystère autour d'une étoile filante                                                              | ピィとピッピとながれぼし！                           | 2 mai 2002                                      | 2003                  |
| 249         | 246         | Prédictions                                                                                      | ニョロゾのしんか！                                   | 9 mai 2002                                      | 2003                  |
| 250         | 247         | Tel est pris qui croyait prendre                                                                 | バトルパーク！VSカメックス・リザードン・フシギバナ！ | 16 mai 2002                                     | 2003                  |
| 251         | 248         | Un Tarpaud peut en cacher un autre                                                               | ニョロトノのチアリーディング！                       | 23 mai 2002                                     | 2003                  |
| 252         | -           | La grotte de glace                                                                               | 氷の洞窟！                                           | 30 mai 2002                                     | Supprimé              |
| 253         | 249         | Un adorable petit Pokémon                                                                        | イブキとミニリュウ！                                 | 6 juin 2002                                     | 2003                  |
| 254         | 250         | La Dent du Dragon                                                                                | フスベジムのりゅうのきば！                           | 13 juin 2002                                    | 2003                  |
| 255         | 251         | Tout feu tout flamme                                                                             | カイリュー！げきりんはつどう！                       | 20 juin 2002                                    | 2003                  |
| 256         | 252         | Le Badge décisif                                                                                 | フスベジム！さいごのバッジ!!                         | 27 juin 2002                                    | 2003                  |
| 257         | 253         | Le vol des Badges                                                                                | ソーナノ!?ジムバッジとソーナンス!!                   | 4 juillet 2002                                  | 2003                  |
| 258         | 254         | Combat aquatique                                                                                 | リュウグウジム！みずのなかでバトルだぜ！             | 11 juillet 2002                                 | 2003                  |
| 5e film     | 5e film     | Les héros Pokémon                                                                                | 水の都の護神 ラティアスとラティオス                  | 13 juillet 2002 (cinéma) 20 décembre 2002 (DVD) | 13 juillet 2005 (DVD) |
| 5e film     | 5e film     | Têtarte ayant évolué et Embrylex n'étant pas là, ce film se passe entre les épisodes 246 et 255. |                                                      |                                                 |                       |
| 259         | 255         | Retrouvailles                                                                                    | ラプラスのうた！                                     | 18 juillet 2002                                 | 2003                  |
| 260         | 256         | L'éclosion                                                                                       | タマゴをまもれ！あらしのなかでうまれたいのち！       | 25 juillet 2002                                 | 2003                  |
| 261         | 257         | Les sources chaudes                                                                              | エンテイとおんせんのなかまたち！                     | 1er août 2002                                   | 2003                  |
| 262         | 258         | Le couronnement d'un roi                                                                         | ヤドキング！おうじゃのしるし！                       | 8 août 2002                                     | 2003                  |
| 263         | 259         | Le doux parfum de l'amitié                                                                       | ナナコとエレキッド！                                 | 15 août 2002                                    | 2003                  |
| 264         | 260         | Un Embrylex qui a de bons réflexes                                                               | ヨーギラスがんばる！                                 | 22 août 2002                                    | 2003                  |
| 265         | 261         | Souvenirs, souvenirs                                                                             | ふしぎのくにのアンノーン！                           | 29 août 2002                                    | 2003                  |
| 266         | 262         | Qui vole un œuf…                                                                                 | バンギラスとヨーギラス！                             | 5 septembre 2002                                | 2003                  |
| 267         | 263         | Le gardien de la flamme sacrée                                                                   | ニューラとせいなるほのお！                           | 12 septembre 2002                               | 2003                  |
| 268         | 264         | La cérémonie d'ouverture                                                                         | ニューラとせいなるほのお！                           | 19 septembre 2002                               | 2003                  |
| 269         | 265         | Une nouvelle prétendante                                                                         | よせんリーグ！マグマラシほのおのバトル!!             | 26 septembre 2002                               | 2003                  |
| 270         | 266         | La lutte des plantes                                                                             | メガニウムVSフシギダネ！くさタイプのいじ！           | 3 octobre 2002                                  | 2003                  |
| 271         | 267         | Mon meilleur ennemi                                                                              | けっしょうリーグ！フルバトル６VS６!!                 | 10 octobre 2002                                 | 2003                  |
| 272         | 268         | Le match tant attendu                                                                            | ライバルたいけつ！カメックスVSリザードン!!           | 17 octobre 2002                                 | 2003                  |
| 273         | 269         | Un match brûlant                                                                                 | バシャーモふたたび！ハヅキとのたたかい!!             | 24 octobre 2002                                 | 2003                  |
| 274         | 270         | La fin de la Conférence Argentée                                                                 | フルバトルのはてに！それぞれのみち!!                 | 31 octobre 2002                                 | 2003                  |
| 275         | 271         | Les adieux                                                                                       | サヨナラ…そして、たびだち！                          | 7 novembre 2002                                 | 2003                  |
| 276         | 272         | En route vers Hoenn !                                                                            | ピカチュウとのわかれ…！                              | 14 novembre 2002                                | 2003                  |

## Cycle 2: Advance Génération
Au Japon, le second cycle est constitué de quatre saisons pour un total de 192 épisodes :
- 40 épisodes pour Advanced (2002 - 2003)
- 52 épisodes pour Advanced Challenge (2003 - 2004)
- 53 épisodes pour Advanced Battle (2004 - 2005)[N 5],[N 6]
- 47 épisodes pour Battle Frontier (2005 - 2006)

En France, le second cycle est constitué de quatre saisons pour un total de 191 épisodes:
- 40 épisodes[7] pour Advanced (2004)
- 52 épisodes[8] pour Advanced Challenge (2005)
- 52 épisodes[9] pour Advanced Battle (2006)[N 6]
- 47 épisodes[10] pour Battle Frontier (2007)

### Saison 6: Advanced
| No épisodes | No épisodes | Titre français | Titre japonais                                            | Diffusion japonaise                             | Diffusion française |
| Japon       | France      | Titre français | Titre japonais                                            | Diffusion japonaise                             | Diffusion française |
| ----------- | ----------- | --- | --------------------------------------------------------- | ----------------------------------------------- | ------------------- |
| 277         | 273         | Une nouvelle rencontre | 新たなる大地! 新たなる冒険!!                              | 21 novembre 2002                                | 31 janvier 2004     |
| 278         | 274         | Une fabuleuse découverte | 古代ポケモンと謎の軍団！                                  | 28 novembre 2002                                | 2004                |
| 279         | 275         | Réunion de famille | トウカジム ! VSヤルキモノ !                               | 5 décembre 2002                                 | 2004                |
| 280         | 276         | Quand l'estomac crie famine | スバメがいっぱい 危険がいっぱい！トウカの森でゲットだぜ!! | 12 décembre 2002                                | 2004                |
| 281         | 277         | Un Dresseur en culotte courte | ジグザグマと短パン小僧！ハルカはじめてのバトル!!          | 19 décembre 2002                                | 2004                |
| 282         | 278         | Le voleur volé | ロケット団！みだれひっかきでサヨウナラ!!                  | 26 décembre 2002                                | 2004                |
| 283         | 279         | L'arbre à Pokémon | キモリの森！巨大樹を守れ!!                                | 9 janvier 2003                                  | 2004                |
| 284         | 280         | Un redoutable adversaire | ハブネークVSキモリ！必殺のはたく攻撃!!                    | 16 janvier 2003                                 | 2004                |
| 285         | 281         | Le manoir hanté | 怪奇！キノココ屋敷の謎!?                                  | 23 janvier 2003                                 | 2004                |
| 286         | 282         | On ne joue pas la bouche pleine | 史上最強のペリッパー現る!!                                | 30 janvier 2003                                 | 2004                |
| 287         | 283         | L'évolution à tout prix | グラエナとポチエナ！進化の神秘!!                          | 6 février 2003                                  | 2004                |
| 288         | 284         | La Team Rocket prend l'eau | ハスボーとフラワーショップの三姉妹！                      | 13 février 2003                                 | 2004                |
| 289         | 285         | La beauté du jeu | ポケモンコンテスト！アゲハントの華麗なバトル!!            | 20 février 2003                                 | 2004                |
| 290         | 286         | Comment attraper son premier Pokémon | ダブルバトルとダブルでケムッソ!?                          | 27 février 2003                                 | 2004                |
| 291         | 287         | La Pokémon Académie | 勉強します！ポケモントレーナーズスクール !!               | 6 mars 2003                                     | 2004                |
| 292         | 288         | Des Pokémon de pierre | カナズミジム！ノズパスの秘密兵器 !!                       | 13 mars 2003                                    | 2004                |
| 293         | 289         | La société Devon | デボンコーポレーション！アクア団の影 !!                   | 20 mars 2003                                    | 2004                |
| 294         | 290         | La Team Aqua | ハギ老人とキャモメのピーコちゃん ！                       | 27 mars 2003                                    | 2004                |
| 295         | 291         | Des Pokémon bien agressifs | 脱出！サメハダーの島 !!                                   | 3 avril 2003                                    | 2004                |
| 296         | 292         | A l'assaut des vagues | ムロジム ! 波乗りジムリーダー・トウキ登場 ！              | 10 avril 2003                                   | 2004                |
| 297         | 293         | Mais à qui est ce Chenipotte ? | ケムッソVSケムッソ！どっちがどっち!?                      | 17 avril 2003                                   | 2004                |
| 298         | 294         | Un trou peut en cacher un autre | ダイゴ、ココドラ、ボスゴドラ！                            | 24 avril 2003                                   | 2004                |
| 299         | 295         | Sous le sable, le Pokémon | 海辺の暴れ者、ヘイガニ登場！                              | 1er mai 2003                                    | 2004                |
| 300         | 296         | Comme un Écrapince hors de l'eau ! | 走れサトシ！キバニアの川を越え！                          | 8 mai 2003                                      | 2004                |
| 301         | 297         | Un bain de boue | 秘密の池！ミズゴロウがいっぱい!?                          | 15 mai 2003                                     | 2004                |
| 302         | 298         | Une nouvelle expérience | コノハナ族の襲撃!!                                        | 22 mai 2003                                     | 2004                |
| 303         | 299         | Une grotte mystérieuse | マグマ団VSアクア団！ひみつきちの戦い！                    | 29 mai 2003                                     | 2004                |
| 304         | 300         | Armulys ou Blindalys ? | アゲハントとドクケイル！進化の果てに！                    | 5 juin 2003                                     | 2004                |
| 305         | 301         | Le Pokémon farceur | ヤミラミでドッキリ！                                      | 12 juin 2003                                    | 2004                |
| 306         | 302         | Quand dame nature s'en mêle | バトルガールとアサナン！嵐の中で！                        | 19 juin 2003                                    | 2004                |
| 307         | 303         | Un peu plus près du geyser | ムロジム再戦！波乗りバトルフィールド！                    | 26 juin 2003                                    | 2004                |
| 308         | 304         | Le vaisseau abandonné | すてられ船！しのびよる影!!                                | 3 juillet 2003                                  | 2004                |
| 309         | 305         | Le pouvoir des fleurs | ハルカにライバル！特訓ポケモンコンテスト!!                | 10 juillet 2003                                 | 2004                |
| 310         | 306         | Un Poussifeu bien capricieux | はじめてのポケモンで大パニック!!                          | 17 juillet 2003                                 | 2004                |
| 6e film     | 6e film     | Pokémon : Jirachi, le génie des vœux | 七夜の願い星 ジラーチ                                     | 19 juillet 2003 (cinéma) 19 décembre 2003 (DVD) | 16 mai 2007 (DVD)   |
| 6e film     | 6e film     | Pierre ayant déjà capturé Gobou et le Pokégroupe n'étant plus sur le village Myokara, ce film se passe entre les épisodes 306 (Un Poussifeu bien capricieux) et 312 (Un match électrique). |                                                           |                                                 |                     |
| 311         | 307         | Flora tente sa chance | ハルカ！ポケモンコンテスト初挑戦!!                        | 24 juillet 2003                                 | 2004                |
| 312         | 308         | Une pierre mystérieuse | 海の博物館を守れ！マグマ団の襲撃!!                        | 31 juillet 2003                                 | 2004                |
| 313         | 309         | Disparition | 美女と野獣!?ダーテングとジョーイさん ！                   | 7 août 2003                                     | 2004                |
| 314         | 310         | Une lueur dans le brouillard | プラスルとマイナン！山の灯台!!                            | 14 août 2003                                    | 2004                |
| 315         | 311         | La Maison des pièges | 歌う！ポケモンからくり屋敷!!                              | 21 août 2003                                    | 2004                |
| 316         | 312         | Un match électrique | キンセツジム！テッセンの電撃バトル!!                      | 28 août 2003                                    | 2004                |

### Saison 7: Advanced Challenge
| No épisodes | No épisodes | Titre français                                                                   | Titre japonais                                         | Diffusion japonaise                             | Diffusion française |
| Japon       | France      | Titre français                                                                   | Titre japonais                                         | Diffusion japonaise                             | Diffusion française |
| ----------- | ----------- | -------------------------------------------------------------------------------- | ------------------------------------------------------ | ----------------------------------------------- | ------------------- |
| 317         | 313         | Gare aux pépins                                                                  | キモリの新技!!スイカ畑のタネマシンガン！               | 4 septembre 2003                                | 2005                |
| 319         | 314         | Vole, Draby, vole                                                                | 飛べ、タツベイ！明日にむかって!!                       | 18 septembre 2003                               | 2005                |
| 320         | 315         | La princesse et le Togepi                                                        | カスミ登場！トゲピーとまぼろしの王国!!                 | 25 septembre 2003                               | 2005                |
| 321         | 316         | Le paradis Togepi                                                                | 蜃気楼の彼方に！トゲピーの楽園 ！                      | 2 octobre 2003                                  | 2005                |
| 322         | 317         | Chaude journée                                                                   | かちぬきファミリー！４ VS４ !!                         | 9 octobre 2003                                  | 2005                |
| 318         | 318         | Coup de foudre en plein vol                                                      | バルビートとイルミーゼ！愛のダンス！                   | 11 septembre 2003                               | 2005                |
| 323         | 319         | L'aromathérapie                                                                  | エネコとアロマテラピー！                               | 16 octobre 2003                                 | 2005                |
| 324         | 320         | La tactique zigzag                                                               | ザングースVSハブネーク！ライバル対決 !!                | 23 octobre 2003                                 | 2005                |
| 325         | 321         | Un Max, deux Maxx                                                                | マサトとマサト！アメタマを守れ！                       | 30 octobre 2003                                 | 2005                |
| 326         | 322         | Artistes en tous genres                                                          | ポケモンコンテスト・ハジツゲ大会!!                     | 6 novembre 2003                                 | 2005                |
| 327         | 323         | Bonne chance Flora                                                               | VSチャーレム！コンテストバトル!!                       | 13 novembre 2003                                | 2005                |
| 328         | 324         | Des supporters difficiles à supporter                                            | プラスルとマイナン！応援の道!?                         | 20 novembre 2003                                | 2005                |
| 329         | 325         | La nouvelle attaque de Skitty                                                    | エネコとねこのて！ドンメルの牧場！                     | 27 novembre 2003                                | 2005                |
| 330         | 326         | La météorite                                                                     | マグマ団VSアクア団、再び！えんとつ山の戦い!!           | 4 décembre 2003                                 | 2005                |
| 331         | 327         | Poésie Pokémon                                                                   | 新人ジムリーダー・アスナ！穴だらけのバトルフィールド!? | 11 décembre 2003                                | 2005                |
| 332         | 328         | Une sacrée carapace                                                              | ヒートバッジ！燃えるバトルでゲットだぜ!!               | 18 décembre 2003                                | 2005                |
| 333         | 329         | Un Spinda fugueur                                                                | パッチールがいっぱい！幸せさがして山の彼方に!?         | 25 décembre 2003                                | 2005                |
| 334         | 330         | La vallée infernale                                                              | ハガネの谷を突破せよ！コータスVSハガネール!!           | 8 janvier 2004                                  | 2005                |
| 335         | 331         | Des matchs électriques                                                           | キンセツジムふたたび！VSライボルト!!                   | 15 janvier 2004                                 | 2005                |
| 336         | 332         | Un Pokémon sans voix                                                             | エネコとエネコロロ！伝説のコーディネーター登場!        | 22 janvier 2004                                 | 2005                |
| 337         | 333         | Fantôme, le Coordinateur Pokémon (1re partie)                                    | 仮面のコーディネーター・ファントム登場!!               | 29 janvier 2004                                 | 2005                |
| 338         | 334         | Fantôme, le Coordinateur Pokémon (2e partie)                                     | シダケタウン！ポケモンコンテスト!!                     | 5 février 2004                                  | 2005                |
| 339         | 335         | La source de leurs ennuis                                                        | ソルロックとハスブレロ！聖なる森の伝説！               | 12 février 2004                                 | 2005                |
| 340         | 336         | Un Tylton tombé du nid                                                           | チルットの空！ハルカの心!!                             | 19 février 2004                                 | 2005                |
| 341         | 337         | L'invasion des Gloupti                                                           | ゴクリン撃退大作戦!                                    | 26 février 2004                                 | 2005                |
| 342         | 338         | Un Brouhabam plutôt bruyant                                                      | 一触即発！バクオングVSジュプトル!!                     | 4 mars 2004                                     | 2005                |
| 343         | 339         | La danse de Ludicolo                                                             | 踊るバトルだ！ルンパッパ!!                             | 11 mars 2004                                    | 2005                |
| 344         | 340         | L'imposture                                                                      | パパはアイドル!?いつわりのジムリーダー!!               | 18 mars 2004                                    | 2005                |
| 345         | 341         | Querelle d'amoureux                                                              | トウカジムの危機！家庭の危機!!                         | 25 mars 2004                                    | 2005                |
| 346         | 342         | Le grand jour                                                                    | トウカジム戦！五つ目のバッジ!!                         | 1er avril 2004                                  | 2005                |
| 347         | 343         | Une base secrète pas si secrète                                                  | オーキド博士とオダマキ博士！秘密基地の戦い!!           | 8 avril 2004                                    | 2005                |
| 348         | 344         | Le match filles/garçons                                                          | タッグバトル！サトシVSハルカ!?                         | 15 avril 2004                                   | 2005                |
| 349         | 345         | Le territoire interdit                                                           | 禁断の森の王者！フシギバナ!!                           | 22 avril 2004                                   | 2005                |
| 350         | 346         | Un plan génial                                                                   | フシギダネとフシギダネ！モンスターボールを取り返せ!!   | 29 avril 2004                                   | 2005                |
| 351         | 347         | Comme un Barbicha dans l'eau                                                     | 対決！巨大ナマズンと釣り名人!!                         | 6 mai 2004                                      | 2005                |
| 352         | 348         | L'air du temps                                                                   | ヤジロンと霧の中の遺跡！                               | 13 mai 2004                                     | 2005                |
| 353         | 349         | Groupie pour la vie                                                              | 強敵!?ママさんコーディネーター登場                     | 20 mai 2004                                     | 2005                |
| 354         | 350         | En avant les perdants                                                            | ポケモンコンテスト！ルイボス大会! !                    | 27 mai 2004                                     | 2005                |
| 355         | 351         | Spoink, une perle rare                                                           | バネブーのさがしもの!?                                 | 3 juin 2004                                     | 2005                |
| 356         | 352         | Le concours de Pokévolanneau                                                     | 初挑戦！空中競技・ポケリンガ!!                         | 10 juin 2004                                    | 2005                |
| 357         | 353         | Une bien étrange demeure                                                         | カゲボウズの館 ！                                      | 17 juin 2004                                    | 2005                |
| 358         | 354         | Des Chapignon plutôt grognons                                                    | 森の格闘王!? ワカシャモvsキノガッサ ！                 | 24 juin 2004                                    | 2005                |
| 359         | 355         | L'art de faire la pluie et le beau temps                                         | お天気研究所のポワルン ！                              | 1er juillet 2004                                | 2005                |
| 360         | 356         | La Fête de la Plume                                                              | ヒワマキシティのフェザーカーニバル!!                   | 8 juillet 2004                                  | 2005                |
| 361         | 357         | Duel en altitude                                                                 | ヒワマキジム！大空の戦い!!                             | 15 juillet 2004                                 | 2005                |
| 7e film     | 7e film     | Pokémon : La destinée de Deoxys                                                  | 裂空の訪問者 デオキシス                                | 17 juillet 2004 (cinéma) 21 décembre 2004 (DVD) | 16 mai 2007 (DVD)   |
| 7e film     | 7e film     | Poussifeu ayant évolué, cela situe le film entre l'épisode 354 et l'épisode 364. |                                                        |                                                 |                     |
| 362         | 358         | Les Pokémon font leur cinéma                                                     | 映画はバクーダに乗って !!                              | 22 juillet 2004                                 | 2005                |
| 363         | 359         | Le Pokémon mystérieux                                                            | 神秘！宇宙から来たポケモン!?                           | 29 juillet 2004                                 | 2005                |
| 364         | 360         | Un parc à croquer                                                                | バナナナマケロ園のカビゴン!!                           | 5 août 2004                                     | 2005                |
| 365         | 361         | Trou de mémoire                                                                  | ピカチュウ、ロケット団に入る!?                         | 12 août 2004                                    | 2005                |
| 366         | 362         | Pokéblocs et recettes de choc                                                    | ミナモシティ到着！ポロックとつばめがえし！             | 19 août 2004                                    | 2005                |
| 367         | 363         | Les filles dans l'Arène                                                          | ポケモンコンテスト！ミナモ大会 !!                      | 26 août 2004                                    | Décembre 2005       |
| 368         | 364         | L'arbitre                                                                        | あの三匹登場 ！ 審判学校の島 ！                        | 2 septembre 2004                                | 2005                |

### Saison 8: Advanced Battle
| No épisodes | No épisodes | Titre français | Titre japonais                                                    | Diffusion japonaise                             | Diffusion française |
| Japon       | France      | Titre français | Titre japonais                                                    | Diffusion japonaise                             | Diffusion française |
| ----------- | ----------- | --- | ----------------------------------------------------------------- | ----------------------------------------------- | ------------------- |
| 369         | 365         | Tout ça pour une perle | パールルとバネブー！しんじゅをさがせ！                            | 9 septembre 2004                                | 2006                |
| 370         | 366         | Aventures sous-marines | ジーランスと深海の秘宝！                                          | 16 septembre 2004                               | 2006                |
| 371         | 367         | La guerre des clans | ハンテールとサクラビス！進化の謎！                                | 23 septembre 2004                               | 2006                |
| 372         | 368         | Un entraînement intensif | 筋肉バトル !? ダブルバトル !!                                     | 30 septembre 2004                               | 2006                |
| 373         | 369         | Groudon, le Pokémon ancien | グラードンvsカイオーガ！（前編）                                  | 7 octobre 2004                                  | 2006                |
| 374         | 370         | Le combat des titans | グラードンvsカイオーガ！（後編）                                  | 14 octobre 2004                                 | 2006                |
| 375         | 371         | Un petit tour de navette | フウとラン！宇宙センターの戦い ！                                 | 21 octobre 2004                                 | 2006                |
| 376         | 372         | Solide comme un Solaroc | トクサネジム！ソルロックとルナトーン ！                           | 28 octobre 2004                                 | 2006                |
| -           | -           | La bataille de l'île secouante ! Barloche contre Barbicha ! | ゆれる島の戦い! ドジョッチVSナマズン!! (bande-annonce uniquement) | Annulé                                          | Non diffusé         |
| 377         | 373         | Le vieux loup de mer | 海の男！四天王ゲンジ登場!!                                        | 4 novembre 2004                                 | 2006                |
| 378         | 374         | Mais où est passé Armaldo ? | ドクター・モロボシの島！化石ポケモン現る!!                        | 11 novembre 2004                                | 2006                |
| 379         | 375         | Un Cacturne taciturne | イザベ島ポケモンコンテスト！ライバルに気をつけろ !!               | 18 novembre 2004                                | 2006                |
| 380         | 376         | Un Pokémon de taille | 巨大ネンドールを封印せよ!!                                        | 25 novembre 2004                                | 2006                |
| 381         | 377         | Chagrin d'amour | 恋するクチート ！ ハスブレロの花道 !!                             | 2 décembre 2004                                 | 2006                |
| 382         | 378         | Le lac mystérieux | ナックラーとビブラーバ！幻の湖！                                  | 9 décembre 2004                                 | 2006                |
| 383         | 379         | Absol-ument un désastre | アブソル！忍び寄るわざわいの影                                    | 16 décembre 2004                                | 2006                |
| 384         | 380         | Le petit farceur | ユキワラシをつかまえろ！                                          | 23 décembre 2004                                | 2006                |
| 385         | 381         | Un Pokémon en danger | ラルトスを救え！急げマサト ！                                     | 6 janvier 2005                                  | 2006                |
| 386         | 382         | Dernière ligne droite | ルネジム！水のアーティスト・アダン！（後編）                      | 13 janvier 2005                                 | 2006                |
| 387         | 383         | Huit, ça ne suffit pas | ルネジム！水のアーティスト・アダン！（前編）                      | 20 janvier 2005                                 | 2006                |
| 388         | 384         | Le petit chapardeur | マッスグマ！友情のカタチ!?                                        | 27 janvier 2005                                 | 2006                |
| 389         | 385         | D'accord, d'accord | まぼろし島のソーナノ！                                            | 3 février 2005                                  | 2006                |
| 390         | 386         | Désillusions | ころがれ！恋するドンファン！                                      | 10 février 2005                                 | 2006                |
| 391         | 387         | Concours et jalousie (1re partie) | 混戦、混乱！ポケモンコンテスト・キナギ大会！（前編）              | 17 février 2005                                 | 2006                |
| 392         | 388         | Concours et jalousie (2e partie) | 混戦、混乱！ポケモンコンテスト・キナギ大会！（後編）              | 24 février 2005                                 | 2006                |
| 393         | 389         | Le rêve violet de Flora | ハルカデリシャスで、ゴンベＧＥＴかも!!                            | 3 mars 2005                                     | 2006                |
| 394         | 390         | L'alter ego | ライバル登場！マサムネとダンバル!!                                | 10 mars 2005                                    | 2006                |
| 395         | 391         | La croisière du bonheur | 怪盗バンナイとリボンカップ!!                                      | 17 mars 2005                                    | 2006                |
| 396         | -           | Sacha et Flora ! Les plus chauds combats d'Hoenn | サトシとハルカ！ホウエンでの熱きバトル!!                          | 24 mars 2005                                    | Supprimé            |
| 397         | 392         | Le grand jour | 開幕 ！グランドフェスティバル ① !!                                | 7 avril 2005                                    | 2006                |
| 398         | 393         | Une fausse amitié | 熱闘！グランドフェスティバル②!!                                   | 7 avril 2005                                    | 2006                |
| 399         | 394         | Le défi de Flora | 決戦 ！ グランドフェスティバル③ !!                                | 7 avril 2005                                    | 2006                |
| 400         | 395         | Naufrage sur une île déserte | サバイバルでいこう ！!                                            | 14 avril 2005                                   | 2006                |
| 401         | 396         | Miaouss à plume | サイユウシティ到着！長靴をはいたニャース ⁉                        | 21 avril 2005                                   | 2006                |
| 402         | 397         | Les épreuves éliminatoires | 予備選スタート！マスムネ登場!!                                    | 28 avril 2005                                   | 2006                |
| 403         | 398         | Morrison le vantard | 開幕！サイユウ大会!!                                              | 5 mai 2005                                      | 2006                |
| 404         | 399         | Le Tournoi de la Victoire | 決勝トーナメントへ！熱き戦いの日々 !                              | 12 mai 2005                                     | 2006                |
| 405         | 400         | Une victoire redoutée | そして…負けられない戦いは続く !!                                  | 19 mai 2005                                     | 2006                |
| 406         | 401         | Le choix de Morrison | ライバル対決！VSマサムネ !!                                       | 26 mai 2005                                     | 2006                |
| 407         | 402         | Un match décisif | 最後の激闘！優勝への道!!                                          | 16 juin 2005                                    | 2006                |
| 408         | 403         | La fin d'une époque | エニシダとバトルフロンティア ！                                   | 23 juin 2005                                    | 2006                |
| 409         | 404         | Retour pour un nouveau départ | オーキド研究所！全員集合!!                                        | 30 juin 2005                                    | 2006                |
| 410         | 405         | Mélo-drame | おつきみやま！ピィとピッピとピクシーと！                          | 7 juillet 2005                                  | 2006                |
| 8e film     | 8e film     | Pokémon : Lucario et le mystère de Mew | ミュウと波導の勇者 ルカリオ                                       | 16 juillet 2005 (cinéma) 22 décembre 2005 (DVD) | 9 avril 2008 (DVD)  |
| 8e film     | 8e film     | Le film se déroule entre les saisons 8 et 9, pendant les Matchs Extrêmes. La présence du Phanpy de Sacha et du Carapuce de Flora, ainsi que l'absence de Chartor, Oniglali, Ludicolo, Charmillon, Skitty et Bulbizarre dans l'introduction du film confirment ce placement chronologique et étant donné l’absence d'Ondine ce film est donc situé entre les épisodes 405 et 417. |                                                                   |                                                 |                     |
| 411         | 406         | Numéro un | 初陣！バトルファクトリー!!（前編)                                 | 21 juillet 2005                                 | 2006                |
| 412         | 407         | Le premier match extrême | 初陣!バトルファクトリー ！（後編）                                | 28 juillet 2005                                 | 2006                |
| 413         | 408         | Solide comme un roc | イワークの王国 !!                                                 | 4 août 2005                                     | 2006                |
| 414         | 409         | Joyeux anniversaire ! | プリンの歌、パパの歌 ！                                           | 11 août 2005                                    | 2006                |
| 415         | 410         | Vitesse extrême | ライバル対決！ウインディをゲットかも！                            | 18 août 2005                                    | 2006                |
| 416         | 411         | Un Psykokwak fugueur | コダックの憂鬱！                                                  | 25 août 2005                                    | 2006                |
| 417         | 412         | Un combat de chefs | ニューラとバリヤード！どっちのレストラン!?                        | 1er septembre 2005                              | 2006                |
| 418         | 413         | La grosse évolution de Chenipan | 進化！その神秘と奇跡 !!                                           | 8 septembre 2005                                | 2006                |
| 419         | 414         | Le Concours de Safrania | ポケモンコンテスト・ヤマブキ大会 ！（前編）                       | 15 septembre 2005                               | 2006                |
| 420         | 415         | Une grande première pour Carapuce | ポケモンコンテスト・ヤマブキ大会 !!（後編）                       | 22 septembre 2005                               | 2006                |
| 421         | 416         | Pour un bol de nouilles | 格闘道場 ！ サトシVSハルカ ！                                     | 29 septembre 2005                               | 2006                |

### Saison 9: Battle Frontier
| No épisodes        | No épisodes        | Titre français | Titre japonais                                       | Diffusion japonaise                             | Diffusion française |
| Japon              | France             | Titre français | Titre japonais                                       | Diffusion japonaise                             | Diffusion française |
| ------------------ | ------------------ | --- | ---------------------------------------------------- | ----------------------------------------------- | ------------------- |
| 422                | 417                | Une cohabitation difficile | エスパーVSゴースト ！ 真夜中の決闘 !?                | 6 octobre 2005                                  | 2007                |
| 423                | 418                | L'enfant qui est en nous | マネネ登場！休息の館 ！                              | 13 octobre 2005                                 | 2007                |
| 424                | 419                | Les remèdes Pokémon | ミズゴロウとモココ ！ 恋の特効薬 !?                  | 20 octobre 2005                                 | 2007                |
| 425                | 420                | Le deuxième emblème | バトルアリーナ! 格闘対決!!                           | 27 octobre 2005                                 | 2007                |
| 426                | 421                | Qui vole un œuf | そだて屋さんとポケモンのタマゴ !                     | 3 novembre 2005                                 | 2007                |
| 427                | 422                | Cœur de rockeur | ライバルはサラリーマン!?                             | 10 novembre 2005                                | 2007                |
| 428                | 423                | Le lac abandonné | ハクリューの湖 ！                                    | 17 novembre 2005                                | 2007                |
| 429                | 424                | Tactique et coups de théâtre | バトルドーム！炎と水のフュージョン!!                 | 24 novembre 2005                                | 2007                |
| 430                | 425                | Courant électrique | ドッキリ！ビックリ！エレキッド !!                    | 1er décembre 2005                               | 2007                |
| 431                | 426                | Celebi, le gardien de la forêt | ポケモンレンジャー登場 ！ セレビィ救出作戦 !!        | 8 décembre 2005                                 | 2007                |
| 432                | 427                | Un nouvel ami | ウソハチと忍者スクール!!                             | 15 décembre 2005                                | 2007                |
| 433                | 428                | Voyage dans le temps | 時を超えるハルカ!!                                   | 22 décembre 2005                                | 2007                |
| 434                | 429                | La reine de Pike | 熱闘バトルチューブ ！ VSチューブクイーン・アザミ!!   | 5 janvier 2006                                  | 2007                |
| 435                | 430                | La course d'orientation | 優勝は誰の手に !? ポケモンオリエンテーリング ！      | 12 janvier 2006                                 | 2007                |
| 436                | 431                | Le retour de Harley | ゴンベのデビュー戦！ハーリーと真剣勝負!!             | 19 janvier 2006                                 | 2007                |
| 437                | 432                | Duel amoureux | ジュプトルVSトロピウス ！ 草原の決闘 !!              | 26 janvier 2006                                 | 2007                |
| 438                | 433                | Troisième Ruban | ポケモンコンテスト ！ ユズリハ大会!!                 | 2 février 2006                                  | 2007                |
| 439                | 434                | Un cœur brisé | ジュカイン ！ 復活の夜明 !!                          | 9 février 2006                                  | 2007                |
| 440                | 435                | Combat dans la jungle | 激闘 ！ バトルパレスでジャングルバトル !!            | 16 février 2006                                 | 2007                |
| 2e film hors-série | 2e film hors-série | Le maître des mirages | 戦慄のミラージュポケモン                             | 13 octobre 2006                                 | 20 novembre 2007    |
| 2e film hors-série | 2e film hors-série | Ce film met en scène les Pokémons mirages, dont Mew et Mewtwo, ainsi que d'autres Pokémons légendaires... Il se situe entre l'épisode 428 (Voyage dans le temps) et l'épisode 462 (Coordinateur surprise) puisque Pikachu a appris Electacle et Flora a déjà son Carapuce et son Galifeu n'a pas évolué. |                                                      |                                                 |                     |
| 441                | 436                | Une vie de star | ウソハチキングとマネネクイーン !?                    | 23 février 2006                                 | 2007                |
| 442                | 437                | Le fantôme rouge | 摩天楼の赤いイナズマ ！                              | 23 février 2006                                 | 2007                |
| 443                | 438                | Par amour... | 大一番 ！ ハルカVSタケシ !!                          | 9 mars 2006                                     | 2007                |
| 444                | 439                | Trois Lippoutou et un Lippouti | ムチュールとルージュラ三姉妹 !!                      | 16 mars 2006                                    | 2007                |
| 445                | 440                | Tout est une question de mental | タワータイクーン、リラ登場 !!                        | 23 mars 2006                                    | 2007                |
| 446                | 441                | La revanche de Sacha | バトルタワー！ 以心伝心バトル !!                     | 30 mars 2006                                    | 2007                |
| 447                | 442                | Le visiteur de l'espace (1re partie) | ポケモンレンジャー！デオキシス・クライシス !! (前編) | 13 avril 2006                                   | 2007                |
| 448                | 443                | Le visiteur de l'espace (2e partie) | ポケモンレンジャー！デオキシス・クライシス !! (後編) | 13 avril 2006                                   | 2007                |
| 449                | 444                | Tout ce qui brille n'est pas or | ウソッキー！黄金伝説 !?                              | 20 avril 2006                                   | 2007                |
| 450                | 445                | Complot pour un ruban | ハーリー＆ロケット団！悪役同盟結成!?                 | 27 avril 2006                                   | 2007                |
| 451                | 446                | Un enjeu de taille | ハルカVSムサシ ！ 最後のコンテスト !!                | 4 mai 2006                                      | 2007                |
| 452                | 447                | Imposture | ロケット団解散 !? それぞれの道 ！                    | 11 mai 2006                                     | 2007                |
| 453                | 448                | Changement d'apparence | タケシ＆サトシ！タッグバトルでニビジムを守れ !!      | 18 mai 2006                                     | 2007                |
| 454                | 449                | L'ennemi intérieur | バトルピラミッド ！ VSレジロック !!                  | 25 mai 2006                                     | 2007                |
| 455                | 450                | Le roi de la montagne | 驚異 ！ 巨大ケッキングの山 !!                        | 8 juin 2006                                     | 2007                |
| 456                | 451                | Flora, Harley et compagnie... | 開幕 ！ ポケモンコンテスト・グランドフェスティバル!! | 15 juin 2006                                    | 2007                |
| 457                | 452                | Haute tension | ハルカVSハーリー ！ ダブルバトルでステージ・オン !!  | 22 juin 2006                                    | 2007                |
| 458                | 453                | En route pour la coupe | ハルカVSシュウ ！ 最後の戦い !!                      | 29 juin 2006                                    | 2007                |
| 459                | 454                | Le roi des singeries | エイパムと王様 ！                                    | 6 juillet 2006                                  | 2007                |
| 9e film            | 9e film            | Pokémon Ranger et le Temple des Mers | ポケモンレンジャーと蒼海の王子 マナフィ              | 15 juillet 2006 (cinéma) 22 décembre 2006 (DVD) | 18 juin 2008 (DVD)  |
| 9e film            | 9e film            | Il y a une apparition de Brice et de son Laggron au début du film, il est confronté à Rebecca du film La destinée de Deoxys. Sacha ayant capturé Capumain, cela place le film entre les épisodes 454 et 457, car à partir de l'épisode 457, Sacha reste au Centre Pokémon à côté de la Pyramide Extrême. |                                                      |                                                 |                     |
| 460                | 455                | Artistes en herbe | ペラップとポケモン漫才 ！                            | 20 juillet 2006                                 | 2007                |
| 461                | 456                | Duel dans la forêt | 襲撃 ！ はぐれマニューラ !!                          | 27 juillet 2006                                 | 2007                |
| 462                | 457                | Match retour | バトルピラミッド再び ！ VSレジスチル !!              | 3 août 2006                                     | 2007                |
| 463                | 458                | Remise en question | ハルカVSシュウ ！ ライバルよ永遠に                   | 10 août 2006                                    | 2007                |
| 464                | 459                | Au bon endroit, au bon moment | ポケモンセンターはおおいそがし ！                    | 17 août 2006                                    | 2007                |
| 465                | 460                | Le gang des quatre ! | 最初のポケモン ！ 最後の戦い !!                      | 24 août 2006                                    | 2007                |
| 466                | 461                | Dernière ligne droite | 決戦 ！ VSレジアイス !!                              | 31 août 2006                                    | 2007                |
| 467                | 462                | Coordinateur surprise | サトシVSハルカ ！ ラストバトル !!                    | 7 septembre 2006                                | 2007                |
| 468                | 463                | Un nouveau départ | 旅の終わり、そして旅のはじまり ！                    | 14 septembre 2006                               | 2007                |

## Cycle 3: Diamant et Perle
Au Japon, le troisième cycle est composé de quatre saisons pour un total de 191 épisodes :
- 52 épisodes pour Diamant et Perle (2006 - 2007)
- 52 épisodes pour DP Battle Dimension (2007 - 2008)
- 53 épisodes pour DP Combats Galactiques (2008 - 2009)
- 34 épisodes pour DP Les Vainqueurs de la Ligue de Sinnoh (2010)

En France, le troisième cycle est composé de quatre saisons pour un total de 189 épisodes :
- 51 épisodes[11] pour Diamant et Perle (2008)[N 6]
- 52 épisodes[12] pour DP Battle Dimension (2009)
- 52 épisodes[13] pour DP Combats Galactiques (2010)[N 6]
- 34 épisodes[14] pour DP Les Vainqueurs de la Ligue de Sinnoh (2011)

### Saison 10: Diamant et Perle
| No épisodes | No épisodes | Titre français | Titre japonais                              | Diffusion japonaise                             | Diffusion française                           |
| Japon       | France      | Titre français | Titre japonais                              | Diffusion japonaise                             | Diffusion française                           |
| ----------- | ----------- | --- | ------------------------------------------- | ----------------------------------------------- | --------------------------------------------- |
| 469         | 464         | Une aurore nouvelle | 旅立ち！フタバタウンからマサゴタウンへ!!    | 28 septembre 2006                               | 6 janvier 2008                                |
| 470         | 465         | À la recherche de l'autre | ピカチュウをさがせ！202番道路 !             | 28 septembre 2006                               | 6 janvier 2008                                |
| 471         | 466         | Deux visions opposées | ライバルバトル！三対三!!                    | 28 septembre 2006                               | 6 janvier 2008                                |
| 472         | 467         | Ça barde pour le barde ! | ポッチャマ対スボミー！ヒカリ初バトル!!      | 5 octobre 2006                                  | 7 janvier 2008                                |
| 473         | 468         | Une drôle de preuve d'amour | ナエトル ！ ゲットだぜ ！                   | 19 octobre 2006                                 | 8 janvier 2008                                |
| 474         | 469         | Une rencontre enflammée | 迷いの森 ！ シンジふたたび!!                | 26 octobre 2006                                 | 2008                                          |
| 475         | 470         | Un véritable trésor | ポッチャマがんばる !!                       | 2 novembre 2006                                 | 2008                                          |
| 476         | 471         | L'Arène surprise | なぞのジムのグレッグル！                    | 9 novembre 2006                                 | 2008                                          |
| 477         | 472         | La course au Laporeille | ミミロルとあそぼう!?                        | 16 novembre 2006                                | 2008                                          |
| 478         | 473         | Les faussaires | ポケッチ入手困難 !?                         | 30 novembre 2006                                | 2008                                          |
| 479         | 474         | Premier Concours Pokémon ! | ヒカリ！コンテストデビュー !!               | 7 décembre 2006                                 | 2008                                          |
| 480         | 475         | La rivale | コンテストバトル！ライバル対決!!            | 14 décembre 2006                                | 2008                                          |
| 481         | 476         | Un Étourvol est né | ムックルがんばる！                          | 21 décembre 2006                                | 2008                                          |
| 482         | 477         | Les talents de Pierre | タケシにおまかせ!                           | 21 décembre 2006                                | 2008                                          |
| 483         | 478         | Sacha à l'Arène Charbourg | クロガネジム！ヒョウタVSシンジ !!           | 11 janvier 2007                                 | 18 janvier 2008                               |
| 484         | 479         | Premier match à Sinnoh | ズガイドスVSピカチュウ！                    | 18 janvier 2007                                 | 19 janvier 2008                               |
| 485         | 480         | Terreur sur la ville | 古代ポケモン大進撃！                        | 25 janvier 2007                                 | 2008                                          |
| 486         | 481         | Un Charkos entêté | クロガネジムふたたび！決戦ラムパルド！      | 1er février 2007                                | 2008                                          |
| 487         | 482         | Une rencontre électrique | パチリスゲットで…大丈夫 !?                  | 8 février 2007                                  | 2008                                          |
| 488         | 483         | La chasseuse de Pokémon | ポケモンハンターJ ！                        | 22 février 2007                                 | 26 janvier 2008                               |
| 489         | 484         | Viva l'évolution | 最強のコイキングと最も美しいヒンバス!       | 1er mars 2007                                   | 2008                                          |
| 490         | 485         | Des fruits pour l'année | パチリスＶＳエイパム ！ コンテストバトル !! | 8 mars 2007                                     | 2008                                          |
| 491         | 486         | La pelle de Steelix | 爆走ハガネール！ビッパの村を守れ!           | 15 mars 2007                                    | 2008                                          |
| 492         | 487         | Une histoire savoureuse | 対決 ！ サトシ対ピカチュウ !?               | 29 mars 2007                                    | 2008                                          |
| 493         | 488         | Le Pokémon masqué | 怪傑ロズレイドと花伝説 ！                   | 29 mars 2007                                    | 2008                                          |
| 494         | 489         | H - 24 | ポケモンコンテスト ！ ソノオ大会 !!         | 5 avril 2007                                    | 2008                                          |
| 495         | 490         | Jour J | 決戦！ポッチャマVSポッタイシ!!              | 5 avril 2007                                    | 2008                                          |
| 496         | 491         | Avis de tempête | フワンテと北風の使い！                      | 12 avril 2007                                   | 2008                                          |
| 497         | 492         | L'esprit d'équipe | サトシとヒカリ！タッグバトルで大丈夫!?      | 12 avril 2007                                   | 2008                                          |
| 498         | 493         | À la recherche du miel enchanté | ハクタイの森！ミノムッチ進化作戦！！        | 19 avril 2007                                   | 2008                                          |
| 499         | 494         | Rien ne vaut un Pokémon plante | ナエトル対ナエトル！スピード対決 !!         | 26 avril 2007                                   | 2008                                          |
| 500         | 495         | Attention, Apitrini en colère | 琥珀の城のビークイン！                      | 3 mai 2007                                      | 2008                                          |
| 501         | 496         | Imitations, déguisements et surprises | スキです！ポケモンなりきり大会!!            | 10 mai 2007                                     | 2008                                          |
| 502         | 497         | Un Pokémon bien mérité | ブイゼル！最強への道!!                      | 17 mai 2007                                     | 2008                                          |
| 503         | 498         | Une rencontre très enrichissante | 四天王ゴヨウとドータクン!                   | 24 mai 2007                                     | 2008                                          |
| 504         | 499         | Le vol de l'Orbe Adamant | シンオウ時空伝説 !                          | 31 mai 2007                                     | 2008                                          |
| 505         | 500         | Un combat écologique | ハクタイジム！VSナタネ !!                   | 7 juin 2007                                     | 2008                                          |
| 506         | 501         | Une belle grande famille | 爆誕！サイクリングロード !!                 | 21 juin 2007                                    | 2008                                          |
| 507         | 502         | Une croisière mouvementée | ピカチュウのおるすばん ！                   | 5 juillet 2007                                  | 2008                                          |
| 10e film    | 10e film    | Pokémon : L'ascension de Darkrai | ディアルガVSパルキアVSダークライ            | 14 juillet 2007 (cinéma) 21 décembre 2007 (DVD) | 10 août 2008 (diffusion) 8 octobre 2008 (DVD) |
| 10e film    | 10e film    | Bien que ce film soit le 10e, le générique du film est Nous serons les héros, le générique de la saison 11. Ptiravi ayant éclos et le groupe n'étant pas à Unionpolis, cela situe le film entre les épisodes 502 et 511. La Tour de l'Espace-Temps apparaît dans l'épisode DP036, « Le vol de l'Orbe Adamant », très rapidement en tant que maquette au musée de Vestigion. |                                             |                                                 |                                               |
| 508         | 503         | Une belle leçon de dressage | チャンピオン・シロナ登場 ！                 | 19 juillet 2007                                 | 2008                                          |
| 509         | 504         | Un repos forcé | ヒカリとノゾミとダブルパフォーマンス !!     | 26 juillet 2007                                 | 2008                                          |
| 510         | 505         | Il y a de l'électricité dans l'air | ラクライ訓練センター!                       | 9 août 2007                                     | 2008                                          |
| 511         | 506         | Du rêve au cauchemar | ムウマージ!悪夢からの脱出 !!                | 16 août 2007                                    | 2008                                          |
| 512         | 507         | Sieste obligatoire | 迷子のヒポポタスを助けろ !                  | 23 août 2007                                    | 2008                                          |
| 513         | 508         | Chasse aux Dinoclier | ハンターＪ再び ！ タテトプスを守れ !!       | 30 août 2007                                    | 2008                                          |
| 514         | 509         | Le labyrinthe | 迷路でシャッフル！みんなでハッスル!!        | 13 septembre 2007                               | 2008                                          |
| 515         | 510         | Sabelette prisonnier | ミルとケーシィと水の底！                    | 27 septembre 2007                               | 2008                                          |
| 516         | -           | Sacha et Aurore ! Prêts pour une nouvelle aventure ! | サトシとヒカリ！新たなる冒険に向かって!!    | 27 septembre 2007                               | Supprimé                                      |
| 517         | 511         | Aurore à l'aube d'une éventuelle victoire | ポケモンコンテスト！ヨスガ大会!!            | 4 octobre 2007                                  | 2008                                          |
| 518         | 512         | Une drôle d'équipe | 全員参加！タッグバトル!!                    | 4 octobre 2007                                  | 2008                                          |
| 519         | 513         | S'enflammer pour la gloire ! | ヒコザルVSザングース！運命のバトル!!        | 18 octobre 2007                                 | 2008                                          |
| 520         | 514         | Il y a comme un esprit d'équipe dans l'air | タッグバトル！ファイナル!!                  | 25 octobre 2007                                 | 2008                                          |

### Saison 11: DP: Battle Dimension
| No épisodes | No épisodes | Titre français                                                                                             | Titre japonais                                   | Diffusion japonaise                             | Diffusion française                         |
| Japon       | France      | Titre français                                                                                             | Titre japonais                                   | Diffusion japonaise                             | Diffusion française                         |
| ----------- | ----------- | --- | ------------------------------------------------ | ----------------------------------------------- | ------------------------------------------- |
| 521         | 515         | Les larmes de Ouisticram !                                                                                 | ヒコザルの涙！                                   | 8 novembre 2007                                 | 2009                                        |
| 522         | 516         | Des plantes et des hommes !                                                                                | ナタネとサボネア ! さよならは誰のため ?          | 15 novembre 2007                                | 2009                                        |
| 523         | 517         | L'échange !                                                                                                | エイパムとブイゼル！それぞれの道!!               | 22 novembre 2007                                | 2009                                        |
| 524         | 518         | La vengeance de Spiritomb !                                                                                | ミカルゲの要石！                                 | 29 novembre 2007                                | 2009                                        |
| 525         | 519         | Trois jours pour un pont !                                                                                 | ビーダルは知っていた！                           | 29 novembre 2007                                | 2009                                        |
| 526         | 520         | Le mont de l'évolution !                                                                                   | ダイノーズ！熱き魂!!                             | 6 décembre 2007                                 | 2009                                        |
| 527         | 521         | Plein la vue !                                                                                             | レントラーの瞳！                                 | 13 décembre 2007                                | 2009                                        |
| 528         | 522         | D'étranges Zarbi !                                                                                         | ズイの遺跡のアンノーン！                         | 20 décembre 2007                                | 2009                                        |
| 529         | 523         | Un numéro trop parfait !                                                                                   | ポケモンコンテスト！ズイ大会 !!                  | 20 décembre 2007                                | 2009                                        |
| 530         | 524         | Le Café des Demoiselles !                                                                                  | メイドカフェのミルタンク!                        | 10 janvier 2008                                 | 2009                                        |
| 531         | 525         | Un bon bain bien chaud !                                                                                   | ウリムートリオと湯けむりバトル!!                 | 17 janvier 2008                                 | 2009                                        |
| 532         | 526         | Les ailes du changement !                                                                                  | グライオンとグライガー！風の迷路をぬけて！       | 24 janvier 2008                                 | 2009                                        |
| 533         | 527         | Le Pokémon des sables !                                                                                    | パチリスはカバルドンの口の中!?                   | 31 janvier 2008                                 | 2009                                        |
| 534         | 528         | Une Championne en proie au doute !                                                                         | ルカリオ！怒りのはどうだん!!                     | 7 février 2008                                  | 2009                                        |
| 535         | 529         | Aurore se jette dans l'arène !                                                                             | ヒカリはじめてのジムバトル!!                     | 14 février 2008                                 | 2009                                        |
| 536         | 530         | Un match trois sur trois !                                                                                 | トバリジム！ルカリオVSブイゼル！！               | 28 février 2008                                 | 2009                                        |
| 537         | 531         | La Team Galaxie !                                                                                          | ステキファッション！その名はギンガ団!!           | 6 mars 2008                                     | 2009                                        |
| 538         | 532         | La chorale Pokémon !                                                                                       | シャンとしてリーシャン！                         | 13 mars 2008                                    | 2009                                        |
| 541         | 533         | À la croisée des chemins !                                                                                 | さよならドクケイル！                             | 3 avril 2008                                    | 2009                                        |
| 542         | 534         | Pikachu et Goliath !                                                                                       | ピカチュウ！ライチュウ！進化への道!!             | 3 avril 2008                                    | 2009                                        |
| 543         | 535         | La coupe est pleine !                                                                                      | コンテストマスター・ミクリ登場!!                 | 17 avril 2008                                   | 2009                                        |
| 544         | 536         | Un double pour plat chaud !                                                                                | レストラン七つ星！タッグバトルでフルコース！！   | 24 avril 2008                                   | 2009                                        |
| 545         | 537         | Bienvenue au stage des héros !                                                                             | みんなライバル！ミクリカップ!!                   | 8 mai 2008                                      | 2009                                        |
| 546         | 538         | Le prix de l'amitié !                                                                                      | 激闘！ それぞれのバトル！！                      | 8 mai 2008                                      | 2009                                        |
| 547         | 539         | Une stratégie payante !                                                                                    | 決戦！ヒカリVSハルカ!!                           | 15 mai 2008                                     | 2009                                        |
| 548         | 540         | Un air de déjà vu !                                                                                        | ヤンヤンマ！ゲット作戦 !!                        | 22 mai 2008                                     | 2009                                        |
| 549         | 541         | Un Ouisticram tout feu tout flamme !                                                                       | 灼熱のヒコザル!                                  | 29 mai 2008                                     | 2009                                        |
| 550         | 542         | Le Festival Cradopaud !                                                                                    | ノモセ大湿原のグレッグル祭り！?                  | 5 juin 2008                                     | 2009                                        |
| 539         | 543         | Pokémon Ranger : L'enlèvement de Riolu (1re partie) !                                                      | ポケモンレンジャー！波導のリオル!!(前編)         | 20 mars 2008                                    | 2009                                        |
| 540         | 544         | Pokémon Ranger : L'enlèvement de Riolu (2e partie) !                                                       | ポケモンレンジャー！波導のリオル!!(後編)         | 20 mars 2008                                    | 2009                                        |
| 551         | 545         | Une équipe soudée !                                                                                        | ノモセジム！VSマキシマム仮面!!                   | 19 juin 2008                                    | 2009                                        |
| 552         | 546         | Une faim de Marcacrin !                                                                                    | ウラヤマさんちの大食いウリムー！                 | 3 juillet 2008                                  | 2009                                        |
| 553         | 547         | Vaincre ses peurs !                                                                                        | グライガー！ 友情の翼！                          | 3 juillet 2008                                  | 2009                                        |
| 554         | 548         | Question de style !                                                                                        | ヨスガコレクション！ポケモンスタイリストへの道!! | 10 juillet 2008                                 | 2009                                        |
| 11e film    | 11e film    | Pokémon : Giratina et le Gardien du Ciel                                                                   | ギラティナと氷空の花束 シェイミ                  | 19 juillet 2008 (cinéma) 19 décembre 2008 (DVD) | 10 mars 2009 (diffusion) 8 avril 2009 (DVD) |
| 11e film    | 11e film    | Scorvol ayant évolué, mais pas Tortipouss, ni Marcacrin, cela situe ce film entre les épisodes 548 et 563. |                                                  |                                                 |                                             |
| 555         | 549         | Psykokwak protège les siens !                                                                              | コダックの通せんぼ！                             | 24 juillet 2008                                 | 2009                                        |
| 556         | 550         | La rentrée des classes !                                                                                   | ポケモンサマースクール開講 !!                    | 7 août 2008                                     | 2009                                        |
| 557         | 551         | À voir de près !                                                                                           | 研究発表「湖の伝説」!                            | 14 août 2008                                    | 2009                                        |
| 558         | 552         | Esprit maléfique !                                                                                         | 放課後はゴーストタイム                           | 21 août 2008                                    | 2009                                        |
| 559         | 553         | Classe rouge - Classe bleue !                                                                              | 最後の大勝負！ポケモントライアスロン             | 28 août 2008                                    | 2009                                        |
| 560         | 554         | La Team Rocket récidive !                                                                                  | 原点回帰だロケット団!?                           | 4 septembre 2008                                | 2009                                        |
| 561         | 555         | Une rencontre inespérée !                                                                                  | 踊るジムリーダー！メリッサ登場!!                 | 11 septembre 2008                               | 2009                                        |
| 562         | 556         | Docteur Pierre !                                                                                           | パチリスお熱です！2人でお留守番!?                | 25 septembre 2008                               | 2009                                        |
| 563         | 557         | Franchir le fossé des générations !                                                                        | ポケモンコンテスト！カンナギ大会!!               | 25 septembre 2008                               | 2009                                        |
| 564         | 558         | L'Orbe Perlé !                                                                                             | ギンガ団襲撃!! -前編-                            | 2 octobre 2008                                  | 2009                                        |
| 565         | 559         | La quête de la Team Galactic !                                                                             | ギンガ団襲撃!! -後編-                            | 2 octobre 2008                                  | 2009                                        |
| 566         | 560         | Le monstre à l'écharpe !                                                                                   | 浮かぶ未確認怪物!?                               | 16 octobre 2008                                 | 2009                                        |
| 567         | 561         | Une amitié retrouvée !                                                                                     | 四天王リョウ！出会いと別れの森！                 | 23 octobre 2008                                 | 2009                                        |
| 568         | 562         | La dure loi de l'évolution !                                                                               | ナエトル、ハヤシガメ…そしてドダイトス！          | 30 octobre 2008                                 | 2009                                        |
| 569         | 563         | Barry, un adversaire trop sûr de lui !                                                                     | ライバルトレーナー・ジュン登場!!                 | 6 novembre 2008                                 | 2009                                        |
| 570         | 564         | Un bouclier à l'épreuve des flammes !                                                                      | ヨスガジム戦！VSメリッサ!!                       | 13 novembre 2008                                | 2009                                        |
| 571         | 565         | Miaouss joue un double jeu !                                                                               | 混戦混乱ミオシティ !                             | 20 novembre 2008                                | 2009                                        |
| 572         | 566         | Nuits blanches à Joliberges !                                                                              | クレセリアVSダークライ !                         | 4 décembre 2008                                 | 2009                                        |

### Saison 12: DP: Combats Galactiques
| No épisodes | No épisodes | Titre français | Titre japonais                                     | Diffusion japonaise                             | Diffusion française                                |
| Japon       | France      | Titre français | Titre japonais                                     | Diffusion japonaise                             | Diffusion française                                |
| ----------- | ----------- | --- | -------------------------------------------------- | ----------------------------------------------- | -------------------------------------------------- |
| 573         | 567         | Motisma, un Pokémon bien malicieux ! | 羊羹とロトム !                                     | 4 décembre 2008                                 | 1er mai 2010                                       |
| 574         | 568         | Sauve qui peut ! | ポケモンと仲良くなる方法!?                         | 11 décembre 2008                                | 1er mai 2010                                       |
| 575         | 569         | Une affaire de famille ! | ラムパルドVSトリデプス!!                           | 18 décembre 2008                                | 2 mai 2010                                         |
| 576         | 570         | L'art de la défense ! | ミオジム戦！はがねのバトル!!                       | 25 décembre 2008                                | 2 mai 2010                                         |
| 577         | 571         | Perdus dans les égouts ! | 迷子のホエルコ !                                   | 8 janvier 2009                                  | 5 mai 2010                                         |
| 578         | 572         | L'étrange mal ! | ゲンとルカリオ !                                   | 15 janvier 2009                                 | 5 mai 2010                                         |
| 579         | 573         | Les vestiges de l'Île de Fer ! | 鋼鉄島の遺跡 !                                     | 22 janvier 2009                                 | 8 mai 2010                                         |
| 580         | 574         | Les naufragés Pokémon ! | ピカチュウ・ポッチャマ漂流記 !                     | 29 janvier 2009                                 | 8 mai 2010                                         |
| 581         | 575         | Jour de chance ! | いたずらフィオネ !                                 | 5 février 2009                                  | 9 mai 2010                                         |
| 582         | 576         | Le Concours de Chocoliane ! | ポケモンコンテスト! アケビ大会!!                   | 12 février 2009                                 | 9 mai 2010                                         |
| 583         | 577         | Un Pokémon trop bavard ! | ワイルドジュンサーと相棒ペラップ!                  | 19 février 2009                                 | 12 mai 2010                                        |
| 584         | 578         | Pris dans la glace ! | 吹雪の中のユキメノコ                               | 26 février 2009                                 | 12 mai 2010                                        |
| 585         | 579         | Le roi du vermicelle ! | ロケット団解散!?                                   | 5 mars 2009                                     | 15 mai 2010                                        |
| 586         | 580         | Le grand tournoi de Pokévolanneau ! | ポケリンガ ! 天空大決戦!!                          | 12 mars 2009                                    | 15 mai 2010                                        |
| 587         | 581         | Seule dans la forêt ! | 激突！マンムーVSボスゴドラ!!                       | 26 mars 2009                                    | 16 mai 2010                                        |
| 588         | -           | Les étranges créatures, les Pokémon ! | ふしぎないきものポケットモンスター!                | 26 mars 2009                                    | Supprimé                                           |
| 589         | 582         | Un Blizzi bien solitaire ! | さびしがりやのユキカブリ !                         | 2 avril 2009                                    | 16 mai 2010                                        |
| 590         | 583         | La dure loi de l'évolution ! | 進化!その時ポッチャマは!?                          | 2 avril 2009                                    | 19 mai 2010                                        |
| 591         | 584         | Adversaire pour la vie ! | ポケモンコンテスト！タツナミ大会!!                 | 16 avril 2009                                   | 19 mai 2010                                        |
| 592         | 585         | Le tournoi de ping-pong Pokémon ! | ポケモンピンポン大会！エテボースがんばる !!        | 23 avril 2009                                   | 22 mai 2010                                        |
| 593         | 586         | Une adorable dresseuse ! | チェリンボ！けなげなバトル!?                       | 30 avril 2009                                   | 22 mai 2010                                        |
| 594         | 587         | Retour sur les bancs de l'école ! | トレーナーズスクールのスズナ先生 !                 | 7 mai 2009                                      | 23 mai 2010                                        |
| 595         | 588         | Le septième Badge | キッサキジム！氷のバトル !!                        | 14 mai 2009                                     | 23 mai 2010                                        |
| 596         | 589         | Glaciales retrouvailles ! | バトルピラミッド ! シンジVSジンダイ !!             | 21 mai 2009                                     | 26 mai 2010                                        |
| 597         | 590         | Les piliers de l'amitié ! | 復活のレジギガス ! J再び !!                        | 28 mai 2009                                     | 26 mai 2010                                        |
| 598         | 591         | Sur la bonne voie ! | デンリュウ列車 ! ハンサム登場 !!                   | 4 juin 2009                                     | 29 mai 2010                                        |
| 599         | 592         | Rencontre au sommet ! | フルバトル！シンジVSサトシ !! -前編-               | 11 juin 2009                                    | 29 mai 2010                                        |
| 600         | 593         | Stratégies et évolution ! | フルバトル！シンジVSサトシ !! -後編                | 18 juin 2009                                    | 23 août 2010                                       |
| 601         | 594         | L'ombre de la légende ! | ユクシーの影 !                                     | 25 juin 2009                                    | 23 août 2010                                       |
| 602         | 595         | Sauver la forêt ! | 森の王者 ! モジャンボ !!                           | 2 juillet 2009                                  | 24 août 2010                                       |
| 603         | 596         | Le Charivari Pokémon ! | 全員参戦 ! ポケモンハッスル !!                     | 9 juillet 2009                                  | 25 août 2010                                       |
| 12e film    | 12e film    | Pokémon : Arceus et le Joyau de Vie | アルセウス超克の時空へ                             | 18 juillet 2009 (cinéma) 18 décembre 2009 (DVD) | 3 décembre 2009 (DVD) 11 décembre 2009 (diffusion) |
| 12e film    | 12e film    | Le film montre qu'Aurore n'a toujours pas Héricendre, mais que Ouisticram a évolué en Chimpenfeu. Arceus et le Joyau de Vie se passerait donc entre le moment où Ouisticram évolue, et celui où Héricendre éclot, c'est-à-dire entre l'épisode 594 et l'épisode 605. |                                                    |                                                 |                                                    |
| 604         | 597         | L'opération secrète | テンガン山の遺跡 ! ギンガ団の陰謀!!                | 23 juillet 2009                                 | 26 août 2010                                       |
| 605         | 598         | Rivalité amoureuse | マリル, ポッチャマ, エレキッド !                   | 6 août 2009                                     | 27 août 2010                                       |
| 606         | 599         | Duel mère-fille ! | ヒカリVSママ！親子対決!!                           | 13 août 2009                                    | 28 août 2010                                       |
| 607         | 600         | L'usurpateur ! | オーキド博士を救出せよ ! ニョロトノVSグレッグル !! | 20 août 2009                                    | 29 août 2010                                       |
| 608         | 601         | Un mystère de taille ! | ネイティ,ネイティオ...不思議な森 !                 | 27 août 2009                                    | 30 août 2010                                       |
| 609         | 602         | Dans la cour des grands ! | タワータイクーン ! その男, クロツグ !!             | 3 septembre 2009                                | 31 août 2010                                       |
| 610         | 603         | Un Togépi facétieux ! | 史上最悪のトゲピー !                               | 10 septembre 2009                               | 1er septembre 2010                                 |
| 611         | 604         | Qui vole un œuf... vole un œuf ! | ジョウトフェスタ ! チコリータとワニノコ登場 !!     | 17 septembre 2009                               | 2 septembre 2010                                   |
| 612         | 605         | Panne de courant ! | ダンジョン攻略 !? 谷間の発電所 !                   | 17 septembre 2009                               | 3 septembre 2010                                   |
| 613         | 606         | A la pêche au Griknot ! | フカマル…ゲットだぜ !                              | 1er octobre 2009                                | 4 septembre 2010                                   |
| 614         | 607         | Déguisé pour gagner ! | ポケモンコンテスト ! スイレン大会 !!               | 1er octobre 2009                                | 5 septembre 2010                                   |
| 615         | 608         | Un combat pour dire au revoir ! | サトシとヒカリ ! タッグバトル !!                   | 15 octobre 2009                                 | 6 septembre 2010                                   |
| 616         | 609         | Une histoire de famille ! | ムウマとヤミカラスとやみのいし !                   | 22 octobre 2009                                 | 7 septembre 2010                                   |
| 617         | 610         | Les meilleurs amis du monde ! | ピカチュウポッチャマくっつかないで !!              | 29 octobre 2009                                 | 8 septembre 2010                                   |
| 618         | 611         | Mission de secours ! | 赤い鎖 ! ギンガ団始動 !!                           | 5 novembre 2009                                 | 9 septembre 2010                                   |
| 619         | 612         | Un appel à l'aide ! | アグノム・ユクシー・エムリット !                   | 12 novembre 2009                                | 10 septembre 2010                                  |
| 620         | 613         | Un combat pour la vie ! | ディアルガとパルキア ! 最後の戦い !!               | 12 novembre 2009                                | 11 septembre 2010                                  |
| 621         | 614         | Un coffre très convoité ! | 危険がいっぱい ! コジロウの宝箱 !!                 | 26 novembre 2009                                | 12 septembre 2010                                  |
| 622         | 615         | Un Scorvol au vent ! | エアバトルマスター登場 ! グライオンVSハッサム !!   | 3 décembre 2009                                 | 13 septembre 2010                                  |
| 623         | 616         | Deux Championnes à l'entraînement ! | ダブルバタル ! マンムーとヒノアラシ !!             | 10 décembre 2009                                | 14 septembre 2010                                  |
| 624         | 617         | Un Griknot très prometteur ! | フカマルとりゅうせいぐん !                         | 17 décembre 2009                                | 15 septembre 2010                                  |
| 625         | 618         | Griknot, un Pokémon glouton ! | フカマル ! ゲットだぜ !!                           | 24 décembre 2009                                | 16 septembre 2010                                  |

### Saison 13: DP: Les Vainqueurs de la Ligue de Sinnoh
| No épisodes | No épisodes | Titre français | Titre japonais                                   | Diffusion japonaise                             | Diffusion française                            |
| Japon       | France      | Titre français | Titre japonais                                   | Diffusion japonaise                             | Diffusion française                            |
| ----------- | ----------- | --- | ------------------------------------------------ | ----------------------------------------------- | ---------------------------------------------- |
| 626         | 619         | La reprise de l'avantage | 爆走！ジバコイルVSメタグロス！！                 | 7 janvier 2010                                  | 2011                                           |
| 627         | 620         | Court et percutant ! | 唸れれいとうパンチ！ブイゼルVSバリヤード！！     | 14 janvier 2010                                 | 2011                                           |
| 628         | 621         | Une rivalité marathon | 燃えろカビゴン！ポケスロンの王者 !!              | 21 janvier 2010                                 | 2011                                           |
| 629         | 622         | Oui, Aurore, c'est Frisouille ! | 開幕 ! ポケモンコンテスト・アサツキ大会 !        | 28 janvier 2010                                 | 2011                                           |
| 630         | 623         | Tout pour la performance ! | ダブルバトル ! ＶＳプラスル・マイナン !!         | 4 février 2010                                  | 2011                                           |
| 631         | 624         | Combattre le feu par la glace | 爆進化！ゴウカザル！！                           | 11 février 2010                                 | 2011                                           |
| 632         | 625         | En avant Tiplouf | Pochama は分離されます！                         | 18 février 2010                                 | 2011                                           |
| 633         | 626         | L'étincelle qui met le feu aux poudres | 四天王オーバとジムリーダー・デンジ ！            | 25 février 2010                                 | 2011                                           |
| 634         | 627         | La disparition de la Tour Rivamar ! | 発進!ナギサタワー!!                              | 4 mars 2010                                     | 2011                                           |
| 635         | 628         | La leçon de l'élève au professeur ! | 海辺のポケモンスクール！                         | 11 mars 2010                                    | 2011                                           |
| 637         | 629         | Pokémon Ranger : le sauvetage d'Heatran ! | ポケモンレンジャー！ヒードラン救出作戦           | 18 mars 2010                                    | 2011                                           |
| 636         | 630         | Garder la forme ! | 飛べシェイミ！空の彼方へ！！                     | 18 mars 2010                                    | 2011                                           |
| 638         | 631         | Une opération d'élite ! | 四天王キクノ！カバルドンＶＳドダイトス！！       | 1er avril 2010                                  | 2011                                           |
| 639         | 632         | L'aurore d'une journée royale ! | トゲキッス舞う！王女さまのポケモンコンテスト！！ | 1er avril 2010                                  | 2011                                           |
| 640         | 633         | Avec une grâce toute naturelle ! | トゲキッス！華麗なるバトル                       | 15 avril 2010                                   | 2011                                           |
| 641         | 634         | Le drame du féroce double Métamorph ! | メタモン・へんしんバトル！本物はドッチ～         | 22 avril 2010                                   | 2011                                           |
| 642         | 635         | Dernier appel, première manche ! | グランドフェスティバル開幕! 炎と氷のアート!!     | 29 avril 2010                                   | 2011                                           |
| 643         | 636         | Les opposés s'attirent ! | マンムー、パチリス！決めろ氷のシャンデリア!!     | 6 mai 2010                                      | 2011                                           |
| 644         | 637         | La révélation du Festival ! | セミファイナル！決勝へ進むのは!?                 | 13 mai 2010                                     | 2011                                           |
| 645         | 638         | Un grand combat pour la victoire ! | 決戦！ヒカリVSノゾミ!!                           | 20 mai 2010                                     | 2011                                           |
| 646         | 639         | Pour l'amour de Miaouss ! | さよならロケット団！ニャースの恋!?               | 27 mai 2010                                     | 2011                                           |
| 647         | 640         | La huitième merveille du monde de Sinnoh ! | 電撃バトル！最後のバッジ!!                       | 3 juin 2010                                     | 2011                                           |
| 648         | 641         | Quatre routes divergent dans un port Pokémon ! | サトシvsケンゴ！それぞれの船出!!                 | 10 juin 2010                                    | 2011                                           |
| 649         | 642         | La chasse au trésor de Cornil ! | トレジャーハンター・バクとヤジロン！             | 17 juin 2010                                    | 2011                                           |
| 13e film    | 13e film    | Pokémon - Zoroark : Le Maître des Illusions | 幻影の覇者ゾロアーク                             | 10 juillet 2010 (cinéma) 17 décembre 2010 (DVD) | 20 février 2011 (diffusion) 6 avril 2011 (DVD) |
| 13e film    | 13e film    | Etant donné qu'Aurore dispose déjà de son Togekiss, cela place ce film entre les épisodes 634 et 635 ou entre les épisodes 640 et 641, puisque que les épisodes intermédiaires sont dans la continuité les uns des autres. |                                                  |                                                 |                                                |
| 650         | 643         | Réunion de famille ! | 熱戦前夜！サトシのポケモン大集合 !!              | 24 juin 2010                                    | 2011                                           |
| 651         | 644         | La Ligue de Sinnoh se déchaîne ! | 開幕！シンオウリーグ・スズラン大会！！」         | 1er juillet 2010                                | 2011                                           |
| 652         | 645         | Bas-les-pattes, René ! | シンオウリーグ三回戦！シンジ対ジュン!!           | 15 juillet 2010                                 | 2011                                           |
| 653         | 646         | Questions de mouvements ! | 恐怖のトリックルーム!! サトシvsコウヘイ！        | 22 juillet 2010                                 | 2011                                           |
| 654         | 647         | Stratégie à six ! | ライバル決戦！サトシ対シンジ！！                 | 5 août 2010                                     | 2011                                           |
| 655         | 648         | Le choc des rivaux ! | 激闘フルバトル！サトシ対シンジ！                 | 12 août 2010                                    | 2011                                           |
| 656         | 649         | Un combat qui dégèle les relations ! | 決着ライバルバトル！サトシ対シンジ！！           | 19 août 2010                                    | 2011                                           |
| 657         | 650         | La frontière des demi-finales ! | シンオウリーグ準決勝！ダークライ登場             | 26 août 2010                                    | 2011                                           |
| 658         | 651         | Pierre, docteur Pokémon ! | ポケモンドクター・タケシ !                       | 2 septembre 2010                                | 2011                                           |
| 659         | 652         | Rien que des bons souvenirs ! | 思い出はパール！友情はダイヤモンド!!             | 9 septembre 2010                                | 2011                                           |

## Cycle 4: Noir et Blanc
Au Japon, ce cycle est composé de quatre saisons pour un total de 142 épisodes :
- 84 épisodes pour Best Wishes ! (2010 - 2012)[N 5]
- 24 épisodes pour Best Wishes ! : Saison 2 (2012 - 2013)
- 14 épisodes pour Best Wishes ! : Saison 2 - Épisode N (2013)
- 20 épisodes pour Best Wishes ! : Saison 2 - Aventures à Décolora (2013)

En France, le quatrième cycle est composé de trois saisons pour un total de 142 épisodes :
- 48 épisodes[15] pour Noir et Blanc (2011 - 2012)
- 49 épisodes[16] pour Noir et Blanc : Destinées Rivales (2012 - 2013)
- 45 épisodes[17] pour Noir et Blanc : Aventures à Unys et au-delà, divisés en 3 arc narratifs :

1. 11 épisodes pour NB Aventures à Unys (2013)
2. 14 épisodes pour NB Aventures à Unys : Épisode N (2013)
3. 20 épisodes pour NB Aventures à Unys et au-delà (2013)

### Saison 14: Noir et Blanc
| No épisodes | No épisodes | Titre français | Titre japonais                                           | Diffusion japonaise                             | Diffusion française                         |
| Japon       | France      | Titre français | Titre japonais                                           | Diffusion japonaise                             | Diffusion française                         |
| ----------- | ----------- | --- | -------------------------------------------------------- | ----------------------------------------------- | ------------------------------------------- |
| 660         | 653         | Dans l'Ombre de Zekrom ! | イッシュ地方へ！ゼクロムの影！！                         | 23 septembre 2010                               | 23 février 2011                             |
| 661         | 654         | Iris et Coupenotte entrent en scène !                                                                                           | アイリスとキバゴ！                                       | 23 septembre 2010                               | 23 février 2011                             |
| 662         | 655         | Mascaïman à la rescousse ! | ミジュマル！メグロコ！危機一髪！！                       | 30 septembre 2010                               | 2 mars 2011                                 |
| 663         | 656         | Le Club de Combat et le choix de Gruikui !                                                                                      | バトルクラブ！謎のポケモン現る！！                       | 7 octobre 2010                                  | 2 mars 2011                                 |
| 664         | 657         | Triple champions, menace en équipe !                                                                                            | サンヨウジム！ ＶＳ バオップ、ヒヤップ、ヤナップ！！     | 14 octobre 2010                                 | 5 juin 2011                                 |
| 665         | 658         | Le goût des rêves ! | 夢の跡地！ムンナとムシャーナ！！                         | 21 octobre 2010                                 | 12 juin 2011                                |
| 666         | 659         | Vipelierre se fait désirer ! | ツタージャ・ゲットでメロメロ！？                         | 28 octobre 2010                                 | 12 juin 2011                                |
| 667         | 660         | Darumacho, le sauveur sauvé !                                                                                                   | ダルマッカとヒヒダルマ！時計塔の秘密！！                 | 4 novembre 2010                                 | 12 juin 2011                                |
| 668         | 661         | Coupenotte fait de son mieux !                                                                                                  | ペンドラー暴走！キバゴを救え！！                         | 11 novembre 2010                                | 19 juin 2011                                |
| 669         | 662         | La lutte des rivaux au Club de Combat !                                                                                         | ライバルバトル！強敵プルリル！                           | 18 novembre 2010                                | 24 août 2011                                |
| 670         | 663         | Une maison pour Crabicoque ! | イシズマイ！自分の家をとりもどせ！！                     | 2 décembre 2010                                 | 28 août 2011                                |
| 671         | 664         | Attention, la brigade Miamiasme débarque !                                                                                      | ヤブクロン戦隊と秘密基地！？                             | 9 décembre 2010                                 | 31 août 2011                                |
| 672         | 665         | Chinchidou, le roi de la propreté !                                                                                             | チラーミィはきれいずき！？                               | 16 décembre 2010                                | 3 septembre 2011                            |
| 673         | 666         | Une nuit au Musée de Maillard !                                                                                                 | シッポウシティー！博物館で大冒険！！                     | 23 décembre 2010                                | 4 septembre 2011                            |
| 674         | 667         | Le combat selon Aloé ! | シッポウジム戦！VSジムリーダー・アロエ！！               | 6 janvier 2011                                  | 7 septembre 2011                            |
| 675         | 668         | Match retour à l'Arène de Maillard !                                                                                            | 再戦シッポウジム！新技炸裂！！                           | 13 janvier 2011                                 | 10 septembre 2011                           |
| 676         | 669         | Baggiguane, le sauvage qui sort de l'œuf !                                                                                      | タマゴからかえったあばれん坊 ！！                        | 20 janvier 2011                                 | 11 septembre 2011                           |
| 677         | 670         | Larveyette et Artie dans la forêt d'Empoigne !                                                                                  | ヤグルマの森！クルミルとアーティ！！                     | 27 janvier 2011                                 | 14 septembre 2011                           |
| 678         | 671         | La vengeance d'une connaisseuse !                                                                                               | ソムリエ対決！イシズマイVSフタチマル！！                 | 17 février 2011                                 | 17 septembre 2011                           |
| 679         | 672         | Danse avec les Couaneton ! | ピカチュウVSメグロコVSコアルヒー！！                     | 24 février 2011                                 | 18 septembre 2011                           |
| 680         | 673         | Le monde perdu de Sidérella !                                                                                                   | スカイアローブリッジとゴチルゼル！                       | 3 mars 2011                                     | 21 septembre 2011                           |
| 681         | 674         | L'invasion des Venipatte ! | ヒウンシティ！フシデパニック！！                         | 10 mars 2011                                    | 24 septembre 2011                           |
| -           | -           | La Team Rocket contre la Team Plasma ! (1re partie)                                                                             | ロケット団VSプラズマ団！（前編）                         | Annulé                                          | Non diffusé                                 |
| -           | -           | La Team Rocket contre la Team Plasma ! (2e partie)                                                                              | ロケット団VSプラズマ団！（後編）                         | Annulé                                          | Non diffusé                                 |
| 682         | 675         | Un Combat pour l'amour des Types Insecte !                                                                                      | ヒウンジム戦！純情ハートの虫ポケモンバトル！！           | 17 mars 2011                                    | 25 septembre 2011                           |
| 683         | 676         | L'irrésistible Emolga ! | かわいい顔に要注意！エモンガでシビレビレ！！             | 24 mars 2011                                    | 28 septembre 2011                           |
| 684         | 677         | Emolga et le nouveau ChangeÉclair !                                                                                             | エモンガＶＳツタージャ！ボルトチェンジで大混乱！！       | 31 mars 2011                                    | 2 octobre 2011                              |
| 685         | 678         | Le terrifiant manoir des Funécire !                                                                                             | ヒトモシ屋敷のこわい話                                   | 7 avril 2011                                    | 5 octobre 2011                              |
| 686         | 679         | La voie du Maître Dragon ! | ドラゴンマスターへの道                                   | 14 avril 2011                                   | 9 octobre 2011                              |
| 687         | 680         | Le coupillage perdu de Moustillon !                                                                                             | 消えたホタチ                                             | 21 avril 2011                                   | 12 octobre 2011                             |
| 688         | 681         | Doudouvet est amoureux ! | 恋するモンメン風に乗って -!                              | 28 avril 2011                                   | 16 octobre 2011                             |
| 689         | 682         | Un ovni pour Lewsor ! | リグレーと未確認飛行物体 !                               | 5 mai 2011                                      | 19 octobre 2011                             |
| 690         | 683         | Le troisième Combat de Niko et Sacha !                                                                                          | ライバルバトル！バニプッチ、ドッコラー参戦 !!            | 12 mai 2011                                     | 23 octobre 2011                             |
| 691         | 684         | Affronter la peur les yeux grands ouverts !                                                                                     | ガマガル、マッギョ！水辺の戦い !！                       | 19 mai 2011                                     | 31 octobre 2011                             |
| 692         | 685         | Iris et Minotaupe contre la Chasseuse de Dragons !                                                                              | ドラゴンバスター登場！アイリスとドリュウズ ！            | 26 mai 2011                                     | 2 novembre 2011                             |
| 14e film    | 14e film    | Pokémon, le film : Noir - Victini et Reshiram                                                                                   | ビクティニと黒き英雄 ゼクロム                            | 16 juillet 2011 (cinéma) 16 décembre 2011 (DVD) | 18 avril 2012 (diffusion) 6 juin 2012 (DVD) |
| 14e film    | 14e film    | Pokémon, le film : Blanc - Victini et Zekrom                                                                                    | ビクティニと白き英雄 レシラム                            | 16 juillet 2011 (cinéma) 16 décembre 2011 (DVD) | 18 avril 2012 (diffusion) 6 juin 2012 (DVD) |
| 14e film    | 14e film    | Étant donné que le Minotaupe d'Iris lui obéit et que Sacha n'a pas Nodulithe, cela place ce film entre les épisodes 685 et 686. |                                                          |                                                 |                                             |
| 693         | 686         | Il faut attraper un Nodulithe !                                                                                                 | ダンゴロ！ラスターカノン発射せよ ！                      | 2 juin 2011                                     | 2 novembre 2011                             |
| 694         | 687         | Nanméouïe, où êtes-vous partis ?                                                                                                | ソムリエ探偵デント！タブンネ失踪事件 ！！                | 9 juin 2011                                     | 6 novembre 2011                             |
| 695         | 688         | Aéroptéryx dans le Monde Moderne !                                                                                              | 化石復活！古代怪鳥アーケオス！！                         | 16 juin 2011                                    | 9 novembre 2011                             |
| 696         | 689         | Un Connaisseur Pêcheur tend ses filets !                                                                                        | ヒウンシティのつり大会！釣りソムリエ・デント登場！！     | 23 juin 2011                                    | 13 novembre 2011                            |
| 697         | 690         | L'heure du film ! Zorua dans « La légende du Chevalier Pokémon » !                                                              | ゾロア・ザ・ムービー！ポケモンナイトの伝説！！           | 30 juin 2011                                    | 16 novembre 2011                            |
| 698         | 691         | Combats et rencontres à Méanville !                                                                                             | 全員集合!ドンバトル！!                                   | 7 juillet 2011                                  | 16 novembre 2011                            |
| 699         | 692         | Rachid contre Niko, Sacha contre Juliette !                                                                                     | 熱闘ドンバトル！ツタージャvsコマタナ！！                 | 21 juillet 2011                                 | 15 février 2012                             |
| 700         | 693         | Les cœurs vaillants du Combat du Club : Emolga contre Karaclée !                                                                | 白熱ドンバトル!エモンガVSダゲキ!                         | 4 août 2011                                     | 22 février 2012                             |
| 701         | 694         | La finale du Club de Combat : un héros est né !                                                                                 | 決戦ドンバトル！！サトシ対アイリス！                     | 11 août 2011                                    | 29 février 2012                             |
| 702         | 695         | Baggaïd et Miaouss le diplomate !                                                                                               | ニャゴシエイター・ニャース！ズルズキン説得作戦！！       | 18 août 2011                                    | 3 mars 2012                                 |
| 703         | 696         | Chacripan, tendre ou sournois ?                                                                                                 | チョロネコに御用心ニャースとミジュマル！！               | 25 août 2011                                    | 3 mars 2012                                 |
| 704         | 697         | Neitram, Méios et le Voleur aux Rêves !                                                                                         | オーベムとダブランと夢泥棒！                             | 1er septembre 2011                              | 3 mars 2012                                 |
| 705         | 698         | Querelle sur la Montagne des Polagriffe !                                                                                       | ニャゴシエーター・ニャース！ツンベアーの森を突破せよ！！ | 8 septembre 2011                                | 3 mars 2012                                 |
| 706         | 699         | Le Désastre venu d'en bas ! | 激走！！ バトルサブウェイ！！ （前編）                   | 15 septembre 2011                               | 3 mars 2012                                 |
| 707         | 700         | Combat pour le métro ! | 激走！！ バトルサブウェイ！！（後編）                    | 15 septembre 2011                               | 3 mars 2012                                 |

### Saison 15: Noir et Blanc: Destinées Rivales
| No épisodes | No épisodes | Titre français | Titre japonais                                                 | Diffusion japonaise                             | Diffusion française                            |
| Japon       | France      | Titre français | Titre japonais                                                 | Diffusion japonaise                             | Diffusion française                            |
| ----------- | ----------- | --- | -------------------------------------------------------------- | ----------------------------------------------- | ---------------------------------------------- |
| 708         | 701         | Inezia, la Championne d'Arène qui électrise ! | ジムリーダーはカリスマモデル！ カミツレ登場！！                | 22 septembre 2011                               | 18 avril 2012                                  |
| 709         | 702         | L'éblouissant combat de l'Arène de Méanville ! | ライモンジム！ 華麗なる電撃バトル！！                          | 29 septembre 2011                               | 16 mai 2012                                    |
| 710         | 703         | Perdu dans la Course aux Cachets ! | サトシ、デントVSサブウェイマスター！                           | 6 octobre 2011                                  | 16 mai 2012                                    |
| 711         | 704         | Sacha contre le Maître ! | サトシVSチャンピオン・アデク！                                 | 13 octobre 2011                                 | 17 mai 2012                                    |
| 712         | 705         | Le spectacle des Maracachi ! | 虹の彼方へ！マラカッチでミュージカル！！                       | 27 octobre 2011                                 | 17 mai 2012                                    |
| 713         | 706         | Les quatre saisons de Haydaim ! | メブキジカ！春夏秋冬勢揃い！！                                 | 3 novembre 2011                                 | 17 mai 2012                                    |
| 714         | 707         | Baggiguane et la capricieuse Scrutella ! | ズルッグとわがままゴチム！                                     | 10 novembre 2011                                | 17 mai 2012                                    |
| 715         | 708         | Le Solochi solitaire ! | アイリスとモノズ！育て屋修行！！                               | 24 novembre 2011                                | 23 mai 2012                                    |
| 716         | 709         | Limagarde le Puissant à la rescousse ! | 快傑ア☆ギルダーVSフリージ男！！！                              | 1er décembre 2011                               | 23 mai 2012                                    |
| 717         | 710         | Vive l'amour fraternel ! | デントとポッド兄弟バトル！バオップVSヤナップ！！               | 8 décembre 2011                                 | 30 mai 2012                                    |
| 718         | 711         | Apaiser la colère légendaire ! (1re partie) | トルネロスVSボルトロスVSランドロス！（前編）                   | 15 décembre 2011                                | 30 mai 2012                                    |
| 719         | 712         | Apaiser la colère légendaire ! (2e partie) | トルネロスVSボルトロスVSランドロス！（後編）                   | 22 décembre 2011                                | 6 juin 2012                                    |
| 720         | 713         | Sacha contre le Roi de la Mine ! | 地底のジム戦！VSヤーコン！！                                   | 5 janvier 2012                                  | 6 juin 2012                                    |
| 721         | 714         | Les intrus de la Grotte Électrolithe ! | バチュル、デンチュラ！電気石の洞穴！！                         | 12 janvier 2012                                 | 13 juin 2012                                   |
| 722         | 715         | Une passionnante évolution par échange ! | 通信交換進化！シュバルゴとアギルダー！！                       | 19 janvier 2012                                 | 13 juin 2012                                   |
| 723         | 716         | À la découverte des ruines du Héros ! | 黒き英雄の遺跡！シンボラーとデスカーン！！                     | 26 janvier 2012                                 | 3 septembre 2012                               |
| 724         | 717         | Combat contre un petit tyran ! | ダブルバトル！ピカチュウ・ワルビルVSペンドラー・ガマゲロゲ！！ | 2 février 2012                                  | 3 septembre 2012                               |
| 725         | 718         | Sur le territoire des Frison ! | アフロでGO！バッフロンはNO !                                   | 16 février 2012                                 | 5 septembre 2012                               |
| 726         | 719         | Rachid prend son envol ! | フキヨセジムのエアバトル！挑戦者デント！？                     | 23 février 2012                                 | 5 septembre 2012                               |
| 727         | 720         | Un fantastique combat en plein ciel ! | フキヨセジム！VSフウロ空中決戦！！                             | 1er mars 2012                                   | 12 septembre 2012                              |
| 728         | 721         | À l'assaut de la Tour Victoire ! | 難関突破！天空の塔を登れ！！                                   | 8 mars 2012                                     | 12 septembre 2012                              |
| 729         | 722         | Que le Donamite commence ! | ドンナマイト開幕！ズルッグVSヤナッキー ！！                    | 15 mars 2012                                    | 19 septembre 2012                              |
| 730         | 723         | Dynamite au Donamite ! | どんどん続くよドンナマイト！クリムガンVSキリキザン！！         | 22 mars 2012                                    | 19 septembre 2012                              |
| 731         | 724         | Le Donamite explose ! | 熱闘ドンナマイト！キリキザンVSエンブオー！！                   | 29 mars 2012                                    | 26 septembre 2012                              |
| 732         | 725         | Triomphe au Tournoi Donamite ! | 決戦ドンナマイト！ナゲキVSダゲキ！！                           | 5 avril 2012                                    | 26 septembre 2012                              |
| 733         | 726         | À la poursuite des voleurs de feuilles ! | キバゴ救出！アイアントの巣窟！！                               | 12 avril 2012                                   | 3 octobre 2012                                 |
| 734         | 727         | Lutte pour une restauration ! (1re partie) | ネジ山の激闘！アバゴーラの奇跡！！ (前編）                     | 19 avril 2012                                   | 3 octobre 2012                                 |
| 735         | 728         | Lutte pour une restauration ! (2e partie) | ネジ山の激闘！アバゴーラの奇跡!! (後編）                       | 26 avril 2012                                   | 10 octobre 2012                                |
| 736         | 729         | Évolution par le feu ! | 炎のメモリー！ポカブVSエンブオー！！                           | 3 mai 2012                                      | 10 octobre 2012                                |
| 15e film    | 15e film    | Pokémon, le film : Kyurem VS la Lame de la Justice | キュレムVS聖剣士ケルディオ                                     | 14 juillet 2012 (cinéma) 19 décembre 2012 (DVD) | 26 février 2013 (diffusion) 21 août 2013 (DVD) |
| 15e film    | 15e film    | Le Grotichon de Sacha a évolué donc cela place cet épisode entre l'épisode 729 et l'épisode 730 car tous les autres de la saison sont dans la continuité des uns des autres. |                                                                |                                                 |                                                |
| 737         | 730         | Il faut sauver le gardien de la montagne ! | ハチク登場！ウルガモスの聖なる山！！                           | 10 mai 2012                                     | 17 octobre 2012                                |
| 738         | 731         | Combat glacial à Flocombe ! | セッカジム戦！氷のバトルフィールド！！                         | 17 mai 2012                                     | 24 octobre 2012                                |
| 739         | 732         | Le duel des Connaisseurs ! | ポケモンソムリエ対決！テイスティングバトル！！                 | 24 mai 2012                                     | 31 octobre 2012                                |
| 740         | 733         | Grindur se fait mousser ! | テッシード研究所！アイリスとバイバニラ！！                     | 31 mai 2012                                     | 5 novembre 2012                                |
| 741         | 734         | Les nouvelles stars du Septième Art ! | 映画対決！出撃イッシュ防衛隊！！                               | 7 juin 2012                                     | 12 novembre 2012                               |
| 742         | 735         | Un combat d'Arène rock and roll ! (1re partie) | 激闘タチワキジム！VSホミカ (前編）                             | 14 juin 2012                                    | 19 novembre 2012                               |
| 743         | 736         | Un combat d'Arène rock and roll ! (2e partie) | 激闘タチワキジム！VSホミカ （後編）                            | 14 juin 2012                                    | 26 décembre 2012                               |
| 744         | 737         | Pour l'amour de Meloetta ! | 歌えメロエッタ！愛の旋律！！                                   | 21 juin 2012                                    | 26 décembre 2012                               |
| 745         | 738         | Tiplouf, Feuillajou, et une rencontre inoubliable ! | ポッチャマVSヤナップ！華麗なるバトル！！                       | 28 juin 2012                                    | 2 janvier 2013                                 |
| 746         | 739         | Expédition à l'île des Onix ! | イワークの島でサバイバル！                                     | 5 juillet 2012                                  | 2 janvier 2013                                 |
| 747         | 740         | Le mystère du Polarhume disparu ! | ソムリエ探偵デント！消えたクマシュンの謎！！                   | 19 juillet 2012                                 | 13 janvier 2013                                |
| 748         | 741         | Iris et le terrible Dracolosse ! | アイリスと暴れ者カイリュ                                       | 26 juillet 2012                                 | 16 janvier 2013                                |
| 749         | 742         | C'est parti pour la Coupe Junior ! | ジュニアカップ開幕！カイリューVSツンベアー！！                 | 2 août 2012                                     | 20 janvier 2013                                |
| 750         | 743         | Un nouveau combat contre l'autorité ! | パワーバトル！アイリスVSヒカリ！                               | 23 août 2012                                    | 23 janvier 2013                                |
| 751         | 744         | Sacha, Iris et Niko : il n'en restera qu'un ! | サトシ、アイリス、 シューティー！最後のバトル！！              | 30 août 2012                                    | 27 janvier 2013                                |
| 752         | 745         | Adieu Coupe Junior, bonjour l'aventure ! | 別れと出会いのジュニアカップ ！                                | 6 septembre 2012                                | 30 janvier 2013                                |
| 753         | 746         | En route pour Papeloa ! | セイガイハジム戦マンタインVSダイケンキ ！                      | 13 septembre 2012                               | 3 février 2013                                 |
| 754         | 747         | Grabuge à la crèche ! | ポケモン保育園は大騒ぎワシボンとバルチャイ ！                  | 20 septembre 2012                               | 6 février 2013                                 |
| 755         | 748         | Meloetta et le temple englouti ! | メロエッタと海底の神殿 ！                                      | 27 septembre 2012                               | 10 février 2013                                |
| 756         | 749         | Menace sur la région d'Unys ! | 霊獣フォルム総進撃イッシュ最大の危機 ！                        | 4 octobre 2012                                  | 13 février 2013                                |

### Saison 16: Noir et Blanc: Aventures à Unys
| No épisodes                     | No épisodes         | Titre français | Titre japonais                                           | Diffusion japonaise                             | Diffusion française                            |
| Japon                           | France              | Titre français | Titre japonais                                           | Diffusion japonaise                             | Diffusion française                            |
| NB Aventures à Unys             | NB Aventures à Unys | NB Aventures à Unys | NB Aventures à Unys                                      | NB Aventures à Unys                             | NB Aventures à Unys                            |
| ------------------------------- | ------------------- | --- | -------------------------------------------------------- | ----------------------------------------------- | ---------------------------------------------- |
| 757                             | 750                 | Un combat pour la gloire et la beauté ! | 世界一華麗なポケモン！？チラチーノVSツタージャ！         | 11 octobre 2012                                 | 17 avril 2013                                  |
| 758                             | 751                 | L’équipe terre-ciel des combats en double ! | 大空と大地のタッグバトル！                               | 18 octobre 2012                                 | 20 avril 2013                                  |
| 759                             | 752                 | Retour au village natal ! | アイリス、竜の里へ帰る！                                 | 25 octobre 2012                                 | 21 avril 2013                                  |
| 760                             | 753                 | Watson contre Iris : le passé, le présent et le futur ! | ソウリュウジム！アイリスVSシャガ！！                     | 8 novembre 2012                                 | 24 avril 2013                                  |
| 761                             | 754                 | L'équipe Évoli et l'organisation de secours Pokémon ! | チーム・イーブイ出動せよ！ポケモンレスキュー隊！！       | 15 novembre 2012                                | 27 avril 2013                                  |
| 762                             | 755                 | Le rideau se lève sur la Ligue d'Unys ! | 開幕イッシュリーグ・ヒガキ大会！サトシ対シューティー！！ | 22 novembre 2012                                | 28 avril 2013                                  |
| 763                             | 756                 | Mission : vaincre son rival ! | 熱闘！ライバルバトルを勝ちぬけ！！                       | 29 novembre 2012                                | 1er mai 2013                                   |
| 764                             | 757                 | Perdus dans la Ligue ! | キバゴ迷子になる！                                       | 6 décembre 2012                                 | 5 mai 2013                                     |
| 765                             | 758                 | De la stratégie à revendre ! | ダゲキ登場！サトシ対ケニヤン！！                         | 13 décembre 2012                                | 8 mai 2013                                     |
| 766                             | 759                 | L'arme secrète d'Alexis ! | サトシ対コテツ！秘密兵器サザンドラ！！                   | 20 décembre 2012                                | 9 mai 2013                                     |
| 767                             | 760                 | Évolution à la Ligue d'Unys ! | 決着イッシュリーグ！ピカチュウ対ルカリオ！！             | 10 janvier 2013                                 | 9 mai 2013                                     |
| NB Aventures à Unys : Épisode N |                     | |                                                          |                                                 |                                                |
| 768                             | 761                 | Nouvelles aventures et vieilles connaissances ! | アララギ研究所！新たなる旅立ち！！                       | 17 janvier 2013                                 | 9 mai 2013                                     |
| 769                             | 762                 | Un mystérieux N ! | トモダチ…その名はＮ！                                    | 24 janvier 2013                                 | 9 mai 2013                                     |
| 770                             | 763                 | Un tout nouveau Champion d'Arène ! | 新しいリーダーチェレンアリーナです！                     | 31 janvier 2013                                 | 25 mai 2013                                    |
| 771                             | 764                 | Le complot de la Team Plasma ! | アクロマVSハンサム！プラズマ団の陰謀！！                 | 7 février 2013                                  | 29 mai 2013                                    |
| 772                             | 765                 | La lumière du Ranch d'Amaillide ! | 霧のサンギ牧場！デンリュウのあかり！！                   | 14 février 2013                                 | 1er juin 2013                                  |
| 773                             | 766                 | Il faut sauver Gueriaigle ! | N再び！ウォーグル救出作戦！！                            | 21 février 2013                                 | 2 juin 2013                                    |
| 774                             | 767                 | La Patrouille portuaire Pokémon ! | 急げ！ポケモン湾岸救助隊！！                             | 28 février 2013                                 | 5 juin 2013                                    |
| 775                             | 768                 | Chaleureuses retrouvailles et amitiés enflammées ! | 燃えよリザードン！ VSカイリュー！                        | 7 mars 2013                                     | 8 juin 2013                                    |
| 776                             | 769                 | Les manipulations de Pokémon de la Team Plasma ! | 「プラズマ団の野望！操られたポケモンたち ！              | 14 mars 2013                                    | 9 juin 2013                                    |
| 777                             | 770                 | Les secrets du brouillard ! | プラズマ団の野望！操られたポケモンたち！！               | 21 mars 2013                                    | 12 juin 2013                                   |
| 778                             | 771                 | Miaouss, Nikolaï et les rivaux de la Team Plasma ! | プラズマ団の野望！操られたポケモンたち！！               | 28 mars 2013                                    | 15 juin 2013                                   |
| 779                             | 772                 | Sacha et N : le choc des idéaux ! | 白の遺跡！サトシ対Ｎ！！                                 | 4 avril 2013                                    | 16 juin 2013                                   |
| 780                             | 773                 | La Team Plasma et la cérémonie du réveil ! | プラスマ団襲撃！復活の儀式！！                           | 11 avril 2013                                   | 19 juin 2013                                   |
| 781                             | 774                 | Que cachent la vérité et l'idéal ? | レシラム対Ｎ！理想と真実の彼方へ！！                     | 18 avril 2013                                   | 22 juin 2013                                   |
| NB Aventures à Unys et au-delà  |                     | |                                                          |                                                 |                                                |
| 782                             | 775                 | Adieu, Unys ! Levez l'ancre pour de nouvelles aventures ! | さらばイッシュ！新たなる船出！！                         | 25 avril 2013                                   | 7 octobre 2013                                 |
| 783                             | 776                 | Miel et mésaventures ! | 甘いハニーミツには危険がいっぱい ！                      | 2 mai 2013                                      | 8 octobre 2013                                 |
| 784                             | 777                 | Rachid et l'affaire du Chacripan témoin ! | ソムリエ探偵デント！大海原の密室！！                     | 9 mai 2013                                      | 9 octobre 2013                                 |
| 785                             | 778                 | Le couronnement du roi du coupillage ! | 「さらばミジュマル！？ホタチキングへの道                 | 16 mai 2013                                     | 10 octobre 2013                                |
| 786                             | 779                 | L'île des illusions ! | 「霧の中のゾロアーク ！」                                | 23 mai 2013                                     | 11 octobre 2013                                |
| 787                             | 780                 | Capturer un Motisma ! | ロトムVSオーキド博士！                                   | 23 mai 2013                                     | 14 octobre 2013                                |
| 788                             | 781                 | Les pirates des Îles Décolores ! | 「デコロラ諸島の海賊王！」                               | 6 juin 2013                                     | 15 octobre 2013                                |
| 789                             | 782                 | Papilusion et moi ! | 「サトシとバタフリー！また会う日まで！！」               | 13 juin 2013                                    | 16 octobre 2013                                |
| 790                             | 783                 | Le chemin des adieux ! | 「サトシとアイリスが絶交！？別れの１本道！！」           | 20 juin 2013                                    | 17 octobre 2013                                |
| 791                             | 784                 | À la recherche de Jirachi ! | ジラーチにお願いを！七日間の奇跡！！                     | 27 juin 2013                                    | 18 octobre 2013                                |
| 792                             | 785                 | L'OVNI de l'Île Spacieuse ! | 光る円盤！オーベムたちの街!!                             | 27 juin 2013                                    | 21 octobre 2013                                |
| 16e film                        | 16e film            | Pokémon, le film : Genesect et l'éveil de la légende | 神速のゲノセクト ミュウツー覚醒                          | 13 juillet 2013 (cinéma) 18 décembre 2013 (DVD) | 22 octobre 2013 (diffusion) 20 août 2014 (DVD) |
| 16e film                        | 16e film            | Ce film se passe pendant l'arc Décolore. Il est cependant difficile de savoir où le placer précisément, mais il est possible qu'il soit entre les épisodes 785 et 786. |                                                          |                                                 |                                                |
| 793                             | 786                 | La journaliste d'une autre région ! | パンジー登場！エリキテルとゴーゴート！！                 | 18 juillet 2013                                 | 21 octobre 2013                                |
| 794                             | 787                 | Mystère sur une île déserte ! | お宝の謎！無人島アドベンチャー！！                       | 25 juillet 2013                                 | 15 novembre 2013                               |
| 795                             | 788                 | La grotte de Drakkarmin ! | イブキとアイリス！色ちがいクリムガン！！                 | 1er août 2013                                   | 20 novembre 2013                               |
| 796                             | 789                 | La fête de la Comète d'Ulysse ! | オンバーン登場！彗星と勇者の伝説！！                     | 15 août 2013                                    | 21 novembre 2013                               |
| 797                             | 790                 | En avant, Chevroum ! | ゴーゴーゴーゴート!                                      | 22 août 2013                                    | 22 novembre 2013                               |
| 798                             | 791                 | Emolga rejoint la Team Rocket ! | エモンガ、ロケット団に入る！                             | 5 septembre 2013                                | 28 décembre 2013                               |
| 799                             | 792                 | Menace sur l'Arène d'Ogoesse ! | デントＶＳ氷の挑戦者！サンヨウジムの危機！！             | 12 septembre 2013                               | 28 décembre 2013                               |
| 800                             | 793                 | Ce n'est qu'un au revoir ! | ベストウイッシュ！また会う日まで！！                     | 19 septembre 2013                               | 28 décembre 2013                               |
| 801                             | 794                 | Le rêve continue ! | オレの夢、ポケモンマスター！！                           | 26 septembre 2013                               | 28 décembre 2013                               |

## Cycle 5: XY
Au Japon, le cinquième cycle est composé de deux saisons pour un total de 142 épisodes :
- 93 épisodes pour XY (2013 - 2015)
- 49 épisodes pour XYZ (2015 - 2016)

En France, le cinquième cycle est composé de trois saisons pour un total de 141 épisodes :
- 48 épisodes[18] pour XY (2013 - 2014)
- 45 épisodes[19] pour XY : La Quête de Kalos (2015 - 2016)[N 9]
- 48 épisodes[20] pour XYZ (2016 - 2017)

### Saison 17: XY
| No épisodes | No épisodes | Titre français | Titre japonais                                                    | Diffusion japonaise                             | Diffusion française                                            |
| Japon       | France      | Titre français | Titre japonais                                                    | Diffusion japonaise                             | Diffusion française                                            |
| ----------- | ----------- | --- | ----------------------------------------------------------------- | ----------------------------------------------- | -------------------------------------------------------------- |
| 802         | 795         | Kalos, où le rêve et l'aventure commencent ! | カロス地方にやってきた！夢と冒険のはじまり！！                    | 17 octobre 2013                                 | 19 octobre 2013 (avant-première) 1er mai 2014 (ordre original) |
| 803         | 796         | Poursuite à Illumis ! | メガシンカとプリズムタワー！                                      | 17 octobre 2013                                 | 19 octobre 2013 (avant-première) 1er mai 2014 (ordre original) |
| 804         | 797         | Un combat de mobilité aérienne ! | ケロマツVSヤヤコマ！空中起動バトル！！                            | 24 octobre 2013                                 | 2 mai 2014                                                     |
| 805         | 798         | Une amitié électrisante ! | ピカチュウとデデンネ！ほっぺすりすり！！                          | 31 octobre 2013                                 | 2 mai 2014                                                     |
| 806         | 799         | Le redoutable combat d'Arène de Neuvartault ! | 「ハクダンジム戦！華麗なるビビヨンの舞バトル！！」                | 7 novembre 2013                                 | 5 mai 2014                                                     |
| 807         | 800         | Un combat glissant ! | 氷上決戦! ピカチュウVSビビヨン!!                                  | 14 novembre 2013                                | 5 mai 2014                                                     |
| 808         | 801         | Une course trépidante... de Rhinocorne ! | セレナにおまかせ!?激走サイホーンレース                            | 21 novembre 2013                                | 6 mai 2014                                                     |
| 809         | 802         | Un toiletteur pour Couafarel ! | ポケモントリマーとトリミアン!                                     | 28 novembre 2013                                | 6 mai 2014                                                     |
| 810         | 803         | Le secret de Lem ! | ミアレジム攻略！シトロンの秘密！！                                | 5 décembre 2013                                 | 7 mai 2014                                                     |
| 811         | 804         | Méga-Méga-Miaouss en folie ! | ハリマロンVSメガメガニャース！！                                  | 12 décembre 2013                                | 7 mai 2014                                                     |
| 812         | 805         | Une forêt de bambous pleine de surprises ! | 竹林の追跡！ヤンチャムとゴロンダ！！                              | 19 décembre 2013                                | 8 mai 2014                                                     |
| 813         | 806         | Comment capturer un Escroc Pokémon ! | ポケモンバイヤーを捕まえろ！コフーライ偽装作戦！！                | 9 janvier 2014                                  | 8 mai 2014                                                     |
| 814         | 807         | Chaos à la maternelle ! | ニンフィアVSケロマツ！幼稚園は大さわぎ！！                        | 16 janvier 2014                                 | 9 mai 2014                                                     |
| 815         | 808         | À l'abri de l'orage ! | ぶきみな雨宿り！ニャスパーは見ていた！！                          | 30 janvier 2014                                 | 9 mai 2014                                                     |
| 816         | 809         | Un gros appétit pour le combat ! | ハリマロンVSマフォクシー！ダイエットバトル！？                    | 6 février 2014                                  | 12 mai 2014                                                    |
| 817         | 810         | Un échange électrique ! | デデンネがピチューでピチューがデデンネで…！？                     | 13 février 2014                                 | 12 mai 2014                                                    |
| 818         | 811         | Le savoir du ninja ! | ケロマツ対ゲコガシラ！忍者バトル！！                              | 20 février 2014                                 | 13 mai 2014                                                    |
| 819         | 812         | Le réveil du pionceur géant ! | カビゴンを起こせ！パルファム宮殿でバトルです!                     | 27 février 2014                                 | 13 mai 2014                                                    |
| 820         | 813         | Conspiration pour la conquête ! | マダムＸの陰謀！恐怖のカラマネロ！！                              | 13 mars 2014                                    | 14 mai 2014                                                    |
| 821         | 814         | Combats pour un titre de noblesse ! | 挑戦バトルシャトー！ビオラVSザクロ！！                            | 20 mars 2014                                    | 14 mai 2014                                                    |
| 822         | 815         | Pokévision en direct, ça tourne ! | デビューです！セレナとフォッコでポケビジョン！！                  | 27 mars 2014                                    | 20 juin 2014                                                   |
| PME01       | PME01       | Pokémon : Méga-Évolution Ⅰ | ポケットモンスターXY特別編 最強メガシンカ ～Act Ⅰ（アクトワン）～ | 3 avril 2014                                    | 1er mai 2015                                                   |
| 823         | 816         | La ruée vers l'or ! | 黄金のコイキングを釣り上げろ！！                                  | 10 avril 2014                                   | 20 juin 2014                                                   |
| 824         | 817         | Retour vers le froid ! | オーロラの絆！アマルスとアマルルガ！！                            | 17 avril 2014                                   | 23 juin 2014                                                   |
| 825         | 818         | Un combat à grimper aux murs ! | ショウヨウジム戦！ピカチュウ対チゴラス！！                        | 24 avril 2014                                   | 23 juin 2014                                                   |
| 826         | 819         | Un tout autre genre de combat ! | ペロッパフとペロリーム！！甘い戦いはあまくない！？                | 8 mai 2014                                      | 5 septembre 2014                                               |
| 827         | 820         | À la recherche de la Fleur Fée ! | フラべべと妖精の花！                                              | 15 mai 2014                                     | 5 septembre 2014                                               |
| 828         | 821         | Les liens de l'évolution ! | チャンピオン・カルネ登場！霧の中のメガサーナイト！！              | 22 mai 2014                                     | 8 septembre 2014                                               |
| 829         | 822         | Les sosies diaboliques ! | ジャジャーン！ニセサトシ現る！！                                  | 29 mai 2014                                     | 8 septembre 2014                                               |
| 830         | 823         | Méga-révélations ! | コルニとルカリオ！メガシンカの秘密！！                            | 29 mai 2014                                     | 9 septembre 2014                                               |
| 831         | 824         | La grotte des épreuves ! | ルカリオVSバシャーモ！試練の洞窟！！                              | 5 juin 2014                                     | 9 septembre 2014                                               |
| 832         | 825         | Une aura orageuse ! | メガルカリオ対メガルカリオ！波導の嵐！！                          | 12 juin 2014                                    | 10 septembre 2014                                              |
| 833         | 826         | Un appel traverse l'aura ! | 呼び合う心！波導のむこうへ！！                                    | 19 juin 2014                                    | 10 septembre 2014                                              |
| 834         | 827         | Les liens de la Méga-évolution ! | メガルカリオ対メガクチート！メガシンカの絆！！                    | 3 juillet 2014                                  | 11 septembre 2014                                              |
| 835         | 828         | Le Héros de la Forêt ! | 森のチャンピオン！ルチャブル登場！！                              | 10 juillet 2014                                 | 11 septembre 2014                                              |
| 836         | 829         | Combats Aériens ! | スカイバトル！？ルチャブル対ファイアロー！！                      | 24 juillet 2014                                 | 12 septembre 2014                                              |
| 837         | 830         | La Grotte Miroitante ! | うつしみの洞窟！鏡の国のサトシとサトシ！？                        | 31 juillet 2014                                 | 12 septembre 2014                                              |
| 838         | 831         | Une amitié née dans la forêt ! | 蠢く森のオーロット！                                              | 7 août 2014                                     | 24 septembre 2014                                              |
| 839         | 832         | Un été de découvertes ! | ポケモンサマーキャンプ！ライバル3人組登場！！                     | 14 août 2014                                    | 24 septembre 2014                                              |
| 840         | 833         | Les stars du troisième jour ! | セレナVSナナ！ポケビジョン対決！！                                | 21 août 2014                                    | 25 septembre 2014                                              |
| 841         | 834         | Course d'orientation dans le brouillard ! | ポケエンテーリング！霧の中のＸ！                                  | 28 août 2014                                    | 24 octobre 2014                                                |
| 842         | 835         | Un dernier combat pour entrer au Panthéon ! | チームバトル！殿堂入り決戦！！                                    | 4 septembre 2014                                | 25 octobre 2014                                                |
| 843         | 836         | L'origine de la Méga-évolution ! | マスタータワー！メガシンカの歴史！！                              | 18 septembre 2014                               | 25 octobre 2014                                                |
| 844         | 837         | Danse à l'Arène de Yantreizh ! | シャラジム戦！ピカチュウVSメガルカリオ！！                        | 25 septembre 2014                               | 25 octobre 2014                                                |
| 845         | 838         | Le combat des héritiers ! | シトロン対ユリーカ！？ニャオニクスできょうだいバトル！！          | 2 octobre 2014                                  | 20 novembre 2014                                               |
| 17e film    | 17e film    | Pokémon, le film : Diancie et le cocon de l'annihilation | 破壊の繭とディアンシー                                            | 19 juillet 2014 (cinéma) 17 décembre 2014 (DVD) | 10 mars 2015 (diffusion) 4 novembre 2015 (DVD)                 |
| 17e film    | 17e film    | Dans le générique de début du film, il est possible de voir le Grenousse de Sacha combattre un Mistigrix, un Pokémon déjà apparu dans l'épisode 838, et Serena n'ayant pas encore son Pandespiègle cela place le film soit entre les épisodes 838 et 839 soit entre les épisodes 839 et 840, car c'est durant ce dernier épisode que Serena capture Pandespiègle. |                                                                   |                                                 |                                                                |
| 846         | 839         | Les exploits d'un grand maladroit ! | どじっこプクリンVS暴走ボーマンダ！！                              | 9 octobre 2014                                  | 21 novembre 2014                                               |
| 847         | 840         | Un rêve d'artiste ! | セレナ、初ゲット！？ヤンチャムVSフォッコ！！                      | 16 octobre 2014                                 | 22 novembre 2014                                               |
| 848         | 841         | Une ancienne école et un vieil ami ! | シトロン、想い出のキャンパス！電撃の再会！！                      | 23 octobre 2014                                 | 22 novembre 2014                                               |
| 849         | 842         | Clem et les forces de défense ! | 出動ラプラス防衛隊！ユリーカがんばる！！                          | 30 octobre 2014                                 | 22 novembre 2014                                               |

### Saison 18: XY: La Quête de Kalos
| No épisodes | No épisodes | Titre français | Titre japonais | Diffusion japonaise                             | Diffusion française                                                  |
| Japon       | France      | Titre français | Titre japonais | Diffusion japonaise                             | Diffusion française                                                  |
| ----------- | ----------- | --- | --- | ----------------------------------------------- | -------------------------------------------------------------------- |
| PME02       | PME02       | Pokémon : Méga-Évolution ⅠⅠ | ポケットモンスターXY特別編 最強メガシンカ ～Act Ⅱ（アクトツー）～ | 6 novembre 2014                                 | 6 mai 2015                                                           |
| 850         | 843         | Une collaboration fructueuse ! | 踊れヤンチャム、魅せろフォッコ！明日へのステップ！！ | 13 novembre 2014                                | 1er mai 2015                                                         |
| 851         | 844         | Quand Sombre affronte Étincelant ! | ルチャブルとダークルチャブル！ | 27 novembre 2014                                | 1er mai 2015                                                         |
| 852         | 845         | Une maison sous-marine ! | 海底の城！クズモーVSドラミドロ！！ | 20 novembre 2014                                | 1er mai 2015                                                         |
| 853         | 846         | Un défi digne d'un ninja ! | 忍法対決！ゲコガシラ対ガメノデス！！ | 11 décembre 2014                                | 1er mai 2015                                                         |
| 854         | 847         | Une course vers l'avenir ! | セレナの本気！激走メェークルレース！！ | 18 décembre 2014                                | 1er mai 2015                                                         |
| 855         | 848         | Le plan grandiose des Sepiatroce ! | カラマネロ対マーイーカ ！絆は世界を救う！！ | 25 décembre 2014                                | 1er mai 2015                                                         |
| 856         | 849         | Une rencontre un peu gluante ! | 最弱のドラゴン！ヌメラ登場！！ | 8 janvier 2015                                  | 1er mai 2015                                                         |
| 857         | 850         | Un défenseur pour Mucuscule ! | デデンネがんばる！ヌメラのために！！ | 15 janvier 2015                                 | 1er mai 2015                                                         |
| 858         | 851         | Un hiver inattendu ! | バニプッチ・パニック！ホワイトアウトはこおりごおり！！ | 22 janvier 2015                                 | 5 juin 2015                                                          |
| 859         | 852         | Une Arène végétale pour des Pokémon Plante ! | ヒヨクジム戦！ゲコガシラVSゴーゴート！！ | 29 janvier 2015                                 | 5 juin 2015                                                          |
| 860         | 853         | Sous l'Arbre de l'Engagement ! | サトシとセレナの初デート！誓いの樹とプレセント！！ | 5 février 2015                                  | 8 juin 2015                                                          |
| 861         | 854         | Début au Salon ! | 目指せカロスクイン！セレナ、デビューです！！ | 12 février 2015                                 | 8 juin 2015                                                          |
| 862         | 855         | L'oasis de l'espoir ! | 荒野の決闘！戦えヌメラ！！！ | 19 février 2015                                 | 9 juin 2015                                                          |
| 863         | 856         | Le moment où la détermination va ouvrir la voie ! | サイエンスの未来を守れ！電気の迷宮！！ | 26 février 2015                                 | 9 juin 2015                                                          |
| 864         | 857         | Aux croisement des routes... C'est là que les chemins se séparent ! | 迷い道は分かれ道！？ムサシとソーナンス！！！ | 5 mars 2015                                     | 10 juin 2015                                                         |
| 865         | 858         | Combattre avec élégance et avec le sourire ! | フォッコVSマフォクシー！華麗なるパフォーマーバトル！！ | 12 mars 2015                                    | 10 juin 2015                                                         |
| PME03       | PME03       | Pokémon : Méga-Évolution ⅠⅠⅠ | ポケットモンスターXY特別編 最強メガシンカ ～Act Ⅲ（アクトスリー）～ | 19 mars 2015                                    | 4 mai 2016                                                           |
| 866         | 859         | Les meilleurs des amis, pour le meilleur des entraînements ! | カメール、ライチュウ登場！ヌメイルがんばる！！ | 26 mars 2015                                    | 24 août 2015                                                         |
| 867         | 860         | Un combat contre les ténèbres ! | ミアレシティ走査線！シトロイド対ブラック・シトロイド！！ | 2 avril 2015                                    | 24 août 2015                                                         |
| 868         | 861         | L'heure de vérité à Illumis ! | ミアレジム戦！サトシVSシトロン！！ | 9 avril 2015                                    | 25 août 2015                                                         |
| 869         | 862         | Le Méga-Lien de Carchacrok ! | 狙われたメガシンカ！ガブリアスの絆！！ | 16 avril 2015                                   | 25 août 2015                                                         |
| 870         | 863         | Muplodocus et l'attaque du marais ! | 湿地帯の戦い！ヌメルゴン対フラージェス！！ | 23 avril 2015                                   | 26 août 2015                                                         |
| 871         | 864         | Après la pluie, le beau temps ! | 決着！ヌメルゴン虹の彼方へ！！ | 30 avril 2015                                   | 26 août 2015                                                         |
| 872         | 865         | Une journée qui s'annonce mal... | 運勢最悪? ユリーカ対ニャース！！ | 7 mai 2015                                      | 27 août 2015                                                         |
| 873         | 866         | Une hospitalité terrifiante ! | こわいイエのおもてなし！ | 14 mai 2015                                     | 27 août 2015                                                         |
| 874         | 867         | Un combat à la mode ! | ファッションショーでバトルです！タツベイVSシュシュプ！！ | 21 mai 2015                                     | 15 septembre 2015                                                    |
| 875         | 868         | Les Pokémon Fée ont plus d'un tour dans leur sac. | クノエジム戦！美しきフェアリーの罠！！ | 28 mai 2015                                     | 15 septembre 2015                                                    |
| 876         | 869         | Adversaires un jour, adversaires toujours ! | ライバルバトル３本勝負！ 明日に向かって！！ | 4 juin 2015                                     | 16 septembre 2015                                                    |
| 877         | 870         | L'heure de l'envol ! | 風とタマゴとオンバット！ | 11 juin 2015                                    | 16 septembre 2015                                                    |
| 878         | 871         | Un Relais dans le ciel ! | 挑戦ポケモンスカイリレー！飛べ、オンバット！！ | 18 juin 2015                                    | 17 septembre 2015                                                    |
| 880         | 872         | Du rififi à l'usine de Pokéball ! | 激闘モンスターボール工場！ピカチュウVSニャース！！ | 25 juin 2015                                    | 17 septembre 2015                                                    |
| 881         | 873         | Une prestation flamboyante ! | テールナーとヤンチャム！！魅せろ炎のパフォーマンス！！ | 2 juillet 2015                                  | 18 septembre 2015                                                    |
| 882         | 874         | Le souhait de Motisma ! | 時をかけるサトシ！ロトムの願い！ | 9 juillet 2015                                  | 18 septembre 2015                                                    |
| 18e film    | 18e film    | Pokémon, le film : Hoopa et le choc des légendes ! | 光輪の超魔神 フーパ | 18 juillet 2015 (cinéma) 16 décembre 2015 (DVD) | 19 janvier 2016 (iTunes) 27 mai 2016 (diffusion) 1er juin 2016 (DVD) |
| 18e film    | 18e film    | Dans le générique de fin du film, il est possible de voir que Sacha a obtenu Sonistrelle, que Roussil ne possède pas encore le ruban rouge sur sa branche. Cela place le film entre les épisodes 874 et 878 car les autres sont dans la continuité des uns et des autres. | |                                                 |                                                                      |
| 883         | 875         | Échange au festival ! | パンプジンフェスティバル！さよならバケッチャ！? | 23 juillet 2015                                 | 25 novembre 2015                                                     |
| 884         | 876         | Par-dessus les montagnes enneigées ! | 雪山をこえて！マンムーとユキノオー！！ | 30 juillet 2015                                 | 25 novembre 2015                                                     |
| 885         | 877         | Une petite course, et une grande aventure ! | ハリマロン ！はじめてのつかい！！ | 13 août 2015                                    | 26 novembre 2015                                                     |
| 886         | 878         | Une branche trop précieuse ! | 折れた小枝、折れた心！テールナーの強い思い！！ | 20 août 2015                                    | 26 novembre 2015                                                     |
| 887         | 879         | Un photographe légendaire ! | シャッターチャンスはファイヤー ！伝説を撮れ！！ | 27 août 2015                                    | 27 novembre 2015                                                     |
| 888         | 880         | La petite Dresseuse ! | ユリーカお世話です！甘えん坊のチゴラス！！ | 10 septembre 2015                               | 27 novembre 2015                                                     |
| 889         | 881         | Un train vers le passé ! | 追憶のトレイン！シトロンとホルビー！！ | 17 septembre 2015                               | 30 novembre 2015                                                     |
| 890         | 882         | Une jolie rencontre au milieu des fleurs ! | イーブイはひとみしり！？お花畑でつかまえて！！ | 24 septembre 2015                               | 30 novembre 2015                                                     |
| 879         | 883         | Pikachu en vedette ! | ・ピカチュウはスター！？ 映画デビュー！！ ・How to ピカチュウ・ザ・ムービー！よーい！アクション！！ ・迅雷のヒーロー！スーパーピカチュウ！！ ・ピカチュウのドキドキNG大賞 | 18 juin 2015                                    | 15 janvier 2016                                                      |
| 891         | 884         | Un combat en double très inspiré ! | タッグバトルは友情バトル！イーブイ初参戦！！ | 1er octobre 2015                                | 18 janvier 2016                                                      |
| 892         | 885         | Questions pour une artiste ! | ハッピーダンスはクイズのあとで！？トライポカロン・ヒャッコク大会！！ | 8 octobre 2015                                  | 18 janvier 2016                                                      |
| 893         | 886         | Obscur destin, futur lumineux ! | カロスの危機！巨大日時計の戦い！！ | 5 octobre 2015                                  | 19 janvier 2016                                                      |
| 894         | 887         | Le regard tourné vers l'avenir ! | ヒャッコクジムのダブルバトル！コジカの未来予知！！ | 22 octobre 2015                                 | 19 janvier 2016                                                      |
| PME04       | PME04       | Pokémon : Mega-Évolution Ⅳ | ポケットモンスターXY特別編 最強メガシンカ ～Act Ⅳ（アクトフォー）～ | 29 octobre 2015                                 | 5 mai 2016                                                           |

### Saison 19: XYZ
| No épisodes | No épisodes | Titre français | Titre japonais                                           | Diffusion japonaise                             | Diffusion française                   |
| Japon       | France      | Titre français | Titre japonais                                           | Diffusion japonaise                             | Diffusion française                   |
| ----------- | ----------- | --- | -------------------------------------------------------- | ----------------------------------------------- | ------------------------------------- |
| 895         | 888         | De A à Z ! | Z爆誕！カロスに潜む !                                    | 29 octobre 2015                                 | 13 avril 2016                         |
| 896         | 889         | Un amoureux pour Évoli ! | 熱血ハリボーグ！狙われたプニちゃん！！                   | 5 novembre 2015                                 | 13 avril 2016                         |
| 897         | 890         | Un giga-combat, pour de méga-résultats ! | メガタブンネVSギガギガニャース！！                       | 12 novembre 2015                                | 13 avril 2016                         |
| 898         | 891         | Un rite de passage flamboyant ! | シシコとカエンジシ！炎の旅立ち！！                       | 19 novembre 2015                                | 13 avril 2016                         |
| 899         | 892         | Fais un petit rêve pour moi ! | ピカチュウ、プニちゃんの夢を見る！                       | 26 novembre 2015                                | 23 avril 2016                         |
| 900         | 893         | La légende du héros ninja ! | 忍者村へようこそ！ヒロイックゲッコウガの伝               | 3 décembre 2015                                 | 23 avril 2016                         |
| 901         | 894         | Un festival décisif ! | 忍者村決戦！ゲコガシラ対キリキザン！！                   | 10 décembre 2015                                | 24 avril 2016                         |
| 902         | 895         | Une gracieuse débutante ! | 踊れイーブイ！トライポカロン･デビュー！！                | 17 décembre 2015                                | 24 avril 2016                         |
| 903         | 896         | Rencontre dans la Grotte Coda ! | ついの洞窟！動き出したZの謎！！                          | 24 décembre 2015                                | 6 mai 2016                            |
| 904         | 897         | Une Connexion Cellulaire ! | ユリーカとプニちゃん！                                   | 14 janvier 2016                                 | 6 mai 2016                            |
| 905         | 898         | Sur les ailes du vent ! | オンバットとフラエッテ！風の中のめぐりあい！！           | 21 janvier 2016                                 | 9 mai 2016                            |
| 906         | 899         | Une soirée pas comme les autres ! | サトシとセレナ！ダンスパーティでゲットだぜ！！           | 28 janvier 2016                                 | 9 mai 2016                            |
| 907         | 900         | Voyages croisés ! | 最強メガバトル！ゲッコウガVSメガリザードン！             | 4 février 2016                                  | 10 mai 2016                           |
| 908         | 901         | Une opération explosive ! | 爆裂グランドフォース！ジガルデ捕獲大作戦！！             | 11 février 2016                                 | 10 mai 2016                           |
| 909         | 902         | La source prisonnière ! | 荒野のブリガロン！木を植えるロボン！！                   | 18 février 2016                                 | 11 mai 2016                           |
| 910         | 903         | En route pour l'épreuve des élues ! | マスタークラスの試練！どうするセレナ！？                 | 25 février 2016                                 | 11 mai 2016                           |
| 911         | 904         | Une colère électrisante ! | サンダーとオンバーン！怒りの雷撃！！                     | 3 mars 2016                                     | 8 septembre 2016                      |
| 912         | 905         | Une confiance à déverrouiller ! | レフトとライト！揺れる心のカメテテ！！                   | 10 mars 2016                                    | 8 septembre 2016                      |
| 913         | 906         | Que l'épreuve des élues commence ! | マスタークラス開幕！火花散る乙女の激闘！！               | 17 mars 2016                                    | 9 septembre 2016                      |
| 914         | 907         | Une artiste tournée vers l'avenir ! | エルVSセレナ！開け未来への扉！！                         | 24 mars 2016                                    | 9 septembre 2016                      |
| 915         | 908         | Une encombrante amie ! | シトロンの花嫁！？ ユーリカのシルブプレパニック ！！     | 7 avril 2016                                    | 12 septembre 2016                     |
| 916         | 909         | Un combat à plein volume ! | セレナ、サトシになる！最強ピカチュウ対決！！             | 14 avril 2016                                   | 12 septembre 2016                     |
| 917         | 910         | Le test du synchronisme ! | サトシとアラン！ゲッコウガＶＳメガリザードンふたたび！！ | 21 avril 2016                                   | 13 septembre 2016                     |
| 918         | 911         | De nouveaux amis et des bandits de longue date ! | 森の呪いと白いボクレー！                                 | 28 avril 2016                                   | 13 septembre 2016                     |
| 919         | 912         | Un combat pour la recherche ! | サトシ対チャンピオン・カルネ！VSメガサーナイト！！       | 5 mai 2016                                      | 14 septembre 2016                     |
| 920         | 913         | Un combat aussi surprenant que puissant ! | ライバル対決！サトシVSショータ！！                       | 12 mai 2016                                     | 14 septembre 2016                     |
| 921         | 914         | Une zone de combat glaciaire ! | エイセツジム戦！氷のバトルフィールド！！                 | 19 mai 2016                                     | 15 septembre 2016                     |
| 922         | 915         | Quand les arbres cachent la forêt ! | 迷いの森・・・進化の夜明け！                             | 26 mai 2016                                     | 15 septembre 2016                     |
| 923         | 916         | Un vrai brise-glace ! | サトシゲッコウガVSメガユキノオー！発動巨大水手裏剣！！   | 2 juin 2016                                     | 26 octobre 2016                       |
| 924         | 917         | Un diamant brut ! | メレシーを探せ！ヌメルゴンとデデンネ！！                 | 9 juin 2016                                     | 26 octobre 2016                       |
| 19e film    | 19e film    | Pokémon, le film : Volcanion et la merveille mécanique                                                                                                  | ボルケニオンと機巧のマギアナ                             | 16 juillet 2016 (cinéma) 14 décembre 2016 (DVD) | 11 novembre 2016 (diffusion) ?? (DVD) |
| 19e film    | 19e film    | L'introduction du film montre le combat d'arène d'Alain contre Cornélia à la fin de l'épisode 917, le film se passe donc entre les épisodes 917 et 918. |                                                          |                                                 |                                       |
| 925         | 918         | Un festival de merveilles mécaniques ! | 爆熱の機巧（からくり）フェスティバル！！                 | 16 juin 2016                                    | 27 octobre 2016                       |
| 926         | 919         | Une ligue d'exception ! | カロスリーグ開幕！メガリザードン対決・X対Y！！           | 30 juin 2016                                    | 27 octobre 2016                       |
| 927         | 920         | Une précieuse expérience pour tous ! | メガジュカイン対ライチュウ！経験値いただきます！！       | 7 juillet 2016                                  | 21 novembre 2016                      |
| 928         | 921         | La raison contre la passion ! | 準決勝フルバトル！サトシ対ショータ！！                   | 21 juillet 2016                                 | 21 novembre 2016                      |
| 929         | 922         | Une rivalité fascinante ! | ライバル決戦！サトシゲッコウガVSメガジュカイン！！       | 28 juillet 2016                                 | 22 novembre 2016                      |
| 930         | 923         | Finale de Kalos, passion et préparation ! | 激闘カロスリーグ！集え、すべての熱き想いよ！！           | 4 août 2016                                     | 22 novembre 2016                      |
| 931         | 924         | La finale des cœurs vaillants ! | 決勝戦！サトシ対アラン！！                               | 11 août 2016                                    | 3 décembre 2016                       |
| 932         | 925         | Une finale enflammée ! | カロスリーグ優勝！ サトシ頂上決戦！！                    | 18 août 2016                                    | 3 décembre 2016                       |
| 933         | 926         | La prise de la tour ! | 襲撃フレア団！プリズムタワーのジガルデ！！               | 25 août 2016                                    | 3 décembre 2016                       |
| 934         | 927         | Lorsque les rêves s'effondrent ! | 衝撃ジガルデ対ジガルデ！壊れゆく世界！！                 | 1er septembre 2016                              | 7 décembre 2016                       |
| 935         | 928         | Un héros à la hauteur ! | 突撃ミアレジム！シトロイドよ永遠に！！                   | 8 septembre 2016                                | 18 janvier 2017                       |
| 936         | 929         | Défendre Kalos à tout prix ! | 進撃する巨石！カロス防衛線！！                           | 15 septembre 2016                               | 18 janvier 2017                       |
| 937         | 930         | Une alliance encore plus parfaite ! | 反撃のジガルデ！カロス最終決戦！！                       | 15 septembre 2016                               | 19 janvier 2017                       |
| 938         | 931         | Un débutant à nul autre pareil ! | はじまりはゼロ！シトロンの決断！！                       | 6 octobre 2016                                  | 19 janvier 2017                       |
| 939         | 932         | Le premier jour du reste de ta vie ! | サトシとラストバトル！セレナの選択！！                   | 13 octobre 2016                                 | 8 février 2017                        |
| 940         | 933         | Un pouvoir au service des autres ! | さらばサトシゲッコウガ！クセロシキの逆襲！！             | 20 octobre 2016                                 | 8 février 2017                        |
| 941         | 934         | Au revoir.... Jusqu'au prochain combat ! | 終わりなきゼロ！ また逢う日まで！！                      | 27 octobre 2016                                 | 9 février 2017                        |
| 942         | 935         | La légende d'X, Y et Z ! | XYZの伝説！                                              | 3 novembre 2016                                 | 18 février 2017                       |
| 943         | -           | Lem et Rachid se rencontrent ?! | 最強の二人！シトロンとデント！！                         | 10 novembre 2016                                | Supprimé                              |

## Cycle 6: Soleil et Lune
Au Japon, le sixième cycle est composé de trois saisons pour un total de 146 épisodes :
- 43 épisodes pour Soleil et Lune (2016 - 2017)
- 49 épisodes pour Soleil et Lune : Ultra-Aventures (2017 - 2018)
- 54 épisodes pour Soleil et Lune : Ultra-Légendes (2018 - 2019)

En France, le sixième cycle est composé de trois saisons pour un total de 145 épisodes :
- 43 épisodes[21] pour Soleil et Lune (2016 - 2018)
- 48 épisodes[22] pour Soleil et Lune : Ultra-Aventures (2018 - 2019)
- 54 épisodes pour Soleil et Lune : Ultra-Légendes (2019 - 2020)

### Saison 20: Soleil et Lune
| No épisodes | No épisodes | Titre français                                   | Titre japonais                                     | Diffusion japonaise                             | Diffusion française                                                                  |
| Japon       | France      | Titre français                                   | Titre japonais                                     | Diffusion japonaise                             | Diffusion française                                                                  |
| ----------- | ----------- | ------------------------------------------------ | -------------------------------------------------- | ----------------------------------------------- | ------------------------------------------------------------------------------------ |
| 20e film    | 20e film    | Pokémon, le film : Je te choisis !               | キミにきめた！                                     | 15 juillet 2017 (cinéma) 20 décembre 2017 (DVD) | 6 juillet 2017 (avant-première) 5 novembre 2017 (cinéma) 6 décembre 2017 (diffusion) |
| 20e film    | 20e film    | Le film se regarde avant la saison.              |                                                    |                                                 |                                                                                      |
| 944         | 936         | Alola pour de nouvelles aventures !              | アローラ！はじめての島、はじめてのポケモンたち！！ | 17 novembre 2016                                | 18 novembre 2016                                                                     |
| 945         | 937         | Le défi du Gardien !                             | 守り神カプ・コケコ登場！挑戦、オレたちのZワザ！！  | 17 novembre 2016                                | 18 novembre 2016                                                                     |
| 946         | 938         | Un étrange Pokédex !                             | よロトしく、ボク、ロトム図鑑ロト！                 | 24 novembre 2016                                | 1er mai 2017                                                                         |
| 947         | 939         | Première capture à Alola, façon Ketchum !        | モクロー登場！アローラでポケモンゲットだぜ！！     | 24 novembre 2016                                | 1er mai 2017                                                                         |
| 948         | 940         | Otaquin, le plus malin des marins !              | アシマリ、がんバルーン！                           | 1er décembre 2016                               | 25 mai 2017                                                                          |
| 949         | 941         | Une course électrisante !                        | びりびりちくちくトゲデマル！                       | 8 décembre 2016                                 | 26 mai 2017                                                                          |
| 950         | 942         | Ce coquin de Flamiaou !                          | 市場の風来坊ニャビー！                             | 15 décembre 2016                                | 26 mai 2017                                                                          |
| 951         | 943         | L'Œuf mystère et le défi de Lilie !              | タマゴ係はだ〜れだ？                               | 22 décembre 2016                                | 26 mai 2017                                                                          |
| 952         | 944         | Pour dominer un Dominant !                       | ぬしポケモンはデカグース！                         | 5 janvier 2017                                  | 1er juin 2017                                                                        |
| 953         | 945         | Épreuve et belles aventures !                    | 出るかZワザ！大試練への挑戦！！                    | 12 janvier 2017                                 | 2 juin 2017                                                                          |
| 954         | 946         | Le jeune Kiawe a une ferme !                     | サトシ、カキんちに行く！                           | 19 janvier 2017                                 | 2 juin 2017                                                                          |
| 955         | 947         | Soleil, terreur et tanière secrète !             | 課外授業はヒドイデ！？                             | 26 janvier 2017                                 | 5 juin 2017                                                                          |
| 956         | 948         | La grande course des pancakes !                  | アローラパンケーキ大レース！                       | 2 février 2017                                  | 12 septembre 2017                                                                    |
| 957         | 949         | On fait connaissance !                           | 勇気の結晶、リーリエとロコン！                     | 9 février 2017                                  | 12 septembre 2017                                                                    |
| 958         | 950         | Sur le Plateau des Griffes !                     | 爪あとの丘、イワンコとルガルガン！！               | 23 février 2017                                 | 13 septembre 2017                                                                    |
| 959         | 951         | Tout ce qui est petit est joli... et puissant !  | 小さな三匹、大きな冒険！！                         | 2 mars 2017                                     | 13 septembre 2017                                                                    |
| 960         | 952         | Une énigme claire comme le cristal !             | アローラ探偵ロトム！消えたクリスタルの謎！！       | 9 mars 2017                                     | 14 septembre 2017                                                                    |
| 961         | 953         | Un nectar de saison !                            | マジィ！？マオのお料理大作戦！                     | 16 mars 2017                                    | 14 septembre 2017                                                                    |
| 962         | 954         | Face au gardien !                                | 電撃猛特訓！カプ・コケコの再戦！！                 | 23 mars 2017                                    | 15 septembre 2017                                                                    |
| 963         | 955         | Sauvetage et rencontres !                        | サトシとピカチュウ、二人の約束                     | 6 avril 2017                                    | 15 septembre 2017                                                                    |
| 964         | 956         | Un voyage se termine, un autre commence !        | ニャビー、旅立ちの時！                             | 6 avril 2017                                    | 18 septembre 2017                                                                    |
| 965         | 957         | Une petite pelle voyageuse !                     | スコップに要注意！！！                             | 13 avril 2017                                   | 18 septembre 2017                                                                    |
| 966         | 958         | Le groupe se reforme !                           | 衝撃！ダグトリオ解散！？                           | 20 avril 2017                                   | 19 septembre 2017                                                                    |
| 967         | 959         | Portes ouvertes à Alola !                        | アローラ！はじめての授業参観！！                   | 27 avril 2017                                   | 19 septembre 2017                                                                    |
| 968         | 960         | Le choc des équipes !                            | クリスタル争奪戦！ロケット団対スカル団！！         | 4 mai 2017                                      | 11 octobre 2017                                                                      |
| 969         | 961         | Adieu, Chrys !                                   | さよならマーマネ！                                 | 11 mai 2017                                     | 11 octobre 2017                                                                      |
| 970         | 962         | Un regard qui défie !                            | 出でよ！紅の眼差しルガルガン！！                   | 18 mai 2017                                     | 12 octobre 2017                                                                      |
| 971         | 963         | Tous sur le terrain, pour le Pokémon base-ball ! | 熱闘ポケベース！ねらえ逆転ホームラン！！           | 25 mai 2017                                     | 12 octobre 2017                                                                      |
| 972         | 964         | Tous au pays des songes !                        | ネマシュの森であなたも寝ましゅ？                   | 8 juin 2017                                     | 23 novembre 2017                                                                     |
| 973         | 965         | Un échange passionnant !                         | リーリエ、ピカチュウをかわいがってあげてね         | 15 juin 2017                                    | 23 novembre 2017                                                                     |
| 974         | 966         | La dame qui chuchote à l'oreille des Pokémon...  | ライチ登場！泣いて笑って、島クイーン！！           | 22 juin 2017                                    | 24 novembre 2017                                                                     |
| 975         | 967         | Chasse au trésor à Akala !                       | お宝発見！ムーランドサーチ！！                     | 29 juin 2017                                    | 24 novembre 2017                                                                     |
| 976         | 968         | Vaste océan et Minipoisson !                     | ヨワシ強し、池のぬし！                             | 6 juillet 2017                                  | 19 décembre 2017                                                                     |
| 977         | 969         | Une précieuse couronne en balade !               | 炎のバトル！ガラガラあらわる！！                   | 20 juillet 2017                                 | 19 décembre 2017                                                                     |
| 978         | 970         | Le curry des saveurs... et des faveurs !         | カレーなバトル! ラランテスの舞!!                   | 27 juillet 2017                                 | 20 décembre 2017                                                                     |
| 979         | 971         | Épreuves et détermination !                      | ライチの大試練! 一番ハードなポケモン勝負!!         | 3 août 2017                                     | 20 décembre 2017                                                                     |
| 980         | 972         | Debout parmi les ruines !                        | イワンコといのちの遺跡の守り神！！                 | 10 août 2017                                    | 30 janvier 2018                                                                      |
| 981         | 973         | Mimiqui démasqué !                               | ミミッキュのばけのかわ！                           | 17 août 2017                                    | 30 janvier 2018                                                                      |
| 982         | 974         | Barbara et le professeur de la forêt !           | 家出のマオとヤレユータン！                         | 24 août 2017                                    | 31 janvier 2018                                                                      |
| 983         | 975         | Otarlette, la star des bulles d'eau !            | アシマリ、オシャマリ、いかりのダダリン！           | 31 août 2017                                    | 31 janvier 2018                                                                      |
| 984         | 976         | Préparation d'une charge électrique !            | ダッシュ！デンヂムシ                               | 7 septembre 2017                                | 6 mars 2018                                                                          |
| 985         | 977         | Alola, Kanto !                                   | カントーでアローラ！タケシとカスミ！！             | 14 septembre 2017                               | 7 mars 2018                                                                          |
| 986         | 978         | Le choc des régions !                            | ジムバトル！Ｚワザ対メガシンカ！！                 | 21 septembre 2017                               | 7 mars 2018                                                                          |

### Saison 21: Soleil et Lune: Ultra-Aventures
| No épisodes | No épisodes | Titre français                                    | Titre japonais                                      | Diffusion japonaise      | Diffusion française       |
| Japon       | France      | Titre français                                    | Titre japonais                                      | Diffusion japonaise      | Diffusion française       |
| ----------- | ----------- | ------------------------------------------------- | --------------------------------------------------- | ------------------------ | ------------------------- |
| 987         | 979         | Une rencontre de rêve !                           | サトシとほしぐも！不思議な出会い！！                | 5 octobre 2017           | 1er mai 2018              |
| 988         | 980         | Cache-cache Pokémon                               | ほしぐもパニック！テレポートは突然に！！            | 12 octobre 2017          | 1er mai 2018              |
| 989         | 981         | Des apparences trompeuses !                       | 変身メタモン、探すんだモン！                        | 19 octobre 2017          | 1er mai 2018              |
| 990         | 982         | Un discret avertissement !                        | グラジオとシルヴァディ！戒めの仮面！！              | 26 octobre 2017          | 1er mai 2018              |
| 991         | 983         | Les mille et une poses !                          | ゼンリョクポーズでお泊まり会！                      | 2 novembre 2017          | 8 mai 2018                |
| 992         | 984         | Mission Souvenir !                                | リーリエとシルヴァディ、よみがえる記憶！            | 9 novembre 2017          | 8 mai 2018                |
| 993         | 985         | La revanche de Saubohne !                         | ザオボーの逆襲！さらわれたほしぐも！！              | 16 novembre 2017         | 8 mai 2018                |
| 994         | 986         | Une volonté familiale !                           | がんばリーリエ！決意の家出！！                      | 23 novembre 2017         | 8 mai 2018                |
| 995         | 987         | La révélation d'une légende !                     | 日輪の祭壇！ソルガレオ降臨！！                      | 30 novembre 2017         | 7 juin 2018               |
| 996         | 988         | Un sauvetage indésirable !                        | 急げ！ルザミーネ救出大作戦！！                      | 7 décembre 2017          | 8 juin 2018               |
| 997         | 989         | Une giga raison de combattre !                    | 輝けZパワーリング！超ゼンリョクの1000まんボルト！！ | 14 décembre 2017         | 8 juin 2018               |
| 998         | 990         | Une nouvelle aventure pour les professeurs !      | ありがとうソルガレオ！俺たちのほしぐも！！          | 21 décembre 2017         | 11 juin 2018              |
| 999         | 991         | Ne réveillez pas le Pokémon qui dort !            | 寝る子は強い、ネッコアラの秘密！                    | 28 décembre 2017         | 11 juin 2018              |
| 1000        | 992         | Motisma fait de son mieux !                       | ロトム、フォルムチェンジが止まらない！              | 11 janvier 2018          | 12 juin 2018              |
| 1001        | 993         | Un amour de Vorastérie !                          | 泣かないでヒドイデ！                                | 18 janvier 2018          | 12 juin 2018              |
| 1002        | 994         | La saveur perdue des baies douces-amères !        | マオとスイレン、にがあまメモリーズ！                | 25 janvier 2018          | 13 juin 2018              |
| 1003        | 995         | Un saut mémorable !                               | リーリエ飛びます！ポケゾリジャンプ大会！！          | 1er février 2018         | 5 septembre 2018          |
| 1004        | 996         | Une mission ultra-urgente !                       | 出動！僕らのウルトラガーディアンズ！！              | 8 février 2018           | 6 septembre 2018          |
| 1005        | 997         | Une autre forme de Miaouss !                      | 悪のニャースはアローラニャース！？                  | 15 février 2018          | 6 septembre 2018          |
| 1006        | 998         | Un rival flamboyant !                             | 燃え上がれニャビー！打倒ガオガエン！！              | 22 février 2018          | 7 septembre 2018          |
| 1007        | -           | Sacha et Quartermac ! Marques d’amitié !!         | サトシとナゲツケサル！友情のタッチダウン！！        | 1er mars 2018            | Supprimé                  |
| 1008        | 999         | Un Dresseur fait tourner les têtes !              | イリマとイーブイまイリマす！！                      | 8 mars 2018              | 7 septembre 2018          |
| 1009        | 1000        | Un smash en finesse !                             | スケッチでスマッシュ！激闘ポケピンポン！            | 15 mars 2018             | 10 septembre 2018         |
| 1010        | 1001        | Une amitié tourbillonnante !                      | ピカピカだいすき！くるくるベベノム！！              | 22 mars 2018             | 10 septembre 2018         |
| 1011        | 1002        | Une passionnante expérience sur le terrain !      | お仕事体験！ポケモンセンター24時！！                | 5 avril 2018             | 11 septembre 2018         |
| 1012        | 1003        | Prends ton envol, vaisseau spatial !              | 輝け星舟テッカグヤ！                                | 12 avril 2018            | 11 septembre 2018         |
| 1013        | 1004        | Ossatueur riposte !                               | 牧場を守れ！逆襲の蒼き炎！！                        | 19 avril 2018            | 12 septembre 2018         |
| 1014        | 1005        | La capture de Néphie !                            | シズクモ、スイレンゲットだぜ！                      | 26 avril 2018            | 12 septembre 2018         |
| 1015        | 1006        | Amère ou douce, telle est la question !           | パンパカパーン！燃えよマオファミリー！！            | 26 avril 2018            | 13 septembre 2018         |
| 1016        | 1007        | S'il vous plaît, juste un tout petit Bracelet Z ! | ロケット団の島めぐり！？Zリングをゲットせよ！！     | 3 mai 2018               | 4 octobre 2018            |
| 1017        | 1008        | Une épreuve avant l'épreuve !                     | ちょーワルおやじはしまキング！？                    | 10 mai 2018              | 4 octobre 2018            |
| 1018        | 1009        | Une certaine forme de paresse !                   | カプ・ブルル！ぐーたらモー特訓！！                  | 17 mai 2018              | 4 octobre 2018            |
| 1019        | 1010        | Une revanche éblouissante !                       | スーパー決戦！ピカチュウVSミミッキュ！！            | 24 mai 2018              | 5 octobre 2018            |
| 1020        | 1011        | Les vertus de la colère !                         | クチナシの大試練！ルガルガン覚醒！！                | 31 mai 2018              | 1er décembre 2018         |
| 1021        | 1012        | Un spectacle sans précédent !                     | 激突ウルトラビースト！ドンドンバチバチ大作戦！！    | 7 juin 2018              | 1er décembre 2018         |
| 1022        | 1013        | Une pluie de Météno et d'amitié                   | メテノとベベノム、星空に消えた約束！                | 14 juin 2018             | 2 décembre 2018           |
| 1023        | 1014        | Un défi en sous-sol !                             | サンドの嵐！氷穴のダブルバトル！！                  | 28 juin 2018             | 2 décembre 2018           |
| 1024        | 1015        | La naissance d'une Flamme Royal !                 | アローラの若き炎！ロイヤルサトシ誕生！！            | 5 juillet 2018           | 8 janvier 2019            |
| 1025        | 1016        | Une évolution dansante !                          | ダンスダンスで進化せんか？                          | 19 juillet 2018          | 8 janvier 2019            |
| 1026        | 1017        | Professeur, vous avez rétréci les Dresseurs !     | サトシ、ちいさくなる                                | 26 juillet 2018          | 9 janvier 2019            |
| 1027        | 1018        | Un petit dessin et beaucoup d'amour !             | 家族のカタチ、ベベノムのキモチ！                    | 2 août 2018              | 9 janvier 2019            |
| 1028        | 1019        | Un tremplin inattendu !                           | トンデノボッテ、ツンデツンデ！                      | 9 août 2018              | 5 février 2019            |
| 1029        | 1020        | Bienvenue au paradis !                            | ココにきめた！ポケモン湯けむりパラダイス！          | 16 août 2018             | 5 février 2019            |
| 1030        | 1021        | Quand les ténèbres envahissent la lumière !       | アローラの危機！かがやきを喰らう闇！                | 23 août 2018             | 6 février 2019            |
| 1031        | 1022        | Tous unis sous la pleine lune !                   | ルナアーラ対UB:BLACK！満月の戦い！！                | 30 août 2018             | 6 février 2019            |
| 1032        | 1023        | Le prisme entre la lumière et les ténèbres !      | 光と闇のプリズム、その名はネクロズマ！！            | 6 septembre 2018         | 6 février 2019            |
| 1033        | 1024        | Pour protéger l'avenir !                          | 未来へつなげ！かがやきさまの伝説！！                | 13 septembre 2018        | 6 février 2019            |
| 1034        | 1025        | Des Pikachu partout !                             | 大量発生チュウ！ピカチュウのたに！！                | 7 octobre 2018           | 7 février 2019            |
| 1035        | 1026        | Derrière le masque !                              | ククイ絶体絶命！もう一人のロイヤルマスク！！        | 14 octobre 2018          | 7 février 2019            |
| 21e film    | 21e film    | Pokémon, le film : Le pouvoir est en nous         | みんなの物語                                        | 13 juillet 2018 (cinéma) | 24 novembre 2018 (cinéma) |
| 21e film    | 21e film    | Le film est associé aux épisodes.                 |                                                     |                          |                           |

### Saison 22: Soleil et Lune: Ultra-Légendes
| No épisodes | No épisodes | Titre français                                          | Titre japonais                                   | Diffusion japonaise | Diffusion française |
| Japon       | France      | Titre français                                          | Titre japonais                                   | Diffusion japonaise | Diffusion française |
| ----------- | ----------- | ------------------------------------------------------- | ------------------------------------------------ | ------------------- | ------------------- |
| 1036        | 1027        | Le sceptre de Lilila !                                  | 勇者リリエルとアローラの杖！                     | 21 octobre 2018     | 3 juin 2019         |
| 1037        | 1028        | Bienvenue dans la maison hantée !                       | ゴーストポケモン大集合！みんなのお化け屋敷！！   | 28 octobre 2018     | 3 juin 2019         |
| 1038        | 1029        | Une confusion étincelante !                             | ヴェラ火山、ゴローンゴローニャやまおとこ！       | 4 novembre 2018     | 4 juin 2019         |
| 1039        | 1030        | Le Nounourson des légendes !                            | ロケット団とヌイコグマ                           | 11 novembre 2018    | 4 juin 2019         |
| 1040        | 1031        | On retourne chaque pierre !                             | 匠のフクスロー！！！眠りのモクローzzz            | 18 novembre 2018    | 5 juin 2019         |
| 1041        | 1032        | Motisma devant les caméras !                            | コンビ解散！？サトシとロトム                     | 25 novembre 2018    | 5 juin 2019         |
| 1042        | 1033        | Nous savons où tu vas, Évoli !                          | イーブイどこいくの？あのコに会いにどこまでも！   | 2 décembre 2018     | 6 juin 2019         |
| 1043        | 1034        | Combattre l'ennemi intérieur !                          | 風を断つ稲妻！その名はゼラオラ！！               | 9 décembre 2018     | 6 juin 2019         |
| 1044        | 1035        | Des amitiés parallèles !                                | 放て！友情のツインスパーキングギガボルト！！     | 16 décembre 2018    | 7 juin 2019         |
| 1045        | 1036        | Alola, Alola !                                          | アローラでアローラ！タケシとカスミ！             | 23 décembre 2018    | 7 juin 2019         |
| 1046        | 1037        | Cœur de feu, cœur de pierre !                           | 岩をも砕く熱きハート！ライチとタケシ！！         | 6 janvier 2019      | 8 septembre 2019    |
| 1047        | 1038        | Une découverte potagère qui ne manque pas de piquant !  | ポニ島の自由研究！しまキングをさがせ！！         | 13 janvier 2019     | 8 septembre 2019    |
| 1048        | 1039        | L'affrontement des Lougaroc !                           | ルガルガン決戦！サトシVSグラジオ！！             | 20 janvier 2019     | 11 septembre 2019   |
| 1049        | 1040        | Le canyon de l'Évolution !                              | 海あり谷あり！ポケモン進化大特訓！！             | 27 janvier 2019     | 11 septembre 2019   |
| 1050        | 1041        | Une épreuve inattendue !                                | 走れカキ！己を超えて！！                         | 3 février 2019      | 14 septembre 2019   |
| 1051        | 1042        | Un brouillard de souvenirs !                            | カプ・レヒレの霧の中で                           | 10 février 2019     | 14 septembre 2019   |
| 1052        | 1043        | Un beau début !                                         | しまクイーン誕生！サトシの大試練！！             | 17 février 2019     | 15 septembre 2019   |
| 1053        | 1044        | Une petite balle capricieuse !                          | ポケゴルフでホールインワン！                     | 24 février 2019     | 15 septembre 2019   |
| 1054        | 1045        | Les mangeurs de métal !                                 | アローラ上陸！タルタルメタルパニック！！         | 3 mars 2019         | 19 septembre 2019   |
| 1055        | 1046        | Qui a vu Meltan ?                                       | 新種発見！メルタン、ゲットだぜ！！               | 10 mars 2019        | 20 septembre 2019   |
| 1056        | 1047        | Un moment magi...carpe !                                | 新番組！？小さなコイキングのメロディ             | 17 mars 2019        | 22 septembre 2019   |
| 1057        | 1048        | La beauté du cristal !                                  | ビューティー・アンド・ニャース！                 | 24 mars 2019        | 22 septembre 2019   |
| 1058        | 1049        | Créateurs et destructeurs !                             | 破壊の帝王グズマ！                               | 31 mars 2019        | 25 septembre 2019   |
| 1059        | 1050        | La princesse mystérieuse !                              | リーリエと秘密の機巧姫！                         | 7 avril 2019        | 26 septembre 2019   |
| 1060        | 1051        | Les Pokémon que le vent emporte...                      | シェイミ、メルタン、ナギサ！迷子の探検隊！！     | 14 avril 2019       | 27 septembre 2019   |
| 1061        | 1052        | Le rock du dernier étage !                              | 最上階を目指せ！爆音のドラゴンジム！！           | 21 avril 2019       | 30 septembre 2019   |
| 1062        | 1053        | Une course mémorable !                                  | 超速のクワガノン！マーマネ覚醒！！               | 28 avril 2019       | 1er octobre 2019    |
| 1063        | 1054        | Un visiteur de l'océan !                                | スイレン,カイオーガを釣る！？                    | 5 mai 2019          | 2 octobre 2019      |
| 1064        | 1055        | La recette du succès !                                  | マオ奮闘！森のポケモンカフェ！！                 | 12 mai 2019         | 3 octobre 2019      |
| 1065        | 1056        | Un Pokémon très convoité...                             | 監視します！ロケット団アローラのすがた！！       | 19 mai 2019         | 4 octobre 2019      |
| 1066        | 1057        | Les défis du camp d'entraînement Z                      | Zワザを極めろ！灼熱のカキ合宿！！                | 26 mai 2019         | 27 novembre 2019    |
| 1067        | 1058        | Une vie sur un fil tranchant                            | 切れ味バツグン！カミツルギ見参！！               | 2 juin 2019         | 28 novembre 2019    |
| 1068        | 1059        | Une rencontre intemporelle                              | サトシ、時を超えた出会い！                       | 9 juin 2019         | 29 novembre 2019    |
| 1069        | 1060        | La super aventure de Pikachu                            | ピカチュウのドキドキ探検隊！                     | 16 juin 2019        | 2 décembre 2019     |
| 1070        | 1061        | De vieux souvenirs et de nouveaux rêves                 | グラジオとリーリエ！父の幻影を追って！！         | 23 juin 2019        | 3 décembre 2019     |
| 1071        | 1062        | La ligue attaquée et défendue !                         | 開幕！アローラポケモンリーグ！！                 | 30 juin 2019        | 30 décembre 2019    |
| 1072        | 1063        | Une bataille royale à 151 !                             | 大乱闘！バトルロイヤル151！！                    | 7 juillet 2019      | 30 décembre 2019    |
| 1073        | 1064        | Combats entre amis !                                    | マオとスイレン！                                 | 14 juillet 2019     | 31 décembre 2019    |
| 1074        | 1065        | Amour et vérité dans la zone de combat !                | ムサシVSコジロウ！愛と真実のバトルフィールド！！ | 21 juillet 2019     | 31 décembre 2019    |
| 1075        | 1066        | L'imitation est la forme la plus sincère de stratégie ! | ジュナイパーを攻略せよ！                         | 28 juillet 2019     | 1er janvier 2020    |
| 1076        | 1067        | Un combat à coups d'ailes!                              | 鳥上決戦！ブレイブバードVSゴッドバード！！       | 4 août 2019         | 21 janvier 2020     |
| 1077        | 1068        | En route pour les demi-finales!                         | みんなゼンリョク！準決勝への道！！               | 11 août 2019        | 22 janvier 2020     |
| 1078        | 1069        | Un étonnant quatuor!                                    | 準決勝！カキVSグラジオ！！                       | 18 août 2019        | 22 janvier 2020     |
| 1079        | 1070        | Jusqu'au bout de la colère...                           | 燃え上がる炎！ライバルはひとりじゃない！！       | 25 août 2019        | 22 janvier 2020     |
| 1080        | 1071        | La sagesse d'éviter la fuite...                         | 無敗の帝王グズマ！                               | 1er septembre 2019  | 23 janvier 2020     |
| 1081        | 1072        | Les rivaux de la grande finale!                         | 決勝戦！最強ライバル対決！！                     | 8 septembre 2019    | 29 janvier 2020     |
| 1082        | 1073        | Place au maître!                                        | 誕生！アローラの覇者！！                         | 15 septembre 2019   | 1er mars 2020       |
| 1083        | 1074        | Un festival de capacités Z !                            | アクジキング襲来！Zワザ大決戦！！                | 22 septembre 2019   | 1er mars 2020       |
| 1084        | 1075        | Bas les masques !                                       | ファイナルバトル！サトシ対ククイ！！             | 29 septembre 2019   | 1er mars 2020       |
| 1085        | 1076        | Un combat à nul autre pareil !                          | 燃える！みなぎる！！フルバトル！！！             | 6 octobre 2019      | 1er mars 2020       |
| 1086        | 1077        | Des surprises flamboyantes !                            | 決着！ガオガエンVSニャヒート！！                 | 13 octobre 2019     | 23 avril 2020       |
| 1087        | 1078        | Une capacité légendaire !                               | アローラ最強のZ！カプ・コケコVSピカチュウ！！    | 20 octobre 2019     | 24 avril 2020       |
| 1088        | 1079        | Les rêves du soleil et de la lune !                     | 太陽と月と、みんなの夢！                         | 27 octobre 2019     | 24 avril 2020       |
| 1089        | 1080        | Merci, Alola ! Et le voyage continue !                  | ありがとうアローラ！それぞれの旅立ち！！         | 3 novembre 2019     | 24 avril 2020       |

## Cycle 7: Les voyages
Au Japon, le septième cycle est composé de trois saisons pour un total de 147 épisodes :
- 48 épisodes pour Les voyages (2019 - 2020)
- 42 épisodes pour Les voyages d'un Maître (2020 - 2021)
- 57 épisodes pour Les voyages ultimes (2021 - 2023)

En France, le septième cycle est composé de trois saisons pour un total de 143 épisodes :
- 48 épisodes pour Les voyages (2020 - 2021)
- 42 épisodes pour Les voyages d'un Maître (2021 - 2022)
- 53 épisodes pour Les voyages ultimes (2022 - 2023)

### Saison 23: Les voyages
| No épisodes | No épisodes | Titre français                                   | Titre japonais                                      | Diffusion japonaise | Diffusion française |
| Japon       | France      | Titre français                                   | Titre japonais                                      | Diffusion japonaise | Diffusion française |
| ----------- | ----------- | ------------------------------------------------ | --------------------------------------------------- | ------------------- | ------------------- |
| 1090        | 1081        | Un Pichu solitaire !                             | ピカチュウ誕生！                                    | 17 novembre 2019    | 18 juillet 2020     |
| 1091        | 1082        | Une légende et des amis !                        | サトシとゴウ、ルギアでゴー！                        | 24 novembre 2019    | 18 juillet 2020     |
| 1092        | 1083        | La mystérieuse tour des Herbizarre !             | フシギソウってフシギだね？                          | 1er décembre 2019   | 18 juillet 2020     |
| 1093        | 1084        | Flambino, un Pokémon rusé !                      | 行くぜガラル地方！ヒバニーとの出会い！！            | 8 décembre 2019     | 18 juillet 2020     |
| 1094        | 1085        | L'effet Dynamax !                                | カビゴン巨大化ダイマックスの謎!!!                   | 15 décembre 2019    | 27 août 2020        |
| 1095        | 1086        | Tous les Pokémon... sauf Mew !                   | !ポケモン大量ゲットだぜミュウへの道!                | 22 décembre 2019    | 28 août 2020        |
| 1096        | 1087        | Pour conquérir la Coupe Flûte !                  | 激闘のホウエン地方!挑戦バトルフロンティア!!         | 29 décembre 2019    | 30 août 2020        |
| 1097        | 1088        | La Course de l'Iceberg de Sinnoh !               | 負けるなポッチャマ！シンオウ地方の流氷レース！！    | 12 janvier 2020     | 30 août 2020        |
| 1098        | 1089        | Rencontre avec une légende !                     | あの日の誓い！ジョウト地方のホウオウ伝説！！        | 19 janvier 2020     | 31 août 2020        |
| 1099        | 1090        | L'Île des Dracolosse !                           | カイリューの楽園、ハクリューの試練！                | 26 janvier 2020     | 31 août 2020        |
| 1100        | 1091        | Mon meilleur ami... et mon pire cauchemar !      | コハルとワンパチと、時々、ゲンガー                  | 2 février 2020      | 31 août 2020        |
| 1101        | 1092        | Le combat des titans !                           | ダイマックスバトル！最強王者ダンデ！！              | 9 février 2020      | 31 août 2020        |
| 1102        | 1093        | Une grande ascension vers le sommet !            | サトシ対ダンデ！最強への道！！                      | 16 février 2020     | 8 septembre 2020    |
| 1103        | 1094        | Un Combat de Raid au milieu des ruines !         | 初イッシュ地方！遺跡でレイドバトル！！              | 23 février 2020     | 9 septembre 2020    |
| 1104        | 1095        | Un jour de neige... et de recherches !           | 雪の日、カラカラのホネはどこ？                      | 1er mars 2020       | 10 septembre 2020   |
| 1105        | 1096        | Un mauvais sort à faire froid dans le dos !      | 呪われたサトシ…！                                   | 8 mars 2020         | 11 septembre 2020   |
| 1106        | 1097        | Une évolution tout feu tout flamme !             | ヒバニー、炎のキック！明日に向かって！！            | 15 mars 2020        | 25 septembre 2020   |
| 1107        | 1098        | Destination : le couronnement !                  | サトシ夢戦!ポケモンワールドチャンピオンシップス！！ | 22 mars 2020        | 27 septembre 2020   |
| 1108        | 1099        | Un grand talent d'imitateur !                    | ワタシはメタモン！！                                | 29 mars 2020        | 27 septembre 2020   |
| 1109        | 1100        | La naissance d'un rêve !                         | 夢へ向かってゴー！サトシとゴウ！！                  | 5 avril 2020        | 27 septembre 2020   |
| 1110        | 1101        | Le mystère des Œufs de Pokémon !                 | とどけ波導！サトシと不思議なタマゴ！！              | 12 avril 2020       | 14 octobre 2020     |
| 1111        | 1102        | Au revoir, mon ami !                             | さよなら、ラビフット！                              | 19 avril 2020       | 14 octobre 2020     |
| 1112        | 1103        | Panique au parc !                                | 大パニック！サクラギパーク！！                      | 7 juin 2020         | 14 octobre 2020     |
| 1113        | 1104        | Des vacances pour la Team Rocket !               | 休め！ロケット団！！                                | 14 juin 2020        | 18 octobre 2020     |
| 1114        | 1105        | Rencontres au festival !                         | 命爆発バトルフェス！VSメガルカリオ！！              | 21 juin 2020        | 15 décembre 2020    |
| 1115        | 1106        | Le Magicarpe qui monte, qui monte...             | はねろ！コイキング・かぶれ！ヤドキング              | 28 juin 2020        | 15 décembre 2020    |
| 1116        | 1107        | Objectif : toujours plus fort !                  | 英雄伝説！ダンデ最強バトル！！                      | 5 juillet 2020      | 16 décembre 2020    |
| 1117        | 1108        | Les sanglots longs de Larméléon !                | めそめそメッソン                                    | 12 juillet 2020     | 16 décembre 2020    |
| 1118        | 1109        | Un nouvel enfant dans la famille !               | パチパチやきもち！ワンパチのきもち                  | 19 juillet 2020     | 17 décembre 2020    |
| 1119        | 1110        | L'escapade d'un Pikachu... Un peu jaloux !       | いやいやピカチュウ                                  | 26 juillet 2020     | 17 décembre 2020    |
| 1120        | 1111        | Bizarre ou mignon? Telle est la question !       | ヒンバスのきれいなウロコ                            | 2 août 2020         | 18 décembre 2020    |
| 1121        | 1112        | L'étrange rendez-vous !                          | セレビィ 時を超えた約束                             | 9 août 2020         | 18 décembre 2020    |
| 1122        | 1113        | Échanger, emprunter... et voler !                | ポケモン交換？                                      | 16 août 2020        | 30 janvier 2021     |
| 1123        | 1114        | Solitaire et menaçant !                          | 孤高の闘士サイトウ！                                | 23 août 2020        | 30 janvier 2021     |
| 1124        | 1115        | Tu veux attraper quoi ?!                         | ピカチュウゲットだぜ                                | 30 août 2020        | 31 janvier 2021     |
| 1125        | 1116        | Un combat dans une tempête de sable !            | サトシとゴウ、砂地獄から這い上がれ！                | 6 septembre 2020    | 31 janvier 2021     |
| 1126        | 1117        | Joyeuses retrouvailles sous le soleil d'Alola !  | ただいま、アローラ！                                | 13 septembre 2020   | 13 février 2021     |
| 1127        | 1118        | Restaurer et ranimer !                           | 化石のポケモン!                                     | 20 septembre 2020   | 13 février 2021     |
| 1128        | 1119        | Octo-emprise dans l'Arène !                      | サトシ対サイトウ！                                  | 27 septembre 2020   | 14 février 2021     |
| 1129        | 1120        | Un Combat de Raid électrisant !                  | VSサンダー！伝説レイドバトル！！                    | 9 octobre 2020      | 14 février 2021     |
| 1130        | 1121        | Les interprètes de Pikachu.../ Jusqu'au cou !    | ピカチュウアテレコ大作戦だいさくせん                | 16 octobre 2020     | 20 mars 2021        |
| 1131        | 1122        | Épée et Bouclier : la forêt de Sleepwood !       | ソード＆シールドⅠまどろみの森もり                   | 23 octobre 2020     | 21 mars 2021        |
| 1132        | 1123        | Épée et Bouclier : la Nuit Noire !               | ソード＆シールドⅡブラックナイト                     | 30 octobre 2020     | 21 mars 2021        |
| 1133        | 1124        | Épée et Bouclier : vers Éthernathos et au-delà ! | ソード＆アンドシールドⅢムゲンダイナ                 | 6 novembre 2020     | 21 mars 2021        |
| 1134        | 1125        | Épée et Bouclier : Le réveil d'une légende !     | ソード＆アンドシールドⅣ最強の剣と盾                 | 13 novembre 2020    | 25 avril 2021       |
| 1135        | 1126        | Un combat largement récompensé !                 | バトル＆ゲット！ミュウツーの復活                    | 20 novembre 2020    | 25 avril 2021       |
| 1136        | 1127        | La victoire vient en mangeant !                  | ポケモンチャンピオン！大食い王決定戦!!              | 27 novembre 2020    | 25 avril 2021       |
| 1137        | 1128        | Une imitation parfaite... ou presque !           | ほぼほぼピカチュウ危機一髪!                         | 4 décembre 2020     | 25 avril 2021       |

### Saison 24: Les voyages d'un Maître
| No épisodes | No épisodes | Titre français                                                  | Titre japonais                                       | Diffusion japonaise | Diffusion française |
| Japon       | France      | Titre français                                                  | Titre japonais                                       | Diffusion japonaise | Diffusion française |
| ----------- | ----------- | --------------------------------------------------------------- | ---------------------------------------------------- | ------------------- | ------------------- |
| 1138        | 1129        | Être Dresseuse ou ne pas l'être... telle est la question !      | コハルと不思議な不思議なイーブイ！                   | 11 décembre 2020    | 4 septembre 2021    |
| 1139        | 1130        | Une pincée de ceci, un soupçon de cela !                        | ガラルの化石！がっちゃんこ！！                       | 8 janvier 2021      | 4 septembre 2021    |
| 1140        | 1131        | Les défis du Maître en herbe                                    | カモネギ大いなる試練！                               | 15 janvier 2021     | 4 septembre 2021    |
| 1141        | 1132        | Comment faire pour les éloigner de la ferme ?                   | 農業体験！ディグダはどこだ！？                       | 22 janvier 2021     | 5 septembre 2021    |
| 1142        | 1133        | Il faut guérir le guérisseur !                                  | 伝説ゲット！？水の守護神スイクンを探せ！！           | 29 janvier 2021     | 11 septembre 2021   |
| 1143        | 1134        | La stratégie furtive de Larméléon !                             | メッソン・イン・ポッシブル！                         | 5 février 2021      | 12 septembre 2021   |
| 1144        | 1135        | Les contes merveilleux de la forêt de Lumirinth !               | 君とルミナスメイズの森の物語！？                     | 12 février 2021     | 18 septembre 2021   |
| 1145        | 1136        | Une leçon de chevalerie !                                       | 四天王ガンピ！騎士道の館！！                         | 19 février 2021     | 19 septembre 2021   |
| 1146        | 1137        | Souvenirs d'une gentillesse chaleureuse !                       | 恋はコダック                                         | 26 février 2021     | 25 septembre 2021   |
| 1147        | 1138        | Pokémon qui roule n'amasse pas mousse !                         | パニック！ゴクリン球！！・カモンカムカメカメレース！ | 5 mars 2021         | 26 septembre 2021   |
| 1148        | 1139        | Quand une maison n'est plus un foyer !                          | 迷子のサルノリ！トレーナーは誰だ！？                 | 12 mars 2021        | 2 octobre 2021      |
| 1149        | 1140        | Au-delà de la chevalerie... comment devenir un Maître Poireau ! | めざせネギマスター！つらぬけ騎士道！！               | 19 mars 2021        | 3 octobre 2021      |
| 1150        | 1141        | À votre service, avec le sourire !                              | おまかせ！プラスルマイナン便利屋さん！！             | 9 avril 2021        | 9 octobre 2021      |
| 1151        | 1142        | Besoin d'espace !                                               | じめじめジメレオン                                   | 16 avril 2021       | 10 octobre 2021     |
| 1152        | 1143        | Sur terre, en mer et vers l'avenir !                            | 挑戦！ポケモンマリンアスレチック！！                 | 23 avril 2021       | 16 octobre 2021     |
| 1153        | 1144        | Absol innocenté !                                               | 過去・現在・未来の再会！？VSカイリュー！！           | 30 avril 2021       | 17 octobre 2021     |
| 1154        | 1145        | Le choc des titans !                                            | ドラゴンバトル！ サトシVSアイリス！！                | 7 mai 2021          | 11 décembre 2021    |
| 1155        | 1146        | La couleur de la nuit !                                         | フラベベの白い花                                     | 14 mai 2021         | 12 décembre 2021    |
| 1156        | 1147        | En quête de la vérité !                                         | 容疑者ピカチュウ！？                                 | 21 mai 2021         | 18 décembre 2021    |
| 1157        | 1148        | Un conseil pour Goh !                                           | ゴウにライバル！？ミュウへの道！！                   | 28 mai 2021         | 19 décembre 2021    |
| 1158        | 1149        | Une course d'endurance !                                        | はじめてのおつかい見守りたいっ！                     | 4 juin 2021         | 26 décembre 2021    |
| 1159        | 1150        | Je vous en prie, prenez ce voleur !                             | おねがい！モルペコゲットして！！                     | 11 juin 2021        | 2 janvier 2022      |
| 1160        | 1151        | Première mission !                                              | レッツゴー！プロジェクト・ミュウ！！                 | 18 juin 2021        | 9 janvier 2022      |
| 1161        | 1152        | De grandes aventures dans de petits tunnels !                   | 地下迷宮シャッフルパニック！？                       | 25 juin 2021        | 16 janvier 2022     |
| 1162        | 1153        | Comment devenir un bon chef ?                                   | ピカチュウ隊長！進めタイレーツ！！                   | 16 juillet 2021     | 23 janvier 2022     |
| 1163        | 1154        | Cauchemars au crépuscule !                                      | ダークライ真夏の夜の夢                               | 23 juillet 2021     | 30 janvier 2022     |
| 1164        | 1155        | Une lumière dans une nuit d'été !                               | クレセリア 真夏の夜の光                              | 30 juillet 2021     | 6 février 2022      |
| 1165        | 1156        | On donne tout jusqu'à la ligne d'arrivée !                      | ゼンリョク！アローラ無人島レース！！                 | 13 août 2021        | 10 février 2022     |
| 1166        | 1157        | Un combat Électrik et ultra-passionnant !                       | 超電磁ハイパークラスバトル！                         | 20 août 2021        | 20 février 2022     |
| 1167        | 1158        | Détective Arrozard !                                            | 狙われたサクラギ研究所！                             | 27 août 2021        | 23 février 2022     |
| 1168        | 1159        | Quand le Soleil a rendez-vous avec la Lune !                    | 月と太陽、コハルとハルヒ                             | 3 septembre 2021    | 25 février 2022     |
| 1169        | 1160        | La quête des écailles d'or !                                    | トライアルミッション！ウルガモス黄金の鱗粉！！       | 10 septembre 2021   | 25 février 2022     |
| 1170        | 1161        | La folie du bleu !                                              | 激突！？青ポケマニア！                               | 17 septembre 2021   | 27 mars 2022        |
| 1171        | 1162        | Le goût savoureux des combats !                                 | マホイップの甘〜いバトル！？                         | 1er octobre 2021    | 3 avril 2022        |
| 1172        | 1163        | Un ami dans les étoiles !                                       | お星さまになったピィ                                 | 8 octobre 2021      | 10 avril 2022       |
| 1173        | 1164        | Une aventure de méga-proportions !                              | ルカリオナイト！メガ島大冒険！！                     | 22 octobre 2021     | 17 avril 2022       |
| 1174        | 1165        | Le troisième combat contre Faïza !                              | ライバル対決！サトシVSサイトウ！！                   | 29 octobre 2021     | 24 avril 2022       |
| 1175        | 1166        | Un combat Méga contre Max !                                     | メガシンカ対キョダイマックス                         | 5 novembre 2021     | 1er mai 2022        |
| 1176        | 1167        | Rompre la glace !                                               | 氷の女王とグレイシア                                 | 12 novembre 2021    | 8 mai 2022          |
| 1177        | 1168        | À la recherche du numéro deux !                                 | トライアルミッション！深海潜水調査団！！             | 19 novembre 2021    | 15 mai 2022         |
| 1178        | 1169        | Le portail de l'échange !                                       | ディアルガ＆パルキア！時空大異変！！                 | 3 décembre 2021     | 22 mai 2022         |
| 1179        | 1170        | Affrontement au portail de l'échange !                          | ディアルガ＆パルキア！時空大決戦！！                 | 10 décembre 2021    | 29 mai 2022         |

### Saison 25: Les voyages ultimes
| No épisodes | No épisodes | Titre francais                                                       | Titre japonais                                            | Diffusion japonaise | Diffusion française                                         |
| Japon       | France      | Titre francais                                                       | Titre japonais                                            | Diffusion japonaise | Diffusion française                                         |
| ----------- | ----------- | -------------------------------------------------------------------- | --------------------------------------------------------- | ------------------- | ----------------------------------------------------------- |
| 1180        | 1171        | L'express fantôme !                                                  | ゴースト列車、出発だよ...                                 | 17 décembre 2021    | 9 juillet 2022 (en ligne) 3 septembre 2022 (télévision)     |
| 1181        | 1172        | Le chemin sinueux qui mène à la grandeur !                           | ゲンガー頑張る！キョダイマックスへの道！！                | 24 décembre 2021    | 16 juillet 2022 (en ligne) 3 septembre 2022 (télévision)    |
| 1182        | 1173        | Tout est une question de nom !                                       | 君の名はフランソワーズ                                    | 14 janvier 2022     | 23 juillet 2022 (en ligne) 3 septembre 2022 (télévision)    |
| 1183        | 1174        | Les fleurs délicates de l'amour !                                    | ヘラクロスロス、恋するカイロス                            | 21 janvier 2022     | 30 juillet 2022 (en ligne) 3 septembre 2022 (télévision)    |
| 1184        | 1175        | Le Bon, la Brute et le Veinard !                                     | サラバ！さすらいのロケット団！                            | 28 janvier 2022     | 6 août 2022 (en ligne) 4 septembre 2022 (télévision)        |
| 1185        | 1176        | Un chemin lumineux !                                                 | 宇宙にとどけ！デンリュウの光！！                          | 4 février 2022      | 13 août 2022 (en ligne) 4 septembre 2022 (télévision)       |
| 1186        | 1177        | Une évolution du goût !                                              | ヤドキング！ カレーなる遭遇！！                           | 11 février 2022     | 20 août 2022 (en ligne) 20 septembre 2022 (télévision)      |
| 1187        | 1178        | Hors de son élément !                                                | ポケモンサーカス！ ブースターとサンダース                 | 18 février 2022     | 27 août 2022 (en ligne) 17 septembre 2022 (télévision)      |
| 1188        | 1179        | Un grand saut dans le classement !                                   | スパイクタウンのマリィ！                                  | 25 février 2022     | 3 septembre 2022 (en ligne) 18 septembre 2022 (télévision)  |
| 1189        | 1180        | Une rencontre inattendue avec le Monarque !                          | 密着！ ダンデのスペシャルトレーニング！！                 | 4 mars 2022         | 10 septembre 2022 (en ligne) 24 septembre 2022 (télévision) |
| 1190        | 1181        | Deux bâtons valent mieux qu'un !                                     | スティック一本、バチンキー！                              | 11 mars 2022        | 17 septembre 2022 (en ligne) 25 septembre 2022 (télévision) |
| 1191        | 1182        | Un Combat de Raid glacial !                                          | トライアルミッション！氷結のレイドバトル！！              | 18 mars 2022        | 24 septembre 2022 (en ligne) 1er octobre 2022 (télévision)  |
| 1192        | 1183        | La science va ouvrir la voie... grâce à la stratégie !               | サトシとシトロン！友情大特訓                              | 1er avril 2022      | 1er octobre 2022 (en ligne) 2 octobre 2022 (télévision)     |
| 1193        | 1184        | Un duo électrisant !                                                 | ハイパークラス！VS四天王ドラセナ！！                      | 1er avril 2022      | 9 octobre 2022 (télévision)                                 |
| 1194        | 1185        | Réunis pour la première fois !                                       | イーブイとニンフィア! 出会いと再会！                      | 8 avril 2022        | 16 octobre 2022 (télévision)                                |
| 1195        | 1186        | La radio diabolique de la Team Rocket !                              | 新番組！ロケット団ないしょ王国ラジオ！！                  | 15 avril 2022       | 23 octobre 2022 (télévision)                                |
| 1196        | 1187        | Un grand frère à la rescousse !                                      | 助けて、ワンパチのアニキ！                                | 22 avril 2022       | 30 octobre 2022                                             |
| 1197        | 1188        | Pour capturer l'aura du destin !                                     | ルカリオとゲッコウガ！運命の波導！！                      | 29 avril 2022       | 5 novembre 2022 (en ligne) 6 novembre 2022 (télévision)     |
| 1198        | 1189        | Tout sur le huit !                                                   | VSキバナ！マスターズ エイトをかけた戦い！！               | 6 mai 2022          | 12 novembre 2022 (en ligne) 13 novembre 2022 (télévision)   |
| 1199        | 1190        | Mission de survie pour les Aspirants !                               | 裏切りのバトルロイヤル！                                  | 13 mai 2022         | 20 novembre 2022 (télévision)                               |
| 1200        | 1191        | Des retrouvailles à Couronneige !                                    | モーンとリーリエ、雪原の再会                              | 20 mai 2022         | 27 novembre 2022 (télévision)                               |
| 1201        | 1192        | À la rescousse du héros d'Alola !                                    | 凱旋！ アローラチャンピオン！！                           | 27 mai 2022         | 4 décembre 2022 (télévision)                                |
| 1202        | 1193        | Une poursuite endiablée !                                            | ラストミッション！ レジエレキ・レジドラゴをゲットせよ！！ | 3 juin 2022         | 10 décembre 2022 (en ligne) 11 décembre 2022 (télévision)   |
| 1203        | 1194        | Amis, rivaux, prêtez-moi votre esprit combatif !                     | 炎の特訓バトル！サトシ対シンジ！！                        | 10 juin 2022        | 15 décembre 2022                                            |
| 1204        | 1195        | Le rideau se lève sur les plus grands des combats !                  | 開幕！マスターズトーナメント！！                          | 17 juin 2022        | 3 janvier 2023 (en ligne) 5 mars 2023 (télévision)          |
| 1205        | 1196        | La fierté d'un maître !                                              | チャンピオンの誇り！ワタルVSカルネ！！                    | 8 juillet 2022      | 3 janvier 2023 (en ligne) 12 mars 2023 (télévision)         |
| 1206        | 1197        | Le flamboyant parcours d'un maître Pokémon !                         | VSシロナ！アイリス、ドラゴンマスターへの道！！            | 15 juillet 2022     | 7 janvier 2023 (en ligne) 19 mars 2023 (télévision)         |
| 1207        | 1198        | Un affrontement dur comme la pierre !                                | サトシ出陣！VSダイゴ！！                                  | 22 juillet 2022     | 14 janvier 2023 (en ligne) 26 mars 2023 (télévision)        |
| 1208        | -           | Chloé et Évoli, le Miracle de l'Évolution !                          | コハルとイーブイ、しんかのきせき！                        | 29 juillet 2022     | Supprimé                                                    |
| 1209        | 1199        | D'infinies possibilités !                                            | コハルとイーブイ、可能性は無限大！                        | 5 août 2022         | 25 février 2023 (en ligne) 2 avril 2023 (télévision)        |
| 1210        | -           | L'Onde de Choc Commence ! Le Tournoi des Maîtres de Sacha !!         | 最高潮始動！サトシのマスターズトーナメント！！            | 12 août 2022        | Supprimé                                                    |
| 1211        | 1200        | C'est l'heure du Maître !                                            | セミファイナルⅠ「圧勝」                                   | 26 août 2022        | 25 février 2023 (en ligne) 9 avril 2023 (télévision)        |
| 1212        | 1201        | Un combat magique... et ensorcelant !                                | セミファイナルⅡ「幻惑」                                   | 2 septembre 2022    | 25 février 2023 (en ligne) 16 avril 2023 (télévision)       |
| 1213        | 1202        | La bravoure : un aspect stratégique des combats !                    | セミファイナルⅢ「武勇」                                   | 9 septembre 2022    | 25 février 2023 (en ligne) 23 avril 2023 (télévision)       |
| 1214        | 1203        | Par tous nos liens d'amitié !                                        | セミファイナルIV「衝撃」                                  | 16 septembre 2022   | 30 avril 2023 (télévision)                                  |
| 1215        | -           | Aller au bout du rêve ! Le chemin de Goh vers ses rêves !            | ゴウの挑戦！ ミュウへの道！！（前編）                     | 23 septembre 2022   | Supprimé                                                    |
| 1216        | 1204        | Rencontres autour d'un scone !                                       | ゴウの挑戦！ ミュウへの道！！（後編）                     | 30 septembre 2022   | 7 mai 2023 (télévision)                                     |
| 1217        | -           | Le point culminant ! À la veille du combat décisif, Sacha VS Tarak ! | 最高潮！決戦前夜サトシVSダンデ！                          | 14 octobre 2022     | Supprimé                                                    |
| 1218        | 1205        | Un combat sans limites !                                             | ファイナルⅠ「激流」                                       | 21 octobre 2022     | 14 mai 2023 (télévision)                                    |
| 1219        | 1206        | De victoires en défaites !                                           | ファイナルⅠⅠ「翻弄」                                      | 28 octobre 2022     | 21 mai 2023 (télévision)                                    |
| 1220        | 1207        | Parer les Pokémon tambour battant !                                  | ファイナルⅠⅠⅠ「最強」                                     | 4 novembre 2022     | 28 mai 2023 (télévision)                                    |
| 1221        | 1208        | Partenaire pour la vie !                                             | ファイナルⅣ「相棒」                                       | 11 novembre 2022    | 4 juin 2023 (télévision)                                    |
| 1222        | 1209        | Le nouveau défi du Projet Mew !                                      | プロジェクト・ミュウ                                      | 25 novembre 2022    | 11 juin 2023 (télévision)                                   |
| 1223        | 1210        | Dans la paume de nos mains !                                         | つかみとる未来！                                          | 2 décembre 2022     | 18 juin 2023 (télévision)                                   |
| 1224        | 1211        | L'union des héros !                                                  | ポケモン！きみにあえてよかった！                          | 9 décembre 2022     | 25 juin 2023 (télévision)                                   |
| 1225        | 1212        | C'est peut-être le début de quelque chose d'immense !                | サトシとゴウ！あらたなる旅立ち！！                        | 16 décembre 2022    | 11 octobre 2023 (télévision)                                |
| 1226        | 1213        | Le chemin le plus fréquenté !                                        | はじまりのかぜ！むげんのみち！！                          | 13 janvier 2023     | 21 octobre 2023 (télévision)                                |
| 1227        | 1214        | Une rencontre décidée par le destin !                                | サトシVSカスミ！うみべのいっきうち！！                    | 20 janvier 2023     | 21 octobre 2023 (télévision)                                |
| 1228        | 1215        | Les héros et la sorcière !                                           | タケシとデントともりのまじょ！                            | 27 janvier 2023     | 22 octobre 2023 (télévision)                                |
| 1229        | 1216        | Un entraînement pour Polagriffe !                                    | ツンベアーのためいき！                                    | 3 février 2023      | 28 octobre 2023 (télévision)                                |
| 1230        | 1217        | Un gang plein de passion !                                           | もえよ！ゼニガメしょうぼうだん！！                        | 10 février 2023     | 29 octobre 2023 (télévision)                                |
| 1231        | 1218        | La même Lune, maintenant et à jamais !                               | そして、おなじ月をみている！                              | 17 février 2023     | 4 novembre 2023 (télévision)                                |
| 1232        | 1219        | Lokhlass fend les flots !                                            | ラプラスにのって♪                                         | 24 février 2023     | 5 novembre 2023 (télévision)                                |
| 1233        | 1220        | Au cœur du problème !                                                | ジュペッタのさがしもの！                                  | 3 mars 2023         | 12 novembre 2023 (télévision)                               |
| 1234        | 1221        | La revanche de la Team Rocket !                                      | 逆襲のロケット団！                                        | 10 mars 2023        | 18 novembre 2023 (télévision)                               |
| 1235        | 1222        | Sacha et Latios !                                                    | サトシとラティオス！                                      | 17 mars 2023        | 26 novembre 2023 (télévision)                               |
| 1236        | 1223        | L'arc-en-ciel et le maître Pokémon !                                 | 虹とポケモンマスター！                                    | 24 mars 2023        | 3 décembre 2023 (télévision)                                |

## Cycle 8: Les horizons
Au Japon, le huitième cycle est composé actuellement de cinq arcs narratifs pour un total de 106 épisodes :
- 25 épisodes pour Le départ de Liko et Rhod (2023)
- 20 épisodes pour L'éclat de Terapagos (2023 - 2024)
- 22 épisodes pour Début Téracristal (2024)
- 22 épisodes pour L'ascension de Rayquaza (2024 - 2025)
- 17 épisodes pour Méga voltage (2025 -?)

En France, le huitième cycle est composé actuellement de deux saisons pour un total de 77 épisodes :
- 45 épisodes pour Les horizons (2023 - 2024)
- 32 épisodes pour Les horizons, À la recherche de Laqua (2025 - ?)

### Saison 26: Les horizons
| No épisodes | No épisodes | Titre francais                                            | Titre japonais                     | Diffusion japonaise | Diffusion française                                    |
| Japon       | France      | Titre francais                                            | Titre japonais                     | Diffusion japonaise | Diffusion française                                    |
| ----------- | ----------- | --------------------------------------------------------- | ---------------------------------- | ------------------- | ------------------------------------------------------ |
| 1237        | 1224        | Le pendentif par lequel tout a commencé - Première partie | はじまりのペンダント 前編          | 14 avril 2023       | 9 décembre 2023 7 mars 2024 9 décembre 2023            |
| 1238        | 1225        | Le pendentif par lequel tout a commencé - Deuxième partie | はじまりのペンダント 後編          | 14 avril 2023       | 9 décembre 2023 7 mars 2024 9 décembre 2023            |
| 1239        | 1226        | Tout ira bien ! Poussacha est avec moi !                  | ニャオハとなら、きっと             | 21 avril 2023       | 10 décembre 2023 7 mars 2024 10 décembre 2023          |
| 1240        | 1227        | Le trésor après la tempête !                              | ながれついた宝もの                 | 28 avril 2023       | 16 décembre 2023 7 mars 2024 16 décembre 2023          |
| 1241        | 1228        | Je t'ai trouvé, chochodile !                              | みつけたよ、ホゲータ               | 5 mai 2023          | 17 décembre 2023 7 mars 2024 17 décembre 2023          |
| 1242        | 1229        | La Poké Ball ancienne !                                   | いにしえのモンスターボール         | 12 mai 2023         | 24 décembre 2023 7 mars 2024 24 décembre 2023          |
| 1243        | 1230        | L'entraînement spécial du Capitaine Pikachu !             | 特訓！キャプテンピカチュウです     | 19 mai 2023         | 31 décembre 2023 7 mars 2024 31 décembre 2023          |
| 1244        | 1231        | La porte qui ne s'ouvre jamais !                          | 扉が開かない謎の扉                 | 26 mai 2023         | 7 janvier 2024 7 mars 2024 7 janvier 2024              |
| 1245        | 1232        | Bienvenue à Paldea !                                      | パルデア地方に到着                 | 2 juin 2023         | 14 janvier 2024 7 mars 2024 14 janvier 2024            |
| 1246        | 1233        | Menzi, Colza et...                                        | ネモ、コルサそれから               | 9 juin 2023         | 21 janvier 2024 7 mars 2024 21 janvier 2024            |
| 1247        | 1234        | La forêt d'Arboliva !                                     | オリーヴァの森                     | 16 juin 2023        | 28 janvier 2024 7 mars 2024 28 janvier 2024            |
| 1248        | 1235        | Mon choix pour l'avenir                                   | 私が選ぶ未来                       | 23 juin 2023        | 4 février 2024 7 mars 2024 4 février 2024              |
| 1249        | 1236        | Un pique-nique inattendu !                                | ピクニックは突然に                 | 14 juillet 2023     | 11 février 2024 10 mai 2024 11 février 2024            |
| 1250        | 1237        | Vole, Zapétrel !                                          | とべ！カイデン！！                 | 21 juillet 2023     | 18 février 2024 10 mai 2024 18 février 2024            |
| 1251        | 1238        | Un ennemi invisible !                                     | みえないヤツだ！何者なんじゃ？     | 28 juillet 2023     | 25 février 2024 10 mai 2024 25 février 2024            |
| 1252        | 1239        | Allez, Coiffeton, on peut y arriver !                     | クワッスとなら、できるよ           | 4 août 2023         | 3 mars 2024 10 mai 2024 3 mars 2024                    |
| 1253        | 1240        | C'est l'heure de l'entraînement spécial !                 | カイデンとホゲータ 秘密の大特訓！  | 11 août 2023        | 7 avril 2024 10 mai 2024 7 avril 2024                  |
| 1254        | 1241        | Vole Pikachu... toujours plus haut !                      | そらとぶピカチュウ、どこまでも高く | 18 août 2023        | 14 avril 2024 10 mai 2024 14 avril 2024                |
| 1255        | 1242        | Une vérité douce-amère                                    | マホイップのホント                 | 25 août 2023        | 21 avril 2024 10 mai 2024 21 avril 2024                |
| 1256        | 1243        | L'entraînement au combat de Kabu !                        | カブさんのバトル修行               | 1er septembre 2023  | 28 avril 2024 10 mai 2024 28 avril 2024                |
| 1257        | 1244        | Une Bibichut solitaire                                    | ひとりぼっちのミブリム             | 8 septembre 2023    | 5 mai 2024 10 mai 2024 5 mai 2024                      |
| 1258        | 1245        | La mystérieuse mine de Galar !                            | 激突！ガラルこうざん               | 15 septembre 2023   | 12 mai 2024 10 mai 2024 12 mai 2024                    |
| 1259        | 1246        | Le redoutable Sulfura de Galar                            | 燃え上がるガラルファイヤー         | 22 septembre 2023   | 19 mai 2024 10 mai 2024 19 mai 2024                    |
| 1260        | 1247        | Retrouvailles au vieux château !                          | 古城での再会                       | 13 octobre 2023     | 26 mai 2024 9 août 2024 26 mai 2024                    |
| 1261        | 1248        | Rivaux dans l'obscurité de la nuit !                      | 闇夜の強敵                         | 20 octobre 2023     | 2 juin 2024 9 août 2024 2 juin 2024                    |
| 1262        | 1249        | L' aventure de Terapagos                                  | テラパゴスの冒険                   | 27 octobre 2023     | 9 juin 2024 9 août 2024 9 juin 2024                    |
| 1263        | 1250        | Tant que je suis avec mes amis...                         | 仲間といっしょなら                 | 3 novembre 2023     | 16 juin 2024 9 août 2024 16 juin 2024                  |
| 1264        | 1251        | Le trésor volé                                            | 盗まれた宝物                       | 10 novembre 2023    | 23 juin 2024 9 août 2024 23 juin 2024                  |
| 1265        | 1252        | Oria et la fabricante de Poké Balls                       | オリオとモンスターボール職人       | 17 novembre 2023    | 30 juin 2024 9 août 2024 30 juin 2024                  |
| 1266        | 1253        | Glissade et crash ! Un pokémon mystérieux !               | ズル～っとガチャンで謎ポケモン！？ | 24 novembre 2023    | 7 juillet 2024 9 août 2024 7 juillet 2024              |
| 1267        | 1254        | Une chanson dans la brume                                 | 白い霧の歌声                       | 1er décembre 2023   | 14 juillet 2024 9 août 2024 14 juillet 2024            |
| 1268        | 1255        | Lokhlass, le dévouement et l'amitié                       | ラプラスの想い、仲間を想い         | 8 décembre 2023     | 21 juillet 2024 9 août 2024 21 juillet 2024            |
| 1269        | 1256        | Le rugissement du Rayquaza noir                           | 咆吼の黒いレックウザ               | 15 décembre 2023    | 28 juillet 2024 9 août 2024 28 juillet 2024            |
| 1270        | 1257        | Départs respectifs                                        | それぞれの旅立ち                   | 22 décembre 2023    | 4 août 2024 9 août 2024 4 août 2024                    |
| 1271        | 1258        | Friede et Cap, les deux font la paire !                   | 荒野のふたり フリードとキャップ    | 12 janvier 2024     | 11 août 2024 22 novembre 2024 11 août 2024             |
| 1272        | 1259        | Mission: trouver le partenaire de Fragroin !              | パフュートン仲良し大作戦！         | 19 janvier 2024     | 18 août 2024 22 novembre 2024 18 août 2024             |
| 1273        | 1260        | Chochodile, groovy comme un Croco                         | ホゲータ、ワルになる！？           | 26 janvier 2024     | 25 août 2024 22 novembre 2024 25 août 2024             |
| 1274        | 1261        | Un SOS de Compagnol ?                                     | SOSはワッカネズミから？            | 2 février 2024      | 1er septembre 2024 22 novembre 2024 1er septembre 2024 |
| 1275        | 1262        | Le marteau idéal de Forgerette                            | カヌチャンとこだわりのハンマー     | 9 février 2024      | 8 septembre 2024 22 novembre 2024 8 septembre 2024     |
| 1276        | 1263        | Adieu, Poussacha ?                                        | さよなら、ニャオハ？               | 16 février 2024     | 15 septembre 2024 22 novembre 2024 15 septembre 2024   |
| 1277        | 1264        | Une maman pas comme les autres !                          | キョーレツカーちゃん現る！         | 1er mars 2024       | 22 septembre 2024 22 novembre 2024 22 septembre 2024   |
| 1278        | 1265        | Transformation ! Superdofin, le héros des mers !          | 変身！海のヒーローイルカマン       | 8 mars 2024         | 29 septembre 2024 22 novembre 2024 29 septembre 2024   |
| 1279        | 1266        | Le défi des explorateurs                                  | エクスプローラーズからの果たし状   | 15 mars 2024        | 5 octobre 2024 22 novembre 2024 5 octobre 2024         |
| 1280        | 1267        | Un plan pour capturer Rayquaza                            | レックウザ捕獲計画                 | 22 mars 2024        | 6 octobre 2024 22 novembre 2024 6 octobre 2024         |
| 1281        | 1268        | De si loin...                                             | はるか、遠くまで                   | 29 mars 2024        | 13 octobre 2024 22 novembre 2024 13 octobre 2024       |

### Saison 27: Les horizons, À la recherche de Laqua
| No épisodes | No épisodes                | Titre francais                                         | Titre japonais                                 | Diffusion japonaise | Diffusion française                            |
| Japon       | France                     | Titre francais                                         | Titre japonais                                 | Diffusion japonaise | Diffusion française                            |
| ----------- | -------------------------- | ------------------------------------------------------ | ---------------------------------------------- | ------------------- | ---------------------------------------------- |
| 1282        | 1269                       | Bienvenue à l'Académie Orange !                        | "ドキドキ! オレンジアカデミー                  | 12 avril 2024       | 12 janvier 2025 7 février 2025 12 janvier 2025 |
| 1283        | 1270                       | Avec de la volonté et du coeur !                       | リコとニャローテ、心をこめて                   | 19 avril 2024       | 12 janvier 2025 7 février 2025 12 janvier 2025 |
| 1284        | 1271                       | Étincelle ! La lueur des flammes et de l'art !         | 輝け! 炎とアートのきらめき                     | 3 mai 2024          | 19 janvier 2025 7 février 2025 19 janvier 2025 |
| 1285        | 1272                       | Dot et Nidotruc                                        | ドットとぐるみん                               | 10 mai 2024         | 26 janvier 2025 7 février 2025 26 janvier 2025 |
| 1286        | 1273                       | Le style unique de Coiffeton !                         | 映えろテラスタル！ダンスダンスクワッス！！     | 17 mai 2024         | 2 février 2025 7 février 2025 2 février 2025   |
| 1287        | 1274                       | La tour de fleurs                                      | トゲトゲニャローテ！？不思議な花ばしら         | 24 mai 2024         | 9 février 2025 7 février 2025 9 février 2025   |
| 1288        | 1275                       | L'avis de tempête de Zapétrel                          | カイデン、強風注意報！                         | 31 mai 2024         | 16 février 2025 7 février 2025 16 février 2025 |
| 1289        | 1276                       | Bibichut et celui d'un autre monde                     | ミブリムとこの世ならざるもの                   | 7 juin 2024         | 23 février 2025 7 février 2025 23 février 2025 |
| 1290        | 1277                       | Le trésor d'éternité                                   | 永遠のめぐみ                                   | 14 juin 2024        | 2 mars 2025 7 février 2025 2 mars 2025         |
| 1291        | 1278                       | Face au Conseil 4 de Paldea                            | 対決！パルデア四天王                           | 21 juin 2024        | 9 mars 2025 7 février 2025 9 mars 2025         |
| 1292        | 1279                       | Liko contre Cayenn ! Un combat acharné !               | リコVSチリ!バトルの先に                        | 28 juin 2024        | 16 mars 2025 7 février 2025 16 mars 2025       |
| 1293        | 1280                       | Terapagos, cet inconnu                                 | わたしの知らないテラパゴス                     | 5 juillet 2024      | 23 mars 2025 25 avril 2025 23 mars 2025        |
| 1294        | 1281                       | Un repas digne de Scalpereur !                         | 看板ポケモンはドドゲザン!?                     | 12 juillet 2024     | 30 mars 2025 25 avril 2025 30 mars 2025        |
| 1295        | 1282                       | Coiffeton et la danse de Mezclamora                    | おどれクワッス！碧きチャンプルステップ！！     | 26 juillet 2024     | 6 avril 2025 25 avril 2025 6 avril 2025        |
| 1296        | 1283                       | Rhod et Chochodile découvrent la neige                 | はじめての雪！ホッホッゲー！！                 | 9 août 2024         | 13 avril 2025 25 avril 2025 13 avril 2025      |
| 1297        | 1284                       | Affronter Laïm... en chantant à l'unisson !            | 響け魂！ライムへの挑戦                         | 16 août 2024        | 20 avril 2025 25 avril 2025 20 avril 2025      |
| 1298        | 1285                       | Une nouvelle chanson pour Chochodile                   | ホゲータとぼくの歌                             | 23 août 2024        | 27 avril 2025 25 avril 2025 27 avril 2025      |
| 1299        | 1286                       | Un combat glacial ! Grusha le redoutable !             | 氷の戦い！冷たい瞳のグルーシャ                 | 30 août 2024        | 4 mai 2025 25 avril 2025 4 mai 2025            |
| 1300        | 1287                       | Une ombre approche !                                   | ナッペ山、しのびよる影                         | 6 septembre 2024    | 11 mai 2025 25 avril 2025 11 mai 2025          |
| 1301        | 1288                       | Liko et Amethio                                        | リコとアメジオ                                 | 13 septembre 2024   | 18 mai 2025 25 avril 2025 18 mai 2025          |
| 1302        | 1289                       | Alerte, système infiltré à l'Académie Orange !         | システム侵入！オレンジアカデミーの危機！！     | 20 septembre 2024   | 25 mai 2025 25 avril 2025 25 mai 2025          |
| 1303        | 1290                       | Liko contre Rhod : l'éclat de la Téracristallisation ! | 輝けテラスタル！リコVSロイ！！                 | 27 septembre 2024   | 1er juin 2025 25 avril 2025 1er juin 2025      |
| 1304        | 1291                       | Le Brave d'Oliville s'envole vers de nouveaux cieux !  | 新たなる空へ！ブレイブアサギ号！！             | 11 octobre 2024     | 8 juin 2025 N.D. 8 juin 2025                   |
| 1305        | 1292                       | Rhod est Crocogril et Crocogril est Rhod !             | ぼくがポケモンで、キミがぼく！？               | 18 octobre 2024     | 15 juin 2025 N.D. 15 juin 2025                 |
| 1306        | 1293                       | Le marteau de Forgerette ne s'est pas fait en un jour  | ぼくがポケモンで、キミがぼく！？               | 25 octobre 2024     | 22 juin 2025 N.D. 22 juin 2025                 |
| 1307        | 1294                       | Rencontres au Lac Cristallin                           | てらす池の出会い                               | 1er novembre 2024   | 29 juin 2025 N.D. 29 juin 2025                 |
| 1308        | 1295                       | À la recherche d'Hachécateur                           | 追跡！バサギリを探せ！！                       | 8 novembre 2024     | 6 juillet 2025                                 |
| 1309        | 1296                       | Hachécateur, le guerrier solitaire                     | 孤高の戦士バサギリ                             | 15 novembre 2024    | 13 juillet 2025                                |
| 1310        | 1297                       | Les trois Explorateurs                                 | ３人のエクスプローラーズ                       | 22 novembre 2024    | 20 juillet 2025                                |
| 1311        | 1298                       | Les merveilles du monde                                | 託された未来、この世界の輝き                   | 29 novembre 2024    | 27 juillet 2025                                |
| 1312        | 1299                       | Okéoké et Constant Daccord                             | ソーナノ？ソーダヨ！                           | 6 décembre 2024     | 3 août 2025                                    |
| 1313        | 1300                       | Le retour de Landon                                    | ランドウ、故郷へ帰る                           | 13 décembre 2024    | 10 août 2025                                   |
| 1314        | 1301                       | Le cri sauvage d'Entei                                 | 激闘エンテイ！炎のおたけび！！                 | 20 décembre 2024    | 17 août 2025                                   |
| 1315        | 1302                       | Au-delà du sommet                                      | オーバー・ザ・トップ                           | 10 janvier 2025     | 24 août 2025                                   |
| 1316        | 1303                       | Les Pokémon carrément géniaux de la Zone Zéro          | エリアゼロでオニイケポケモン！？               | 17 janvier 2025     | 31 août 2025                                   |
| 1317        | Numéro en français inconnu | Titre en français inconnu                              | 大バトル！大地を穿つ炎                         | 24 janvier 2025     | Diffusion en français inconnu                  |
| 1318        | Numéro en français inconnu | Titre en français inconnu                              | 光り出した虹の先で                             | 31 janvier 2025     | Diffusion en français inconnu                  |
| 1319        | Numéro en français inconnu | Titre en français inconnu                              | 明かされる真実？アメジオの決意！               | 7 février 2025      | Diffusion en français inconnu                  |
| 1320        | Numéro en français inconnu | Titre en français inconnu                              | 天と地が出会う処                               | 14 février 2025     | Diffusion en français inconnu                  |
| 1321        | Numéro en français inconnu | Titre en français inconnu                              | 到着！楽園ラクア                               | 21 février 2025     | Diffusion en français inconnu                  |
| 1322        | Numéro en français inconnu | Titre en français inconnu                              | ライジングボルテッカーズVSエクスプローラーズ！ | 28 février 2025     | Diffusion en français inconnu                  |
| 1323        | Numéro en français inconnu | Titre en français inconnu                              | 黒いレックウザの導き                           | 7 mars 2025         | Diffusion en français inconnu                  |
| 1324        | Numéro en français inconnu | Titre en français inconnu                              | 激震の白いジガルデ                             | 14 mars 2025        | Diffusion en français inconnu                  |
| 1325        | Numéro en français inconnu | Titre en français inconnu                              | 冒険の先に                                     | 21 mars 2025        | Diffusion en français inconnu                  |
| 1326        | Numéro en français inconnu | Titre en français inconnu                              | マスカーニャ                                   | 28 mars 2025        | Diffusion en français inconnu                  |

### Saison 28: Méga voltage
| 激突！ドラゴン爆走団 |

| いたずらマッギョのイイ笑顔？ |

| 飛べないオリオと |

| 闘え！テラスタル対メガシンカ！！ |

| 燃やせ、ぐるみん愛！ |

| 嵐のち波乗りサーフゴー |